# Manifestations de 2019-2020 à Hong Kong
Pour les manifestations pro-démocratie de 2014, voir Manifestations de 2014 à Hong Kong.
Le mouvement contre l'amendement de la loi d'extradition par le gouvernement de Hong Kong (en anglais : Anti-Extradition Bill Protests ; en chinois traditionnel : 反對逃犯條例修訂草案遊行與示威, familièrement 反送中運動) est une série de manifestations à Hong Kong qui a duré de mars 2019 à mai 2020, et dans plusieurs autres villes autour du monde dans lesquelles on retrouve une diaspora hongkongaise. Les manifestants demandaient le retrait de l'amendement car ils considèrent qu'il permettra à la Chine continentale d'intervenir dans le système juridique indépendant, menaçant le particularisme légal de la région ainsi que la sécurité personnelle des habitants et de toutes les personnes passant par Hong Kong. En plus des manifestations locales, les communautés de la diaspora ont organisé des rassemblements et des manifestations de solidarité. Le mouvement se revendiquait sans leader et dépourvu d'organisateur centralisé. Les citoyens hongkongais communiquaient et organisaient les manifestations en utilisant notamment le forum LIHKG et l'application Telegram.
Quelques manifestations ont lieu après l'introduction de l'amendement en février 2019, suivies d'un sit-in du quartier général du gouvernement le 15 mars 2019. Pour la plupart, les manifestations sont pacifiques. Parmi elles, celles organisées par le Front civil des droits de l'homme (FCDH, ou CHRF en anglais) ont rassemblé le plus grand nombre de participants. Le 9 juin 2019, 1,03 million de manifestants ont participé à la manifestation contre le projet de loi, d'après le CHRF,. Peu après cette manifestation, la cheffe de l'exécutif de Hong Kong, Carrie Lam, annonce que la seconde lecture du texte aurait lieu le 12 juin, exactement comme programmé. Le 12 juin, la police utilise plus de 150 balles, du gaz lacrymogène et 20 projectiles en sachet afin de disperser les manifestants rassemblés autour du parlement pour empêcher la deuxième lecture de la loi. Celle-ci est provisoirement reportée en raison de la manifestation qui cause la fermeture de l'immeuble du conseil législatif. Lam soutient le projet de loi malgré les protestations dans plusieurs secteurs hongkongais (juristes, hommes d'affaires, journalistes, militants des droits de l'homme, etc.) depuis la première manifestation. Elle annonce un report de la lecture pour l'après-midi du 15 juin, mais elle mentionne que le projet de loi n'est pas annulé. Pour dénoncer les brutalités policière et à cause de la position ferme du gouvernement, près de 2 millions de Hongkongais participent à une autre manifestation le 16 juin ; soit la plus grande manifestation de l'histoire de Hong Kong, poussant Carrie Lam à présenter ses excuses, sans pour autant démissionner. Lors de la manifestation annuelle de l'opposition le 1er juillet, une partie des manifestants forcent l'entrée et occupent brièvement le conseil législatif, après des heures de face-à-face avec les forces de l'ordre qui finissent par se retirer. À mesure que le mouvement progresse, cinq grandes demandes sont formulées par les manifestants (voir Revendications).
Le 8 juillet, Carrie Lam déclare finalement que « le projet de loi est mort », bien qu'une majorité de Hongkongais demeurent sceptiques tant que l'exécutif n'aura pas exprimé clairement son retrait définitif. Par conséquent, les protestataires poursuivent leurs actions pour obtenir le retrait de la loi et la démission de Carrie Lam. La violence s'intensifie en juillet avec des conflits entre les manifestants pro-démocratie, la police et des partisans de Pékin, notamment à Yuen-Long où des hommes armés visant des manifestants ont attaqué des passagers dans une station de métro le 21 juillet,. Le projet de loi est formellement retiré le 4 septembre, mais le gouvernement refuse de céder sur les quatre autres demandes. Un mois plus tard, elle invoque des pouvoirs d'urgence pour promulguer une loi anti-masques dans l'espoir de dissuader les manifestants de se dissimuler le visage. L'escalade de la violence se poursuit avec une intervention controversée de la police dans le métro le 31 août, le premier tir à balle réel des forces de l'ordre contre un manifestant le 1er octobre, puis la mort d'un étudiant en marge d'une opération de police le 4 novembre.
Après les violents affrontements qui ont marqué le siège de deux universités occupés par des manifestants radicaux les semaines précédentes,, le camp pro-démocratie remporte une victoire sans appel aux élections de districts du 24 novembre. Le mouvement est interrompu par la pandémie du Covid-19 qui touche Hong Kong début 2020. En mai, Pékin annonce la promulgation d'une loi de sécurité nationale qui entre en vigueur le 30 juin 2020. De nombreux activistes politiques et personnalités de la société civile ont depuis été arrêtés. Le gouvernement de Hong Kong déclare que la loi a ramené l'ordre et la stabilité à Hong Kong. La détérioration du climat politique fait partie des facteurs expliquant la vague d'émigration de résidents quittant la ville.
Le gouvernement et la police battent des records d'impopularité. Les autorités centrales chinoises accusent des forces étrangères d'ingérence et d'avoir instigué les troubles, bien que le mouvement soit largement décrit comme "sans leaders". Les États-Unis font partie des pays ayant adopté des mesures en réponse à la répression menée par Pékin.
Les tactiques et les méthodes utilisées à Hong Kong ont par la suite été citées comme sources d'inspiration lors de manifestations qui se sont déroulées à travers le monde.

## Contexte

### Causes directes
En 1987, le groupe spécial sur le droit du comité consultatif de la loi fondamentale de Hong Kong proposa que le problème de la juridiction entre la future Région administrative spéciale (RAS) de Hong Kong et la Chine continentale soit réglé par le principe du territoire, ce qui signifie que les fugitifs devraient être renvoyés en jugement sur le lieu du crime. Martin Lee, un législateur pro-démocrate et un membre du groupe spécial sur le droit, a exhorté le gouvernement hongkongais à conclure "sans délai" un accord de restitution des fugitifs avec la Chine en 1998, mais il n’y a jamais eu de tel accord jusqu'à présent.
En 2019, en réponse à l'émotion suscitée par l'assassinat d'une jeune femme à Taipei (Taïwan) par un ressortissant hongkongais retourné à Hong Kong après le crime, la cheffe de l’exécutif, Carrie Lam, dépose un amendement à la loi d'extradition. En effet, Hong Kong ne dispose pas de traité d'extradition avec Taïwan dont les autorités chinoises revendiquent la souveraineté. Le gouvernement de Hong Kong propose donc un amendement afin d'un établir un mécanisme permettant d'extrader, sur ordre du chef de l'exécutif, un suspect vers une juridiction avec laquelle Hong Kong n'a pas conclu de traité d'extradition.
Le projet d'amendement tel qu'il est proposé par le gouvernement permettrait de fait l'extradition de personnes vers la République populaire de Chine, suscitant l'inquiétude d'une partie de la société hongkongaise. Des universitaires, des juristes et des militants des droits de l'homme craignent que la disposition ne vienne faire disparaître la séparation entre les tribunaux de Hong Kong et le système judiciaire administré par le Parti communiste chinois, au détriment du principe "un pays, deux systèmes" pratiqué à Hong Kong depuis la rétrocession en 1997. La société civile exprime ouvertement sa méfiance envers le système judiciaire chinois, accusé d'être au service de l'appareil répressif comme en témoigne l'emprisonnement de dissidents politiques. Les opposants au projet d'amendement exhortent le gouvernement à explorer des solutions alternatives et proposent par exemple la signature d'un traité d'extradition uniquement avec Taïwan.

### Causes indirectes
Après l'échec de la Révolution des parapluies en 2014 et l'emprisonnement de plusieurs militants pro-démocratie en 2017, une partie de la société hongkongaise dénonce la perte progressive du "haut degré d'autonomie" garanti par la Loi fondamentale de Hong Kong alors que le gouvernement de la République populaire de Chine semble s'immiscer de plus en plus dans les affaires hongkongaises. L'Assemblée nationale populaire est ainsi intervenue en 2016 afin de destituer six députés de l'opposition qui venaient de prêter serment. La même année, l'affaire des "libraires disparus" (cinq éditeurs hongkongais détenus au secret par les services chinois) vient renforcer les tensions et saper la confiance des Hongkongais envers la formule "un pays, deux systèmes". Le tournant autoritaire opéré par le régime communiste après l'arrivée au pouvoir de Xi Jinping en 2012, comme en témoignent les camps d'internement au Xinjiang, fait craindre le pire aux activistes de Hong Kong.
Le ressentiment anti-chinois a le vent en poupe dans les années 2010. La politique favorable à l'accueil de nouveaux immigrés en provenance de Chine continentale depuis 1997, qui sont par ailleurs accusés de venir diluer la culture locale, est dénoncée comme un fardeau pour les services publics de Hong Kong. L'arrivée du tourisme de masse chinois n'est pas toujours bien accueillie, de nombreux Hongkongais jugeant "arrogants" les visiteurs venus de l'autre côté de la frontière. C'est dans ce contexte qu'émergent le localisme et le mouvement indépendantiste avec notamment la campagne de l'activiste Edward Leung aux élections législatives partielles de 2016. De moins en moins de jeunes s'identifient comme étant "Chinois", d'après l'institut de sondage de l'Université de Hong Kong.
Outre la question identitaire, avec notamment la protection de la langue cantonaise et de la culture locale, la crise est aussi sociale. Hong Kong concentre un nombre très élevé de milliardaires (soixante-sept, selon le magazine américain Forbes) et les inégalités continuent de s'accroitre. Plus de 20 % de la population vit en dessous du seuil de pauvreté. Régulièrement, des associations ou médias s'indignent devant les « logements-cages », de moins de cinq mètres carrés, destinés aux personnes âgées dépourvues de retraite ou aux travailleurs précaires. Désormais les jeunes issus des classes moyennes sont également touchés. Bien que la crise du logement soit ancienne, de nombreux Hongkongais estiment que l’arrivée de Chinois fortunés qui blanchissent leur argent dans l’immobilier et font flamber les prix l’a aggravée.
La révolution des parapluies en 2014 était un mouvement pacifique de désobéissance civile, mais les manifestants n'ont obtenu aucune concession de la part du gouvernement. Ces événements ont inspiré la nouvelle génération d'activistes qui disent avoir tiré les leçons de l'échec de 2014. Ce constat a amené une partie de l'opposition pro-démocratie à prôner des modes d'action plus radicales, comme l'illustre la révolution des boulettes de poisson en 2016. Si les manifestations de 2014 étaient animées par l'espoir d'obtenir la démocratie promise, la mobilisation de 2019 est avant nourrie par le désespoir face à la perte des libertés existantes.

## Revendications

### Cinq grandes demandes
Le mouvement est déclenché par le projet d'amendement de la loi d'extradition, mais à la suite des violences policières et de l'entêtement du gouvernement, les manifestants formulent cinq grandes demandes ("Cinq demandes, pas une de moins"):
- retrait complet du projet de loi d'extradition
- retrait de la caractérisation juridique du mouvement comme émeute
- amnistie des personnes arrêtées
- mise en place d'une commission d'enquête indépendante sur les violences policières
- mise en place du suffrage universel direct pour les élections du chef de l'exécutif et du conseil législatif

### Autres demandes
- démission de la cheffe du gouvernement, Carrie Lam
- dissolution ou restructuration de la police de Hong Kong

## Chronologie historique

### Mars 2019

#### 15 mars: première protestation contre la loi d'extradition
Demosistō organise un sit-in au complexe du gouvernement central le 15 mars. Il s'agissait de la première manifestation contre la loi d'extradition. À la fin du sit in, 9 personnes sont arrêtées par la police. C'est la première fois depuis le début du mouvement.

#### 31 mars: première manifestation organisée par le CHRF

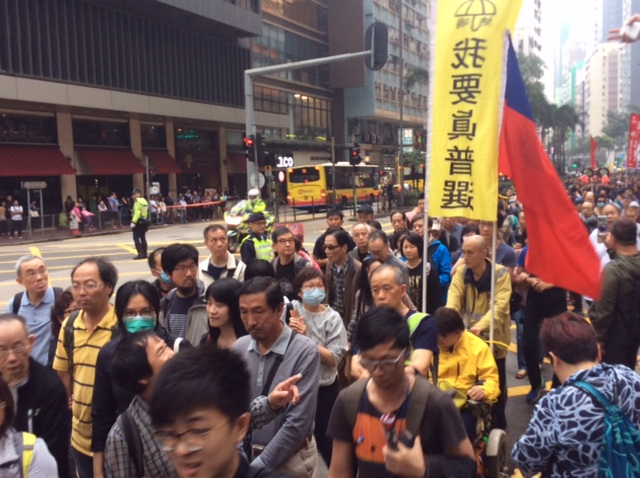
La première manifestation à Wanchai le 31 mars.

La première manifestation a été organisée par le Front civil des droits de l'homme le 31 mars 2019. Les manifestants ont marché du chemin Luard (près du terrain de jeu Southorn) à Wan-Chai jusqu'à la place Civique à Admiralty. Les manifestants pointent alors du doigt le fait que la loi proposée va transformer Hong Kong en une prison noire, et que par conséquent le gouvernement doit l'arrêter.
Les organisateurs ont dénombré 12 000 participants, tandis que la Police de Hong Kong en a estimé environ 5 200. Il y avait parmi eux Lam Wing-Kee, le propriétaire de la librairie Causeway Bay (Causeway Bay Bookstore). Il a disparu en 2015, prétendument arrêté par les officiels de la Chine continentale. Il a participé à la manifestation afin d'expliquer les problèmes relatifs à la loi proposée. Après la manifestation, Lam est partie de Hong Kong pour Taïwan, ayant peur pour sa sécurité.

### Avril 2019

#### 28 avril: deuxième manifestation organisée par le CHRF

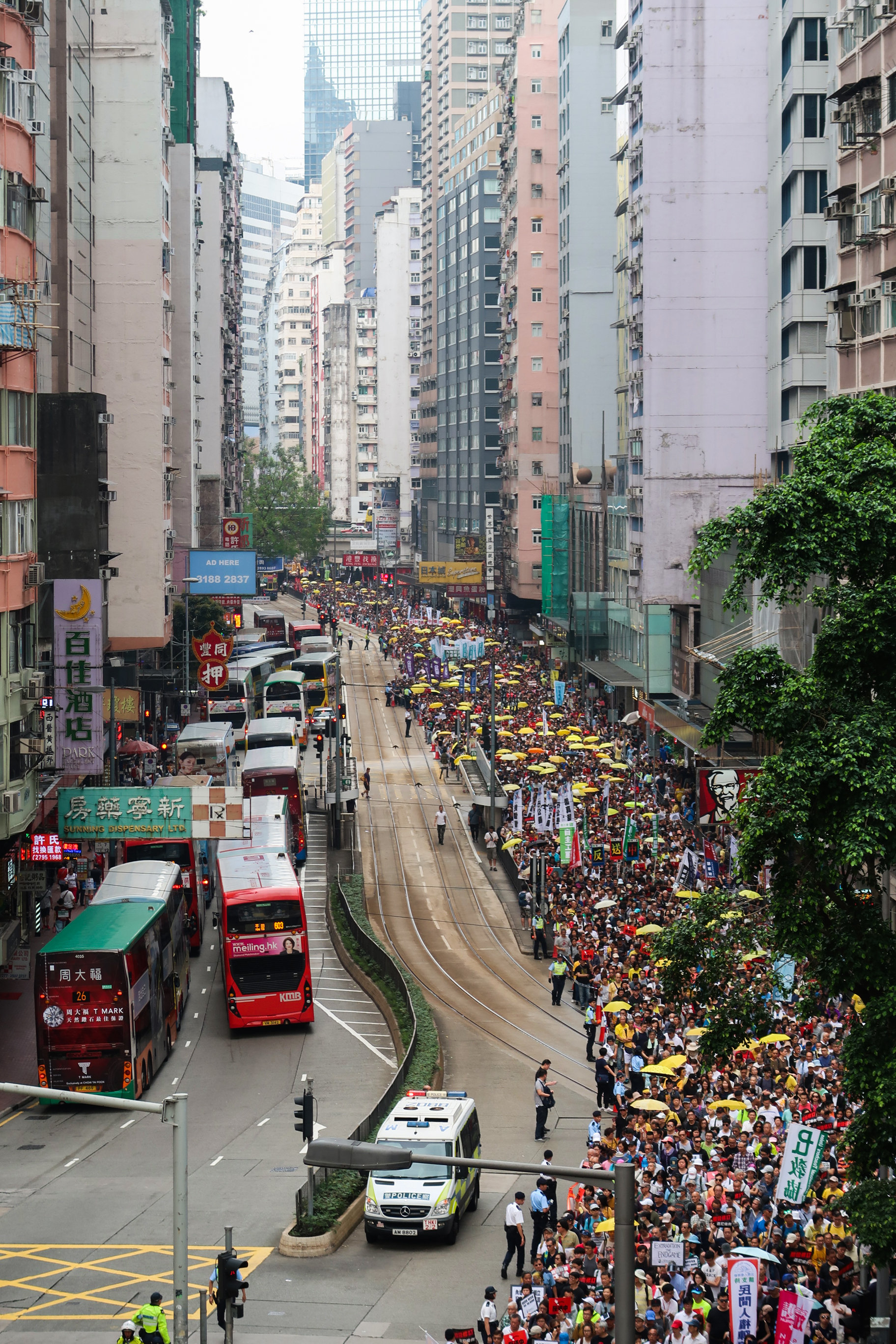
La manifestation du 28 avril a rallé un nombre plus important de manifestants.

Le 28 avril, le Front civil des Droits de l'Homme a organisé une autre manifestation. 130 000 manifestants ont participé à la marche contre la proposition loi d'extradition. La police de Hong Kong a estimé qu'il y avait 22 800 manifestants. Cette manifestation est la plus importante depuis la manifestation annuelle du 1er juillet en 2014.
Le parcours de cette manifestation, d'une longueur de 2,2 km, démarra du secteur de Causeway Bay jusqu'au conseil législatif, pour une durée de plus de 4 heures.
Le lendemain de la manifestation, Carrie Lam, la cheffe de l'exécutif de Hong Kong, réitère que la loi proposée doit passer avant la pause estivale. Elle dit notamment que la peine actuelle pour Chan Tong-Kai, le meurtrier présumé de l'affaire de meurtre à Taïwan, prendra fin au terme du mois d'août 2020. Elle rajoute qu'il est nécessaire d'approuver la loi proposée le plus tôt possible car il pouvait toujours quitter le territoire.

### Juin 2019

#### 6 juin: marche silencieuse des avocats

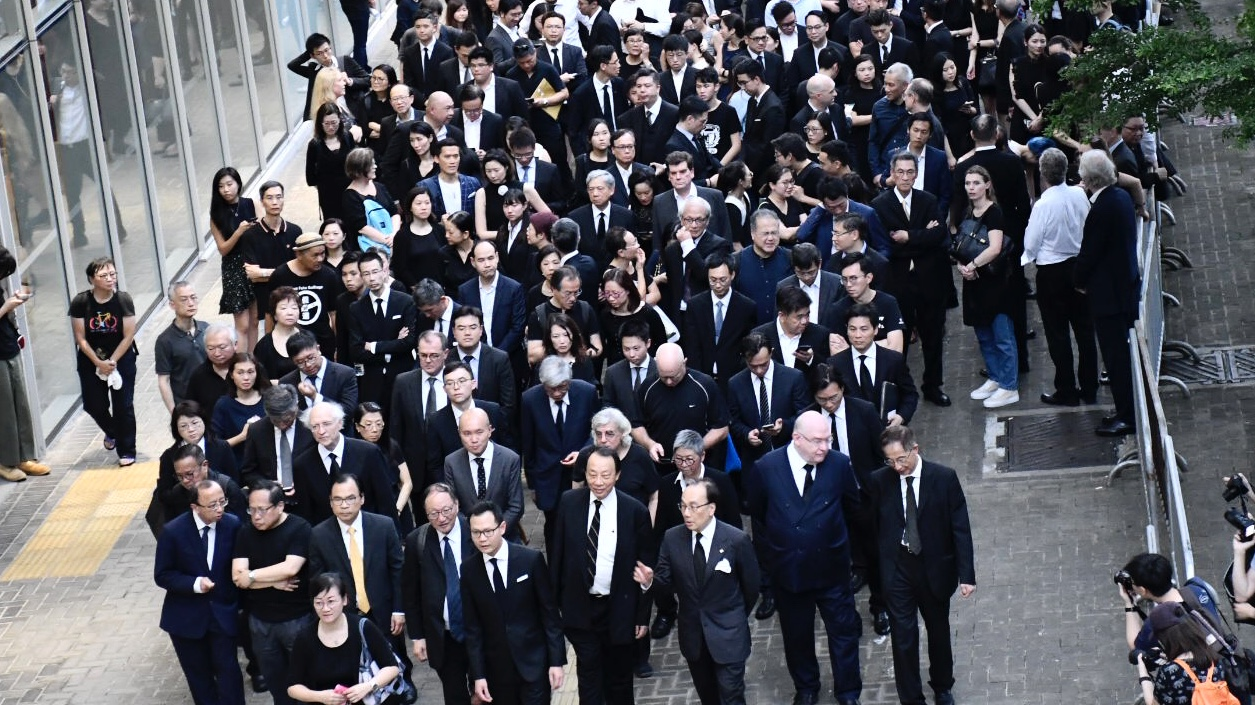
Les avocats en noir effectuent une marche silencieuse le 6 juin.

Il est rare que les avocats de Hong Kong participent à des marches ou des manifestations[réf. nécessaire]. Mais le 6 juin, le conseiller législatif Dennis Kwok organise une marche contre la proposition de loi et est rejoint par plus de 3 000 avocats hongkongais - soit environ un quart de tous les avocats du territoire. Vêtus de noir, ils marchèrent de la Cour d'appel suprême jusqu'aux bureaux du gouvernement central puis sont restés trois minutes immobiles et silencieux devant les immeubles, après que Dennis Kwok ait manifesté sa volonté de « ne pas baisser la tête ». Cette marche des avocats était la cinquième depuis 1997 et la plus importante d'entre elles.
Les avocats exprimèrent leurs préoccupations relatives au système juridique de la Chine continentale : suggérant que le système n'est ni transparent, ni juste, et qu'en Chine continentale, il pourrait être difficile d'obtenir l'aide d'un avocat.
John Lee, le secrétaire pour la sécurité du territoire, a réitéré la position du gouvernement, affirmant que les avocats n'avaient pas compris la loi proposée.

#### 6 juin-7 juin: promenade à vélo contre la loi d'extradition
Quatre politiciens des partis démocrates organisent deux promenades à vélo contre la loi d'extradition.Environ 30 cyclistes y participent. La promenade a lieu sur la côte nord de l'Île de Hong Kong entre Point-Nord (North Point) et le complexe gouvernemental à Admiralty le 6 juin. Elle changea de lieu pour Kowloon, le 7 juin. Le but des promenades était de promouvoir la troisième manifestation du 9 juin 2019.

#### 9 juin: troisième manifestation organisée par le CHRF

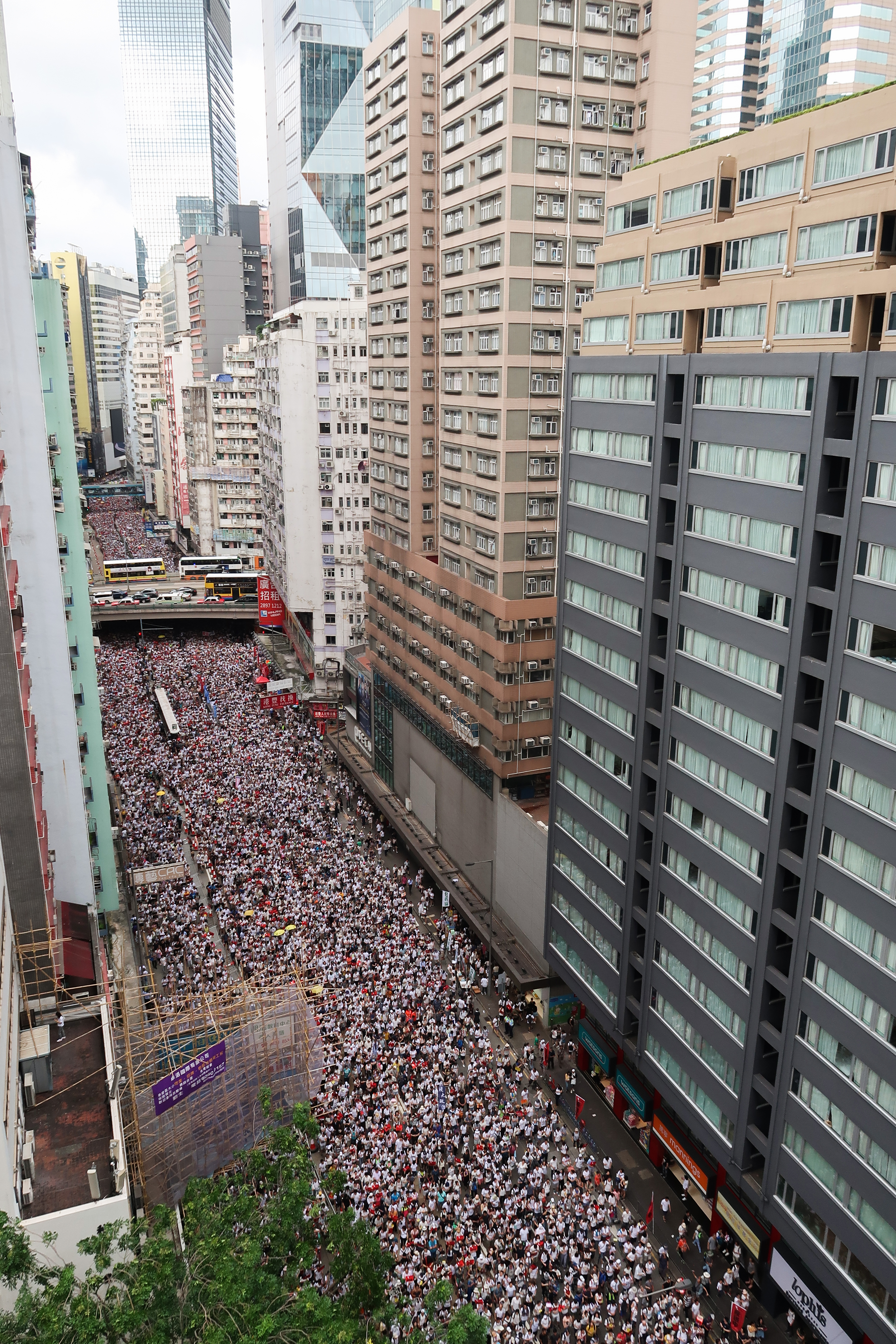
La manifestation sur le chemin Hennessey à Wan Chai le 9 juin 2019.

Le Front civil des Droits de l'Homme organisa une autre manifestation le 9 juin en réponse à l'entêtement du gouvernement de Hong Kong. Selon l'organisateur, il y avait plus de 1,03 million de manifestants. Il s'agit de la manifestation la plus importante depuis la rétrocession de Hong Kong à la Chine en 1997, dépassant la participation de celle en 2003 qui s'opposait à l'article 23 de la loi fondamentale,. Cependant, la police de Hong Kong estima ce nombre à 240 000 manifestants.
En soutenant les revendications de la manifestation, plus de 60 entreprises appelèrent à une grève ce jour-là.
Le matin, une manifestation pacifique débuta devant le complexe du conseil législatif. La plus importante manifestation commença l'après-midi au parc Victoria dans le secteur de Baie-Causeway puis les manifestants remontèrent l'avenue Tim-Mei avant d'arriver au complexe du conseil législatif à Admiralty. Une manifestation pacifique avait déjà débuté devant le complexe du conseil législatif le matin même. Les manifestants portaient des vêtements blanc, symboles de la justice, de la lumière et de l'espoir.[réf. nécessaire]
La manifestation était prévue pour 15h mais la participation fut telle qu'elle débuta en réalité plus tôt. Pour réduire le nombre de manifestants, la police interrompit le service du métro de Hong Kong (MTR) à la station Tin-Hau pendant plusieurs heures. Le MTR a aussi restreint l'entrée aux stations de Causeway-Bay, Central, Mong-Kok et Tsim-Sha-Tsui à cause de la foule trop importante sur les quais. En plus des nombreux manifestants présents à Hong-Kong, de nombreux autres étaient également présents sur la péninsule de Kowloon (localisée à l'autre côté du Victoria Harbour).
La participation de la manifestation dépassa les prévisions de la police. Initialement, la police réserva les voies de direction ouest seulement pour les manifestants, ce qui n'a pas suffi. Les manifestants demandèrent d'ouvrir les voies de circulation restantes pour faciliter la manifestation. À cause de la circulation lente et de la participation massive, la manifestation s'étendit aussi dans la direction opposée jusqu'à la rue Tin-Chong au Point-Nord, à l'Est de départ de la manifestation tandis que la marche se dirigeait vers l'Ouest. La police ouvrit finalement les voies de circulations restantes et le chemin Hennessey fut rempli par les manifestants.
Pendant la marche, les manifestants brandirent des pancartes sur lesquels on pouvait notamment lire « Non à la loi d'extradition vers la Chine », « reprendre Hong Kong », « sauvegarder la liberté de Hong Kong » et « Carrie Lam est une menteuse ». Les manifestants scandèrent des slogans tels que « non à la loi d'extradition vers Chine, non à la loi malfaisante », « départ de Carrie Lam », « départ de John Lee » en cantonais mais aussi en anglais, les deux langues officielles du territoire.
Vers 19 h, environ 6 hommes partirent de la zone désignée pour les manifestants dans espoir d'occuper le chemin Harcourt mais échouèrent. Ils échappèrent à la police.
La circulation des manifestants était très lente à cause des rues surpeuplées. Les derniers manifestants ne sont arrivés au complexe du conseil législatif que vers 22 h. L'heure officielle de la fin de la manifestation, à partir de laquelle celle-ci ne serait plus permise, était fixée à 23 h 59. Cependant, quelques manifestants restèrent à l'extérieur du conseil législatif après l'expiration du permis, des conflits avec la police se déclenchèrent.
À 23 h 7, le gouvernement de Hong Kong déclara reconnaître la manifestation. Cependant, le gouvernement ne retarda pas la deuxième lecture de la loi et ne modifia pas l'amendement. Il réaffirma que la deuxième lecture serait poursuivie le 12 juin au sein du conseil législatif, comme prévu. De nombreux manifestants en colère à la suite des déclarations essayèrent d'occuper le conseil législatif, dans l'espoir d'empêcher une deuxième lecture de la loi. La police déploya la brigade spéciale qui, à l'aide de gaz poivre, força les derniers manifestants à partir. Trois policiers et un journaliste de Television Broadcasts Limited (TVB, une chaîne de télévision locale) furent blessés dans l'opération.
Vers 3 h, la police réussit à encercler les manifestants autour du poste de police de Vieux-Wanchai sur le chemin Gloucester. La police vérifia les cartes d'identification et prit des photos des 358 manifestants. Le lendemain après midi, la police déclara que la plupart des manifestants étaient jeunes (moins de 25 ans), et que les jeunes étaient les personnes violentes qu'elle se réservait donc le droit d'appréhender à l'avenir.

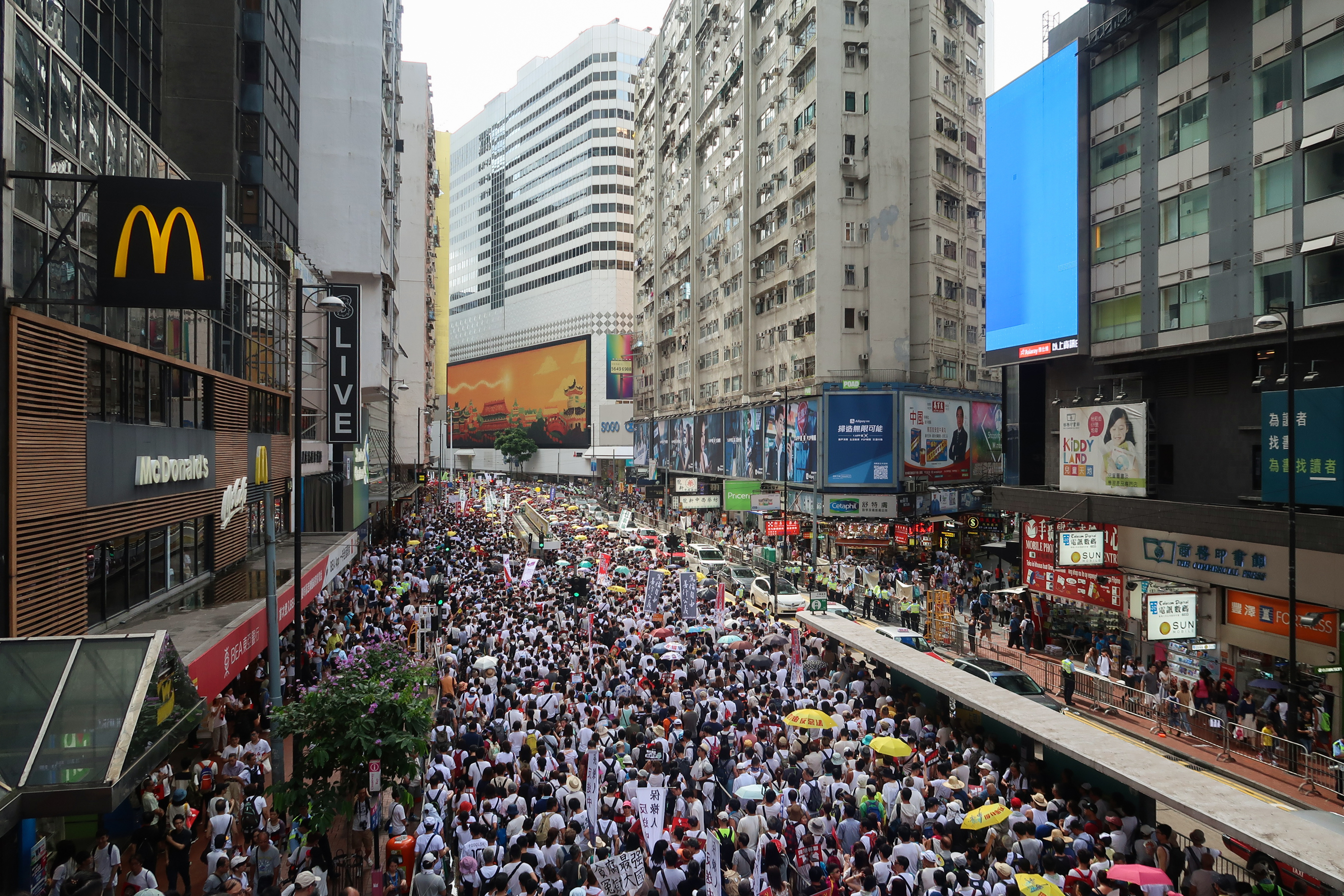
La manifestation du 9 juin sur la rue Yee-Wo à Baie-Causeway
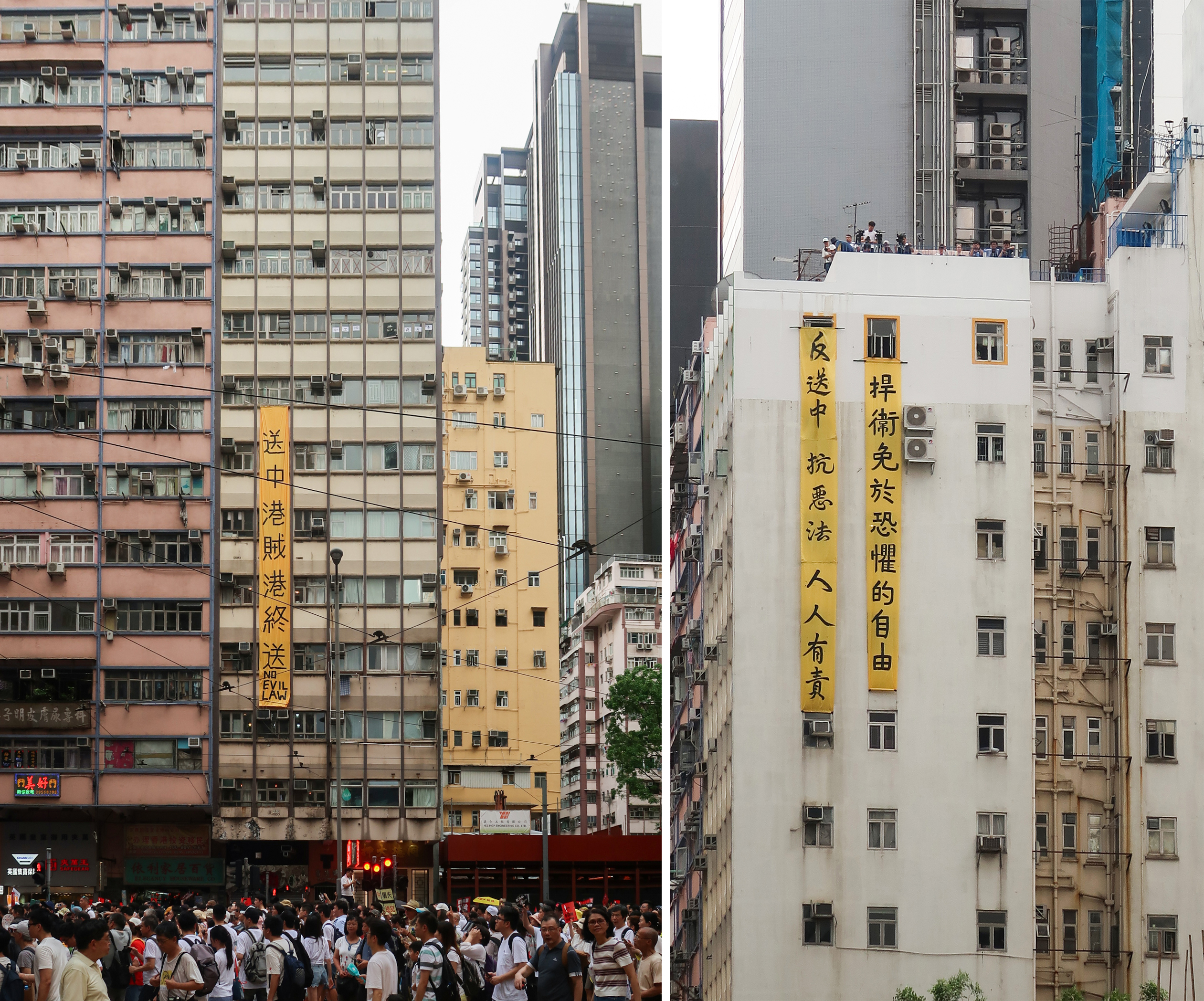
Les pancartes qui exprimaient le but de cette manifestation sur les murs de quelques bâtiments à Wanchai.
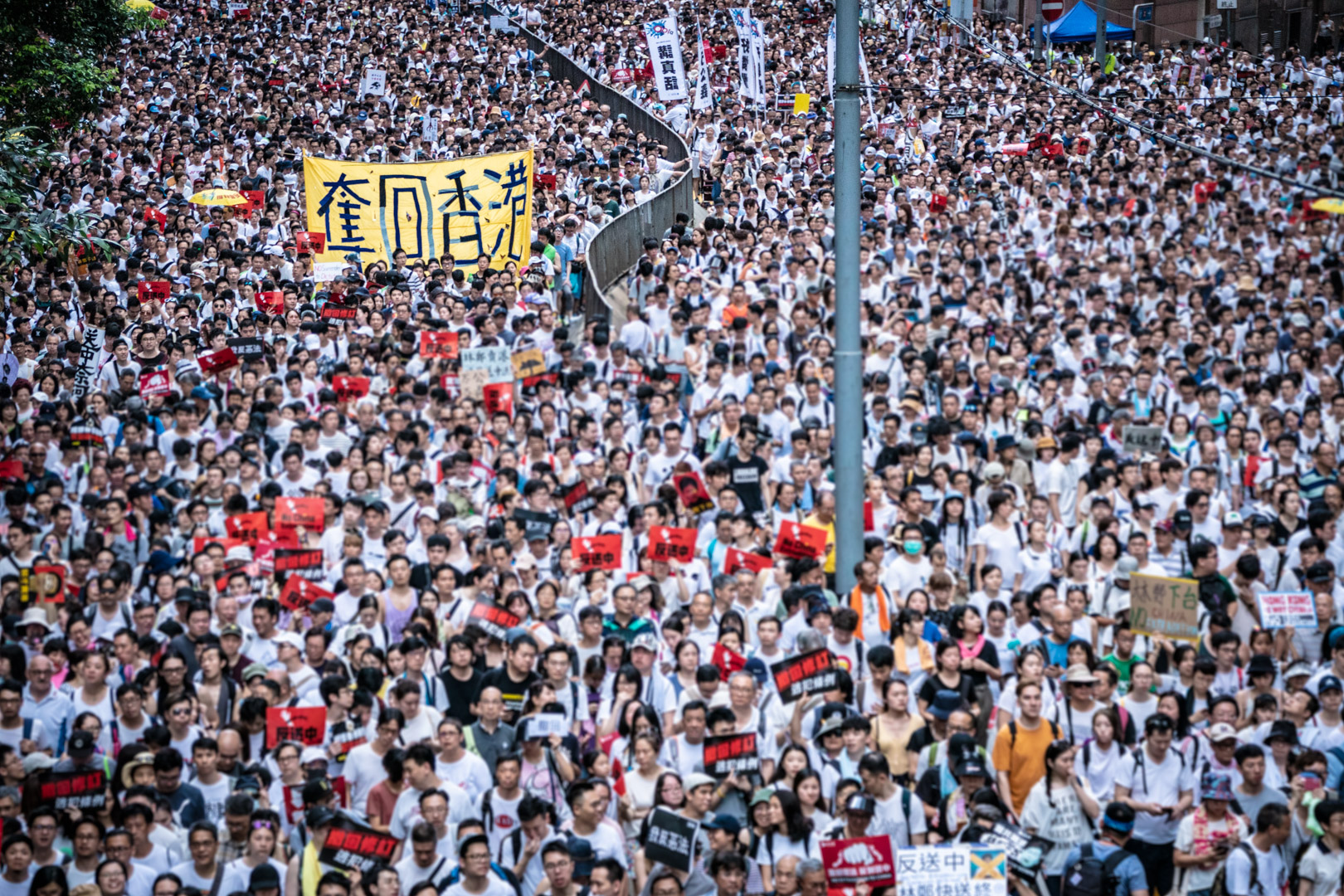
Les manifestants marchant sur le chemin Hennessey
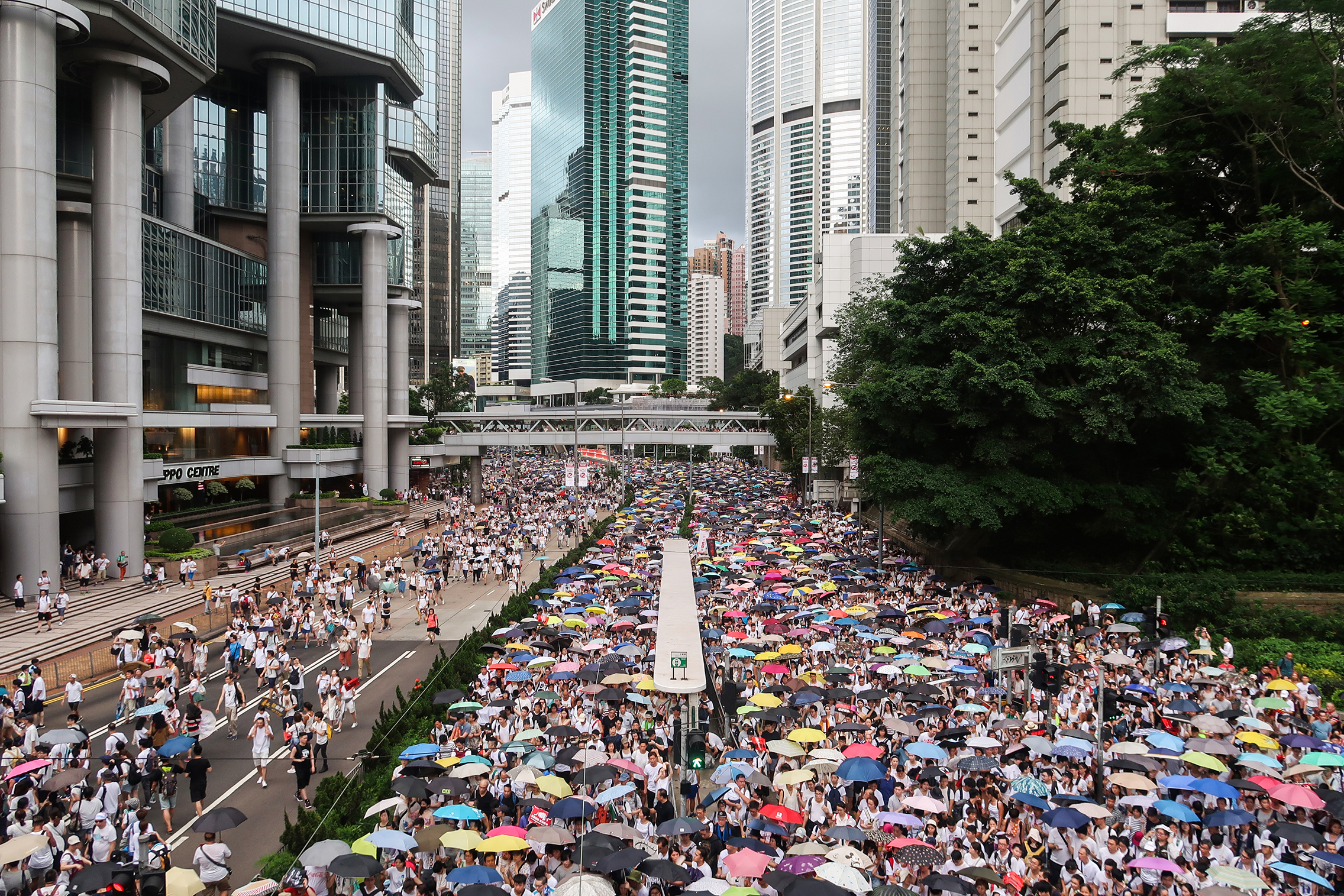
Il pleuvait vers 18h. Les manifestants ouvrirent leurs parapluies sur le Queensway à Admiralty. Ce schéma est assez similaire aux manifestations de 2014 à Hong Kong, familièrement appelées « la Révolution des parapluies » .

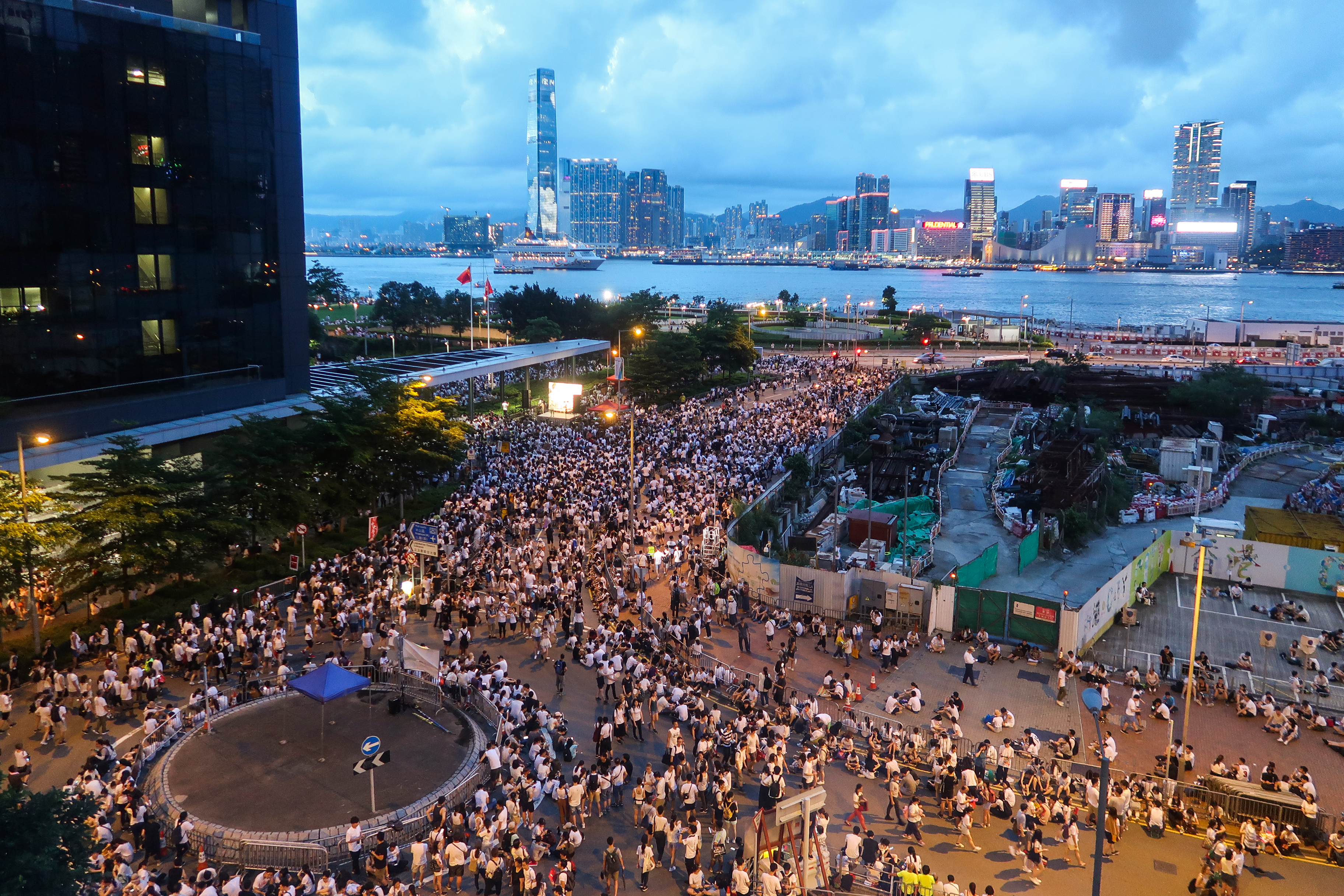
Un rassemblement a lieu vers 19h sur le chemin du Conseil législatif.
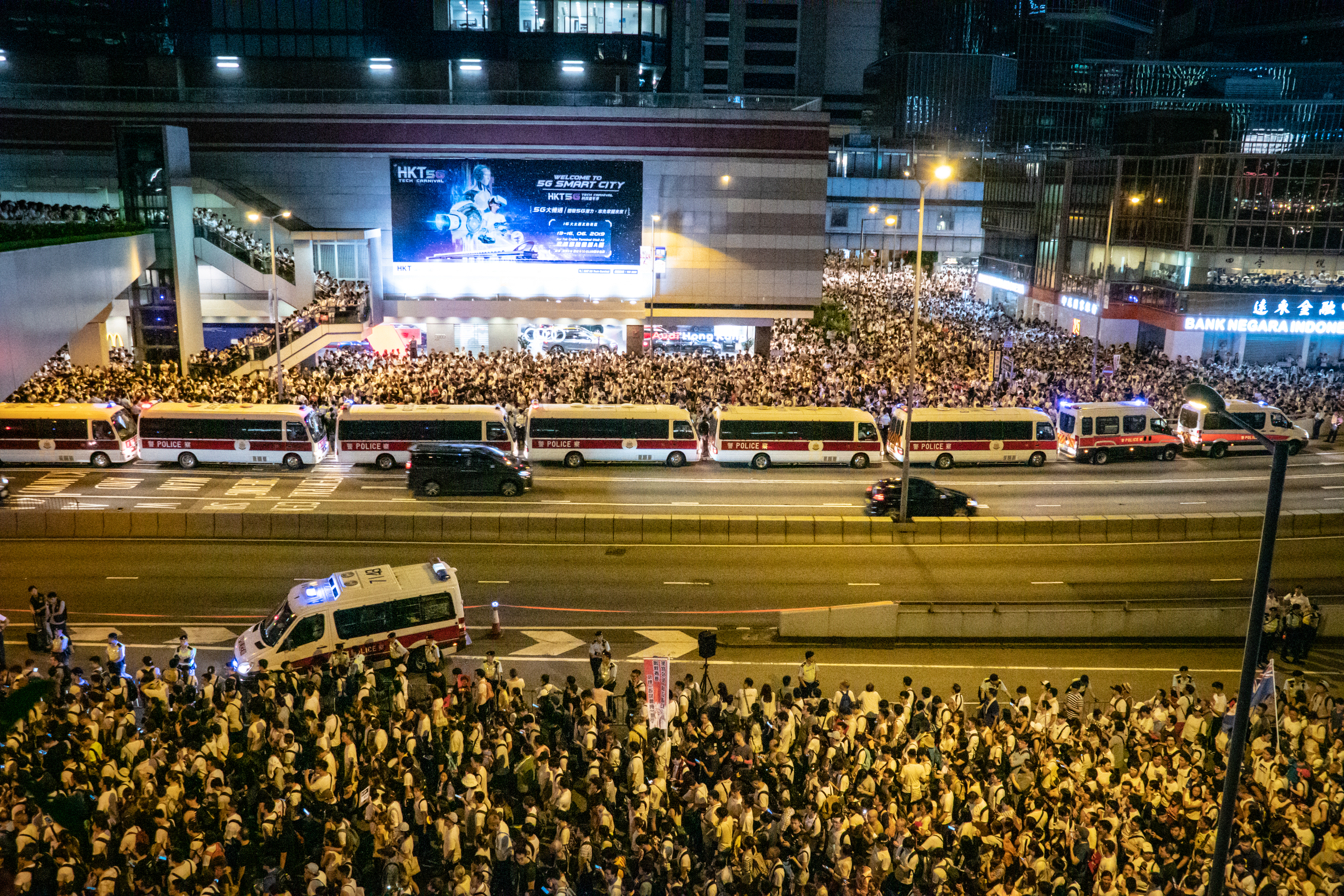
Vers 21 h, de nombreux manifestants n'ayant pas fini leur parcours, la police essaya les rediriger vers la station Admiralty pour accélérer la fin de la manifestation.
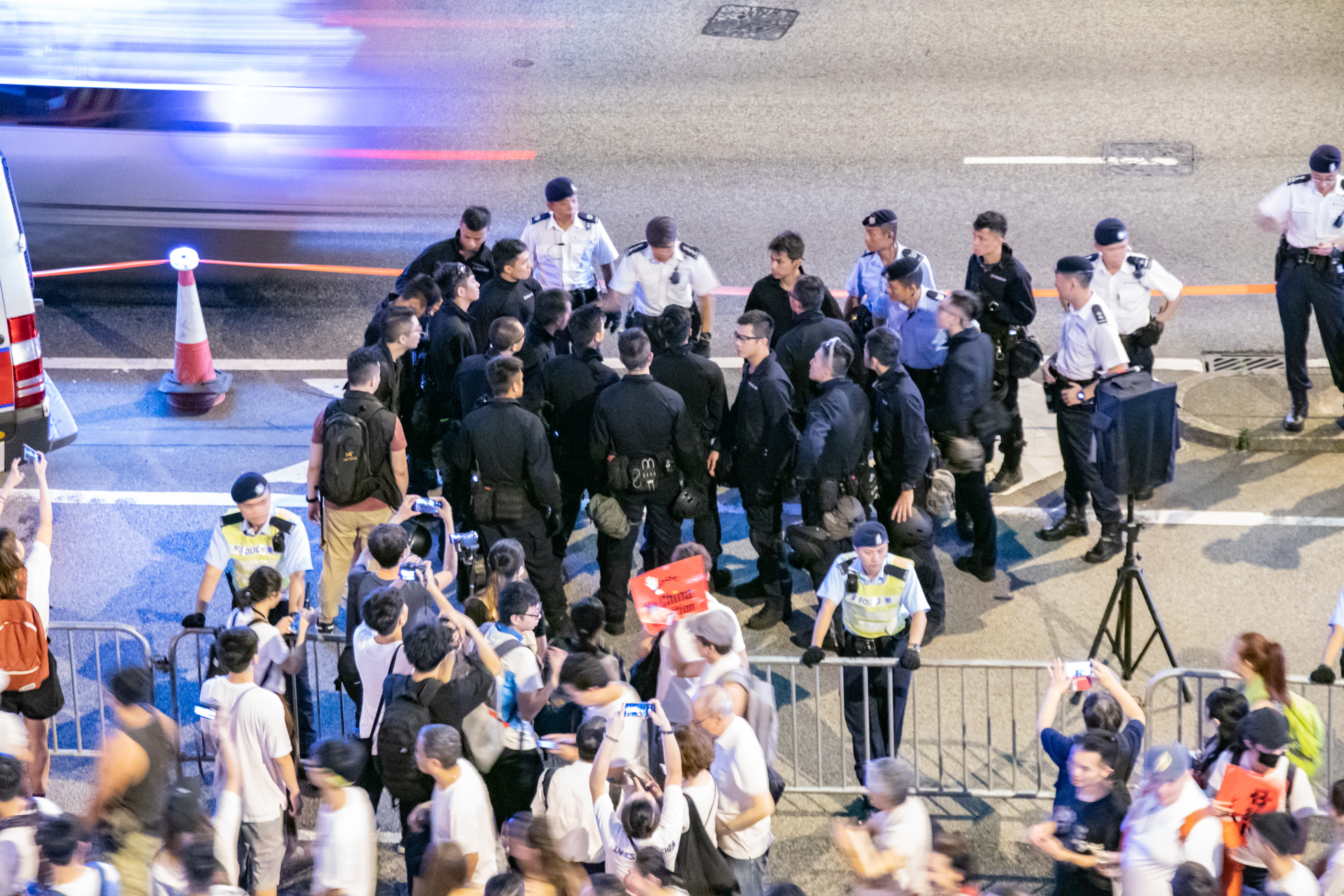
La police locale déployant une brigade spéciale en cas d'affrontements.
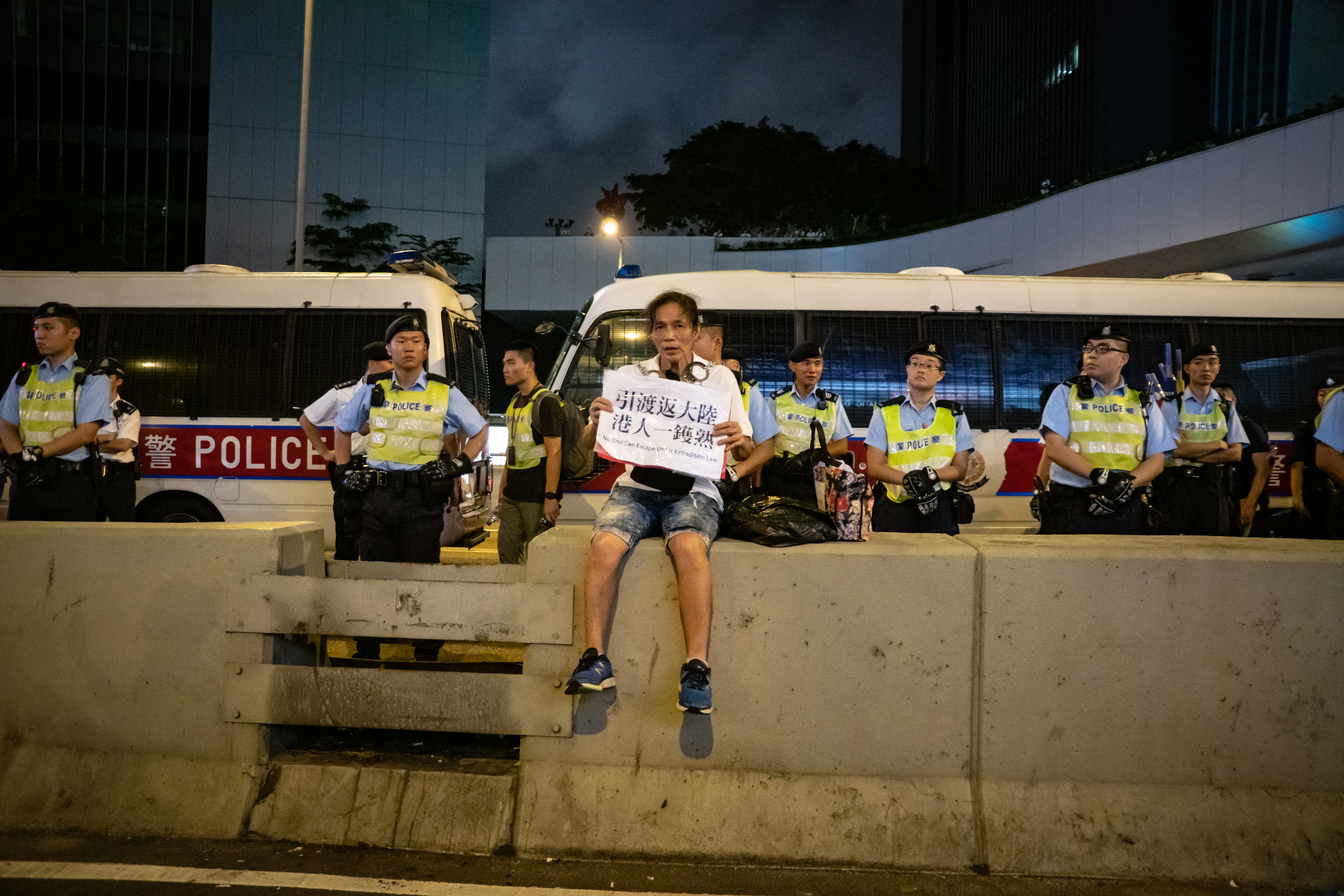
Quelques personnes refusèrent de partir car le gouvernement n'avait pas répondu à leurs protestations.

#### 12 juin: grève partielle au siège du conseil législatif

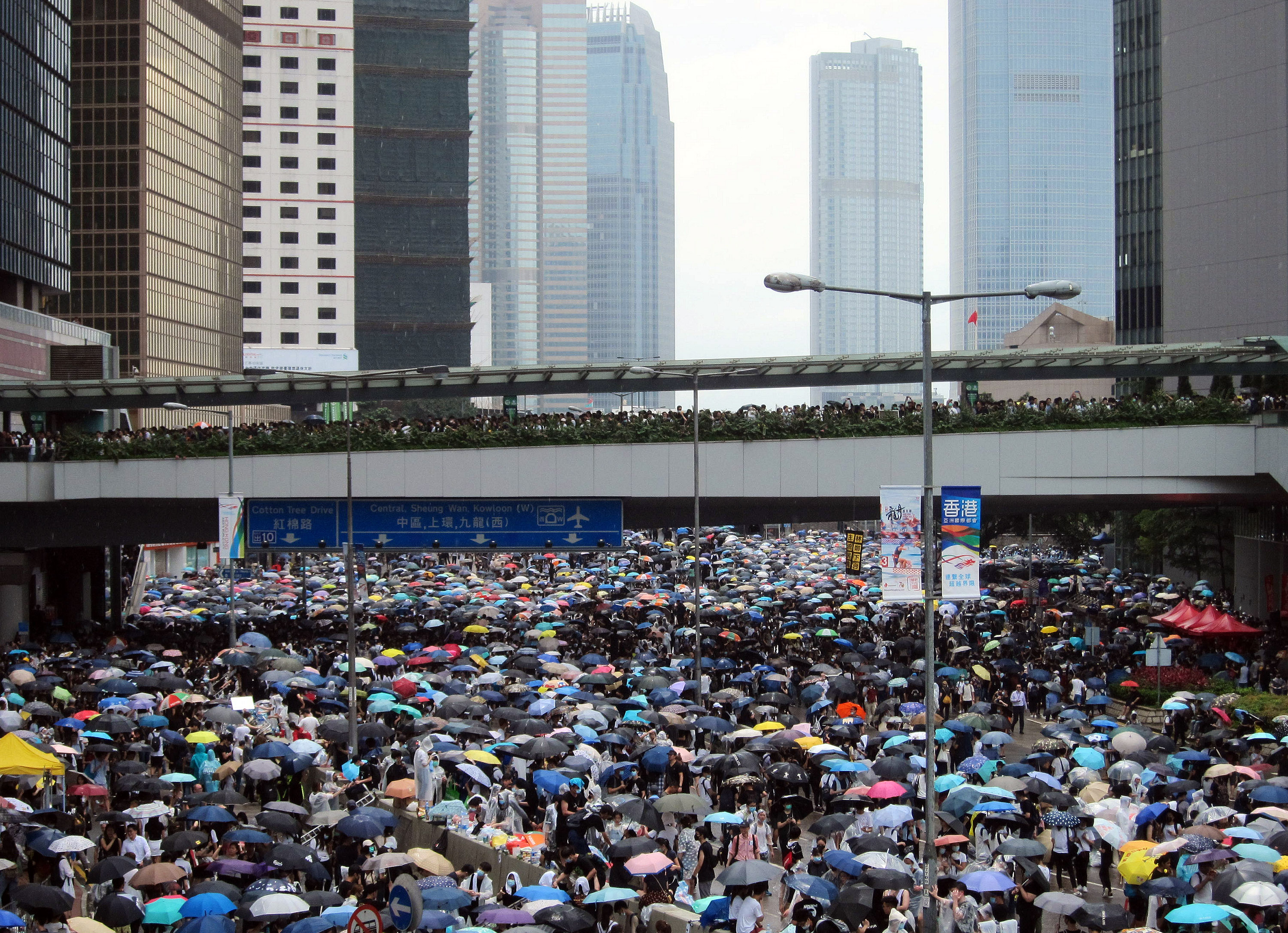
Les manifestants occupent le chemin Harcourt à Admiralty, le 12 juin.

En raison de la déclaration du gouvernement qui a réitéré sa position radicale de faire passer la loi proposée le 12 juin 2019, plusieurs groupes de hongkongais ont organisé des rassemblements et l'occupation à l'extérieur du conseil législatif. En anticipation des manifestations massives, le conseil législatif a déclenché « le risque jaune » et donc le déploiement de la police de Hong Kong autour du complexe gouvernemental à Admiralty, y compris la place Civique (Civic Square) et le parc Tamar. À la station Admiralty, la police fouilla les sacs des jeunes. Deux conseillers législatifs visitèrent la station et demandèrent à la police si elle possédait une autorisation pour fouiller les jeunes présents dans la station.
Plus de 400 entreprises appelèrent à la grève ce jour-là. L'un des opérateurs des autobus à Hong Kong, New World First Bus (NWFB) appela à une grève du zèle. De plus, des entreprises internationales comme HSBC, Standard Chartered permirent à leurs employés d'aménager leurs horaires de travail. L'hôtel Eaton Hong Kong permit à ses employés de participer à la manifestation au parc Tamar.
De tous les groupes civils qui planifièrent un rassemblement sur la place Civique, le groupe chrétien fut le seul qui reçut un permis de la police pour un rassemblement de prières de 72 heures. Vers 22 heures, la nuit du 11 juin jusqu'à environ 8 heures le lendemain, le groupe chrétien chanta « Sing Alléluia to the Lord » (Chante alléluia au Seigneur) en anglais devant la police anti-émeute. Néanmoins, les civils ont organisé un rassemblement déguisé en « pique-nique » au parc Tamar cette nuit-là bien que le département des services culturels et des loisirs ferma la pelouse du parc pour soi disant, cause d'« entretien ».
Ces rassemblements furent organisés grâce à Telegram. La soirée du 12 juin, Pavel Dourov, le créateur de Telegram, annonça qu'une attaque par déni de service d’échelle nationale d'origine chinoise avait affecté le service de l’application. Il supposa que l’attaque était en réponse à cette manifestation,.
Après le lever du soleil, d'autres manifestants joignirent le rassemblement. À 7 h 55, les manifestants du parc Tamar commencèrent à occuper le chemin Harcourt, la route principale du secteur d'Admirality. À 8 h 30, toutes les voies sur le chemin Harcourt, le chemin Lung-Wui, le chemin Lung-Wo et la section du chemin Gloucester à l'ouest de l'avenue Performing-Arts étaient occupées et donc fermées à la circulation. Les manifestants ont également réussi à forcer la fermeture du conseil législatif ce jour-là et ont demandé une réponse officielle du gouvernement avant 15 h.
Le matin ce jour-là, plusieurs véhicules circulèrent lentement sur les routes autour du conseil législatif, afin de créer des embouteillages pour empêcher les conseillers d'entrer au conseil législatif. Vers 9 h 30, quelques véhicules ont stationné sur les routes autour d'Admiralty, ce qui a eu pour effet de bloquer toutes la circulations automobile à proximité d'Admiralty. Le Queensway dut être fermé vers midi. Pendant cette période, la manifestation était pacifique : les manifestants chantèrent et scandèrent des slogans à propos de la loi d'extradition. Environ 40 000 manifestants y assistèrent.
Vers 15 h, le gouvernement n'ayant pas répondu aux manifestations récentes, quelques manifestants décidèrent d'occuper le conseil législatif, tandis que d'autres s'assirent pacifiquement au parc Tamar ou sur les routes occupées. Selon le prêtre Chi-Wai Wu qui participait la manifestation religieuse au parc Tamar, la police fit soudainement semblant de battre en retraite pour attirer ces manifestants vers la zone de manifestation à l'extérieur du conseil législatif. Une fois que les manifestants y arrivèrent, la police employa des gaz lacrymogènes sur les manifestants mais aussi sur les journalistes, sans préavis alors que la loi l'exige pourtant. Wu dit aussi que de nombreux policiers frappèrent certains manifestants de façon excessive en utilisant leur matraque bien que les manifestants ne possédèrent pas d’armes. De plus, la police utilisa des pistolets chargés avec des balles en caoutchouc et des projectiles en sachet à une distance plus courte sans préavis. Un manifestant reçut une balle en caoutchouc près de son œil droit bien qu'il n'attaquait pas les policiers. La victime était un enseignant d'un lycée local. Lorsque la police a réussi à expulser les manifestants en dehors du conseil législatif, elle ne s'arrêta pas et continua d'expulser les autres manifestants. Ces manifestants pacifiques n'étaient ni armés, ni une menace pour la sécurité publique.
Une balle de gaz lacrymogène frappa un conducteur de la Radio et télévision Hong Kong (RTHK). Il était dans un état critique lorsque son cœur s'arrêta. Il fut transféré à l'hôpital Queen-Mary et, depuis, a récupéré. Au moins deux autres manifestants ont été sévèrement blessés à cause des balles en caoutchouc.
Vers 15 h 50, des milliers de manifestants pacifiques prenaient part à un sit-in sur le chemin Lung-Wo, devant la tour CITIC. La manifestation avait reçu un permis de la police et donc était légale. Les manifestants étaient de jeunes étudiants et des aveugles. Sans préavis, la police tira des grenades de gaz lacrymogène vers la manifestation. Les manifestants, horrifiés, coururent au bâtiment le plus proche, la tour CITIC. Mais l'entrée principale de la tour était constituée seulement d'une porte tournante afin de restreindre la circulation piétonnière. Quand tous les manifestants essayèrent d'entrer dans la tour CITIC, la porte tournante se coinça alors que la police continuait de tirer du gaz lacrymogène sur les manifestants. Selon un témoin présent dans la tour CITIC, tous les étages de la tour se trouvèrent rempli de manifestants et donc le niveau d'oxygène diminua. Toutes les portes et les issues de secours d'urgences étaient verrouillées. Quelques manifestants eurent des difficultés pour respirer et au moins une personne fit une crise d'asthme,,. Il fallut au moins 30 minutes avant que l'une des entrées soit déverrouillée.
Tout au long de l'après-midi et de la soirée, la police continua de tirer du gaz lacrymogène et des projectiles en sachet pour expulser tous les manifestants. Ainsi les manifestants ont fui les quartiers de Wanchai et Central. De nombreux manifestants trouvèrent refuge à la place Pacifique, un centre commercial important à Admiralty. Les autres continuèrent à occuper la place Édimbourg, le chemin Connaught-Centrale, la rue Peddar ainsi que les ponts piétonniers à Central jusqu'au minuit.
À cause de la manifestation et de l’opération policière, le MTR a fermé plusieurs des sorties de la station Admiralty. Débutant à 20 h 30, le MTR ferma la station complètement jusqu’à 14 h 14 le lendemain. Les centres commerciaux de place Pacifique et de place Queensway furent fermés le lendemain.
Vers 2 h, le 13 juin, les dizaines de manifestants débarrassèrent les rues bloquées et puis se dispersèrent. Toutes les rues furent rouvertes vers 8 h mais le complexe du conseil législatif resta fermé.
Selon la police, celle ci déploya pas moins de 150 munitions de gaz lacrymogène, plus de 20 projectiles en sachets et quelques balles en caoutchouc, en plus du gaz poivre et des coups de matraque. Malgré l'affirmation par la police du caractère restreint de son intervention, plusieurs acteurs de la société hongkongaise et de la communauté internationale l'ont condamné.

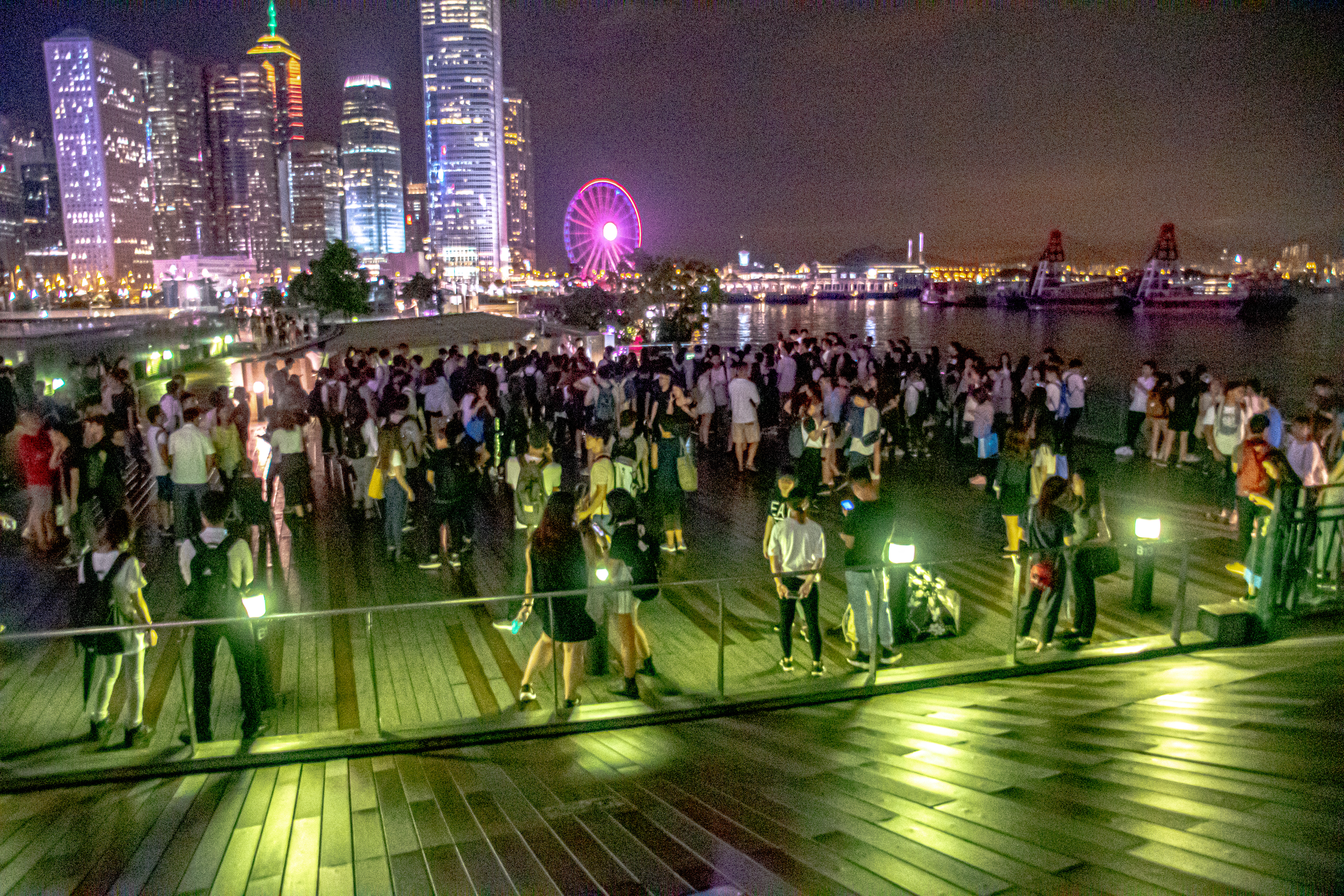
Le « pique-nique » au parc Tamar la soirée avant de la manifestation.
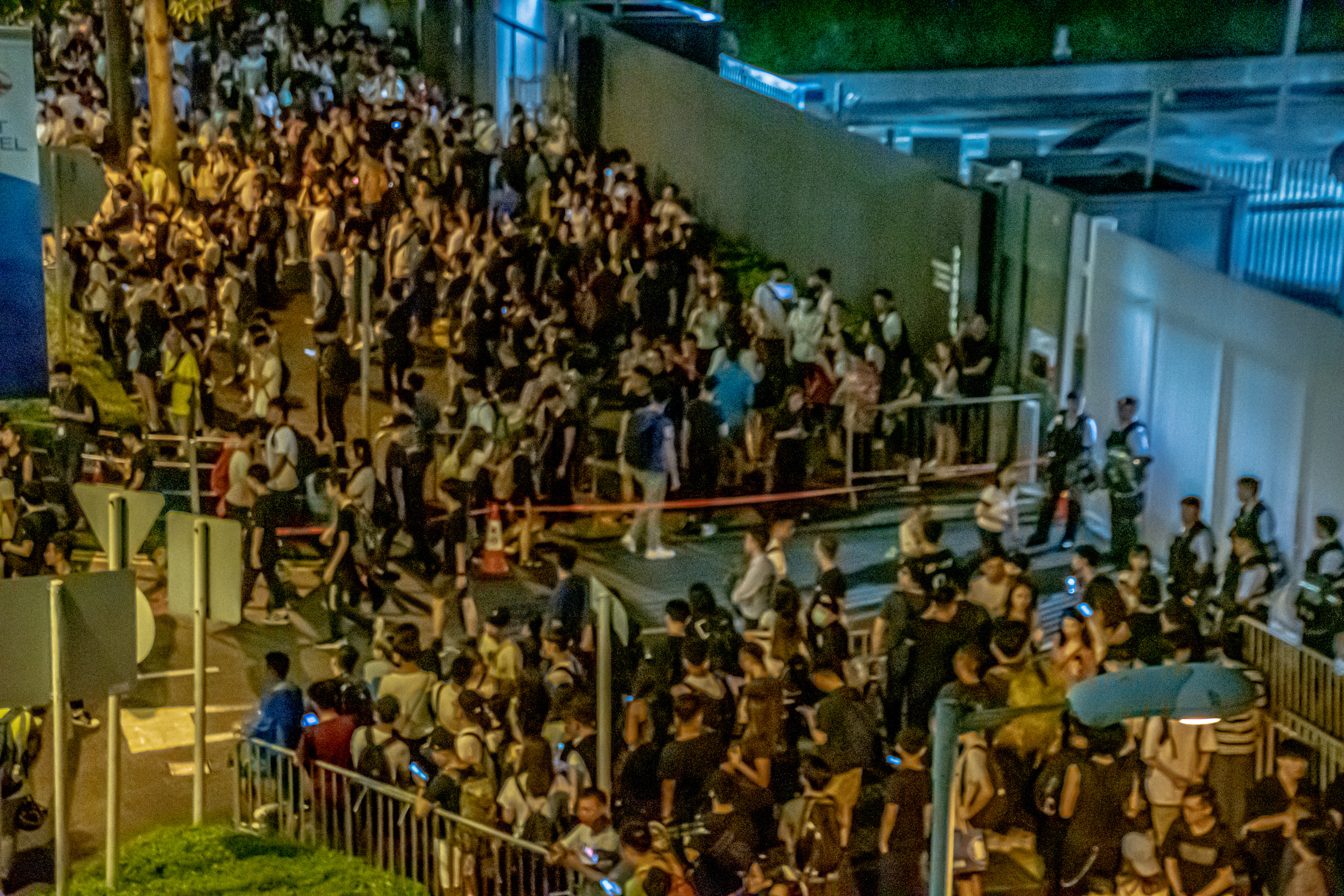
Un rassemblement devant le complexe du conseil législatif.
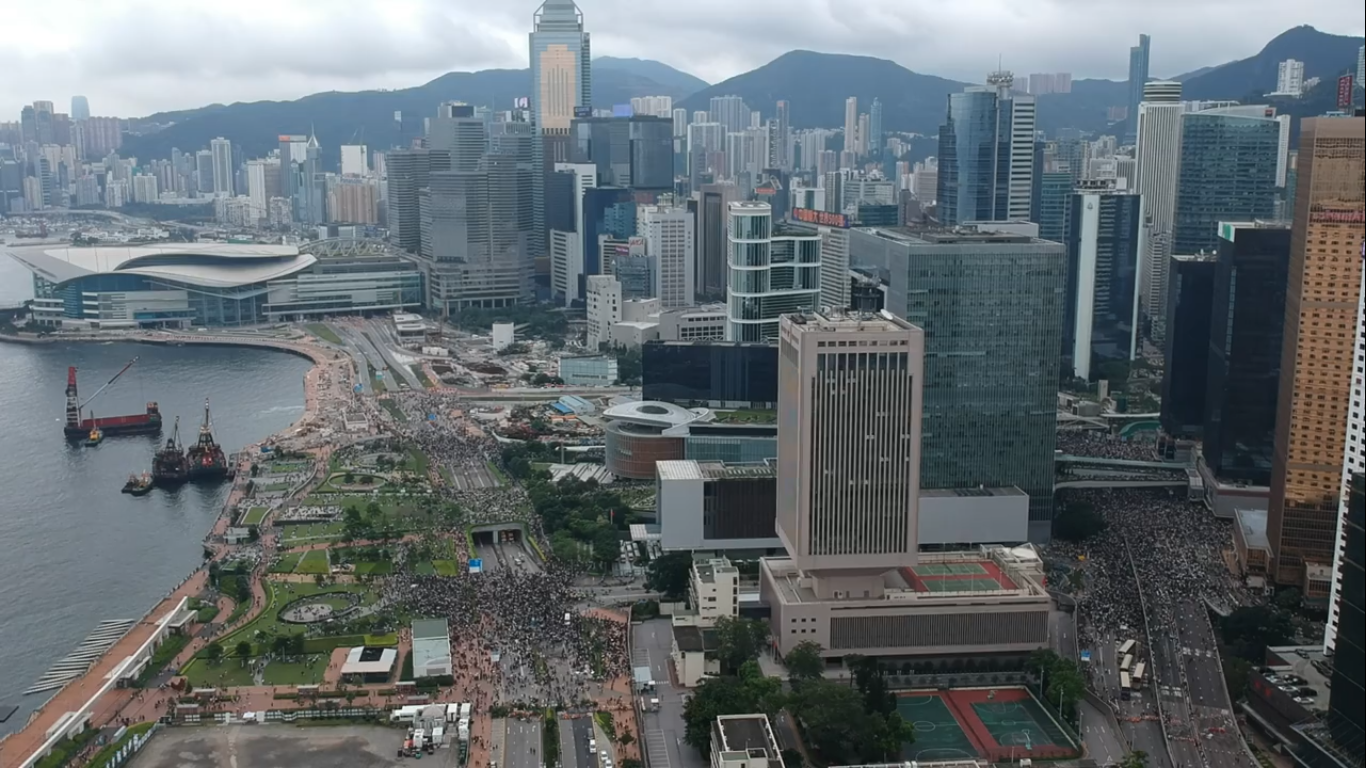
L'occupation des rues autour du conseil législatif à Admiralty vers midi.

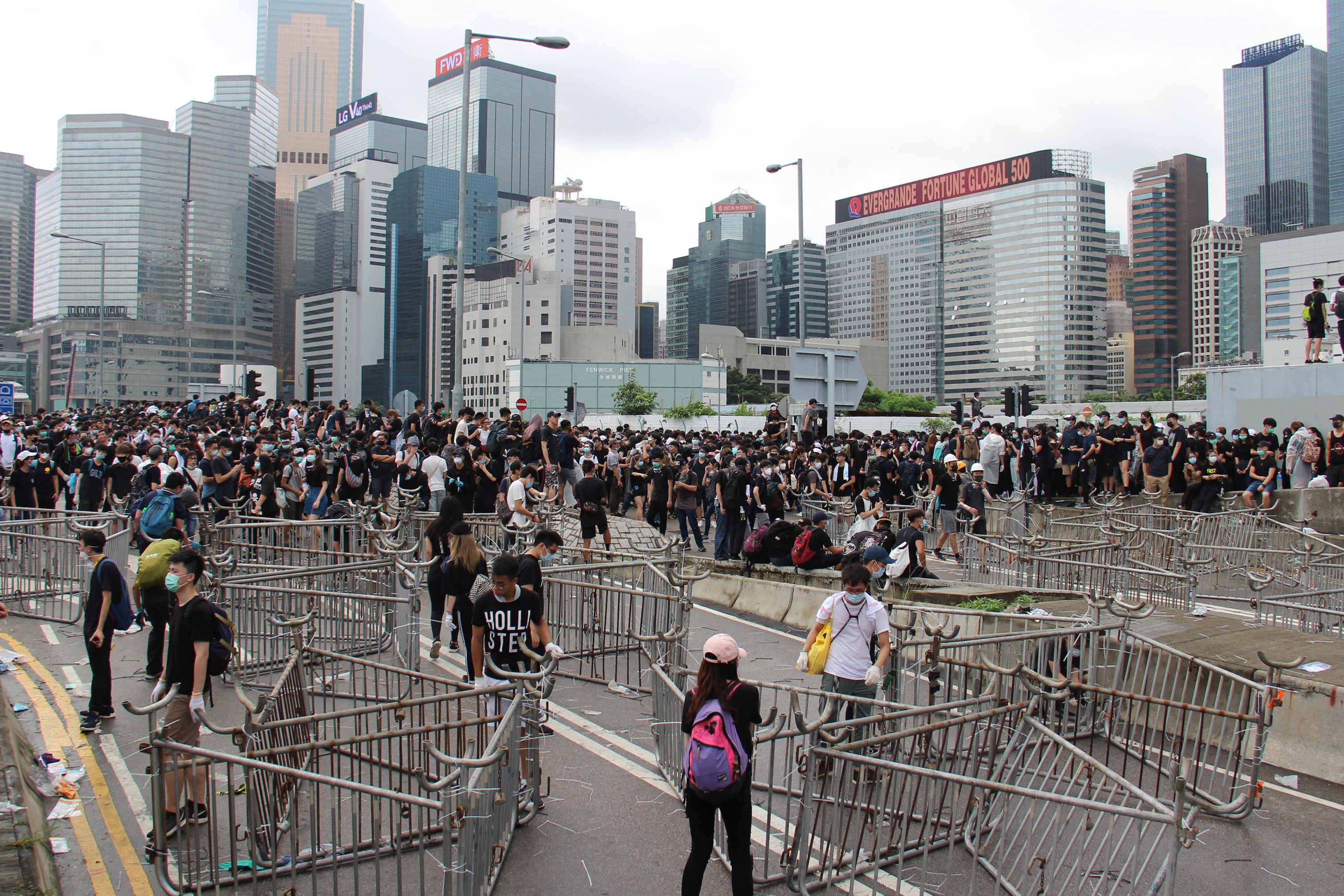
L'occupation du chemin Lung-Wo, devant le conseil législatif vers 14 h.
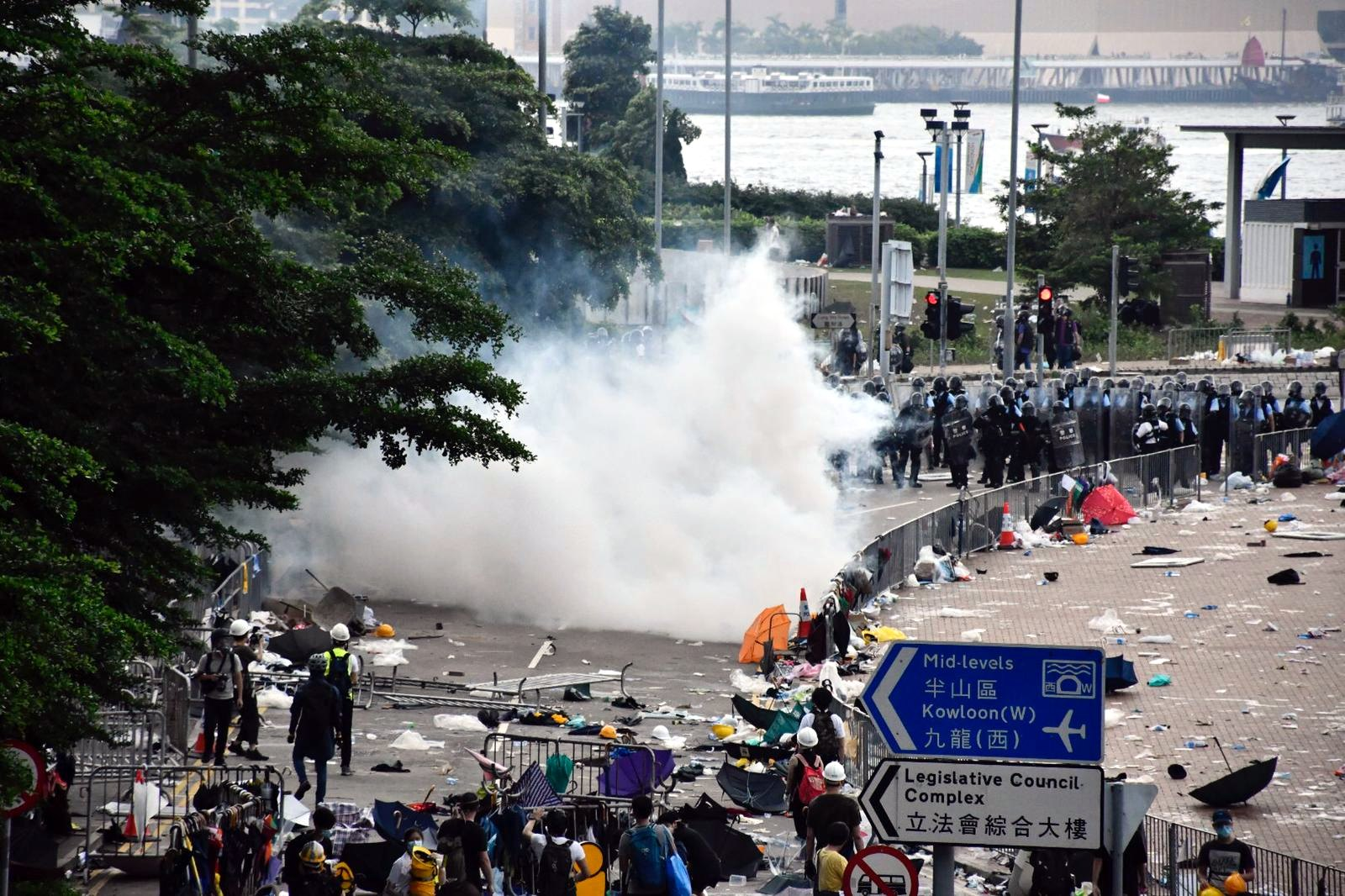
La police employa du gaz lacrymogène envers les manifestants vers 15 h 50.
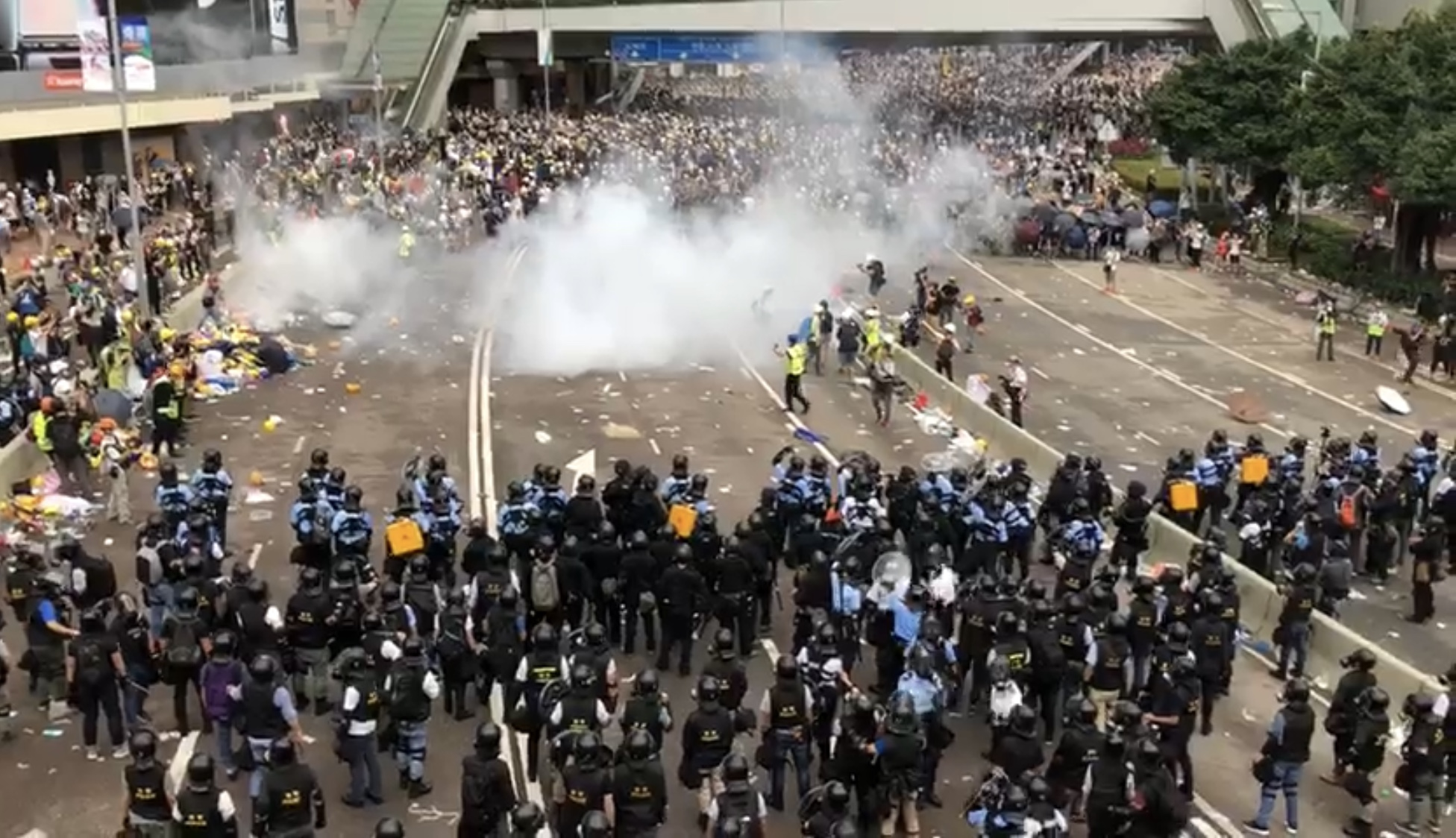
La police envoya du gaz lacrymogène sur les manifestants pacifique du chemin Harcourt, vers 15 h 50.

##### Agression de la police contre les journalistes
Un journaliste a rappelé que certains policiers insultèrent les journalistes bien qu'ils aient expliqué leurs professions. Une photo d'un journaliste révèla que des policiers pointèrent du gaz poivre vers les journalistes.
Selon un journaliste français, quelques policiers pointèrent l'arme sur lui bien qu'il se soit déclaré journaliste. Face à cette situation difficile, il hurla « Ici c'est Hong Kong, ce n'est pas la Chine, pas encore ! » (This is Hong Kong, not China, not yet!) en anglais. Cette phrase est devenue très célèbre chez les hongkongais.
Le CNN a utilisé le gros titre « Il semble que la police de Hong Kong a visé des journalistes » ("Hong Kong Police appear to target journalists").

#### Rassemblements et manifestations suivantes
Les civils ont aussi organisé des actions de désobéissance civile pour paralyser la circulation et l’économie de Hong Kong, dans l'espoir de forcer le gouvernement à annuler l’amendement de la loi. Le matin du 13 juin, quelques passagers de la ligne Kwun-Tong gênèrent l’opération du train. Le MTR annoça que plus de 20 trajets furent retardé de 5 à 10 minutes.
À Admiralty, des centaines de manifestants se rassemblèrent sur le pont reliant la station Admiralty à la tour CITIC l'après-midi du 13 juin. Ils hurlèrent « annulez la loi proposée » et protestèrent contre la violence excessive de la police dans la manifestation du 12 juin. Plus tard dans l’après-midi, les manifestants chantèrent « Sing Alléluia to the Lord » pendant quelques heures. Ce soir-là, des centaines de sociologues se rassemblèrent à l’extérieur du siège de la Police de Hong Kong à Wan Chai pour condamner la violence excessive de la police. Le groupe hurla « Monsieur ne pointez pas l’arme sur moi » en cantonais.
Le matin du 14 juin, 7 membres de Demosistō s'agenouillèrent au passage souterrain de la station Mei-Foo pendant qu'ils tenaient des pancartes où était écrit « Supportez les grèves pour sauver Hong-Kong » et hurlèrent des slogans tel que « Annulez la loi proposée ». Ils supplièrent les hongkongais de participer à la grève prévue le 17 juin.

#### Arrestations
La police appréhenda au moins 11 personnes à la suite de cette manifestation, y compris les blessés, les étudiants et l'administrateur d'un groupe Telegram pour l'organisation ou la participation à une émeute.
Au moins 4 de ces manifestants ont été appréhendés lorsqu'ils recevaient des traitements à l'hôpital. Les médias révélèrent que le chef de la police a eu accès aux données médicales des hôpitaux, ce qui causa des questionnements concernant la confidentialité des données médicales. Le 17 juin, Pierre Chan, un conseiller représentant le secteur médical au conseil législatif, déclara qu'au moins 76 dossiers médicaux (issus de 12 hôpitaux) relatifs aux manifestants deviendraient accessibles par la police car il y avait des étiquettes « destiné à la police » sur les dossiers. Chan dit aussi qu'il n'était pas nécessaire d'ouvrir un dossier si un policier souhaitait visualiser les données médicales d'un individu car il existe des liens entre la base de données de l'autorité des hôpitaux (Hospital Authority) et celle de la police. Chan accusa l'autorité des hôpitaux de violer les politiques de confidentialité en fournissant les données de leurs patients à la police. L'autorité des hôpitaux réfuta l'accusation en répondant qu'elle n'autorisait jamais la diffusion des données médicales à la police.
L'hôpital adventiste de Hong Kong à Tsuen Wan refusa de laisser entrer des manifestants blessés en appuyant que l'hôpital ne s'occupait pas d' individus associés à des activités criminelles. Il les redirigea vers l'hôpital Yan-Chai et puis les signala à la police. La tension grandit entre les travailleurs médicaux et les policiers après cet événement, puis la police suspendit les services policiers aux hôpitaux de la Reine-Élizabeth et de Yan-Chai,.
La soirée du 13 juin, la police visita l’Université de Hong Kong pour appréhender 4 étudiants ayant participé à la manifestation.
Le 18 juin, la police de Hong Kong affirma avoir libéré 8 personnes.

#### 14 juin: rassemblement des mères hongkongaises
En réponse à l'entrevue de Carrie Lam dans laquelle elle se décrit comme la mère des hongkongais, beaucoup de mères se rassemblèrent pour protester et demander son départ. Sur les pancartes des manifestants on pouvait lire « Ne tirez pas sur nos enfants ». L'organisateur a revendiqué avoir rassemblé plus de 44 000 signatures pour soutenir la cause.

#### 15 juin: décès de Ling-Kit Leung
Le 15 juin, un peu après la conférence de presse par Carrie Lam, Ling-Kit Leung (en chinois traditionnel: 梁凌杰), un homme âgé de 35 ans, est allé sur le toit de la place Pacifique et placa des pancartes sur le mur extérieur du centre commercial. On pouvait y lire « Non à l'extradition vers la Chine » et « Aidez Hong-Kong » en anglais et « Annulez complètement la loi proposée, nous ne sommes pas des émeutiers, libérez les détenus, départ de Carrie Lam immédiatement » en chinois traditionnel. Il portait un imperméable jaune sur lequel était écrit « La police est sans pitié et elle aide Carrie Lam à tuer les Hongkongais ». Il demeura là pendant cinq heures, bien que les piétons et le conseiller législatif, Roy Kwong, le dissuadèrent de le faire. Vers 21 h, les pompiers essaiyèrent de le sauver, mais il perdit l'équilibre et tomba. Il fut déclaré mort à l’hôpital Ruttonjee à 21 h 34.

#### 16 juin: quatrième manifestation organisée par le CHRF

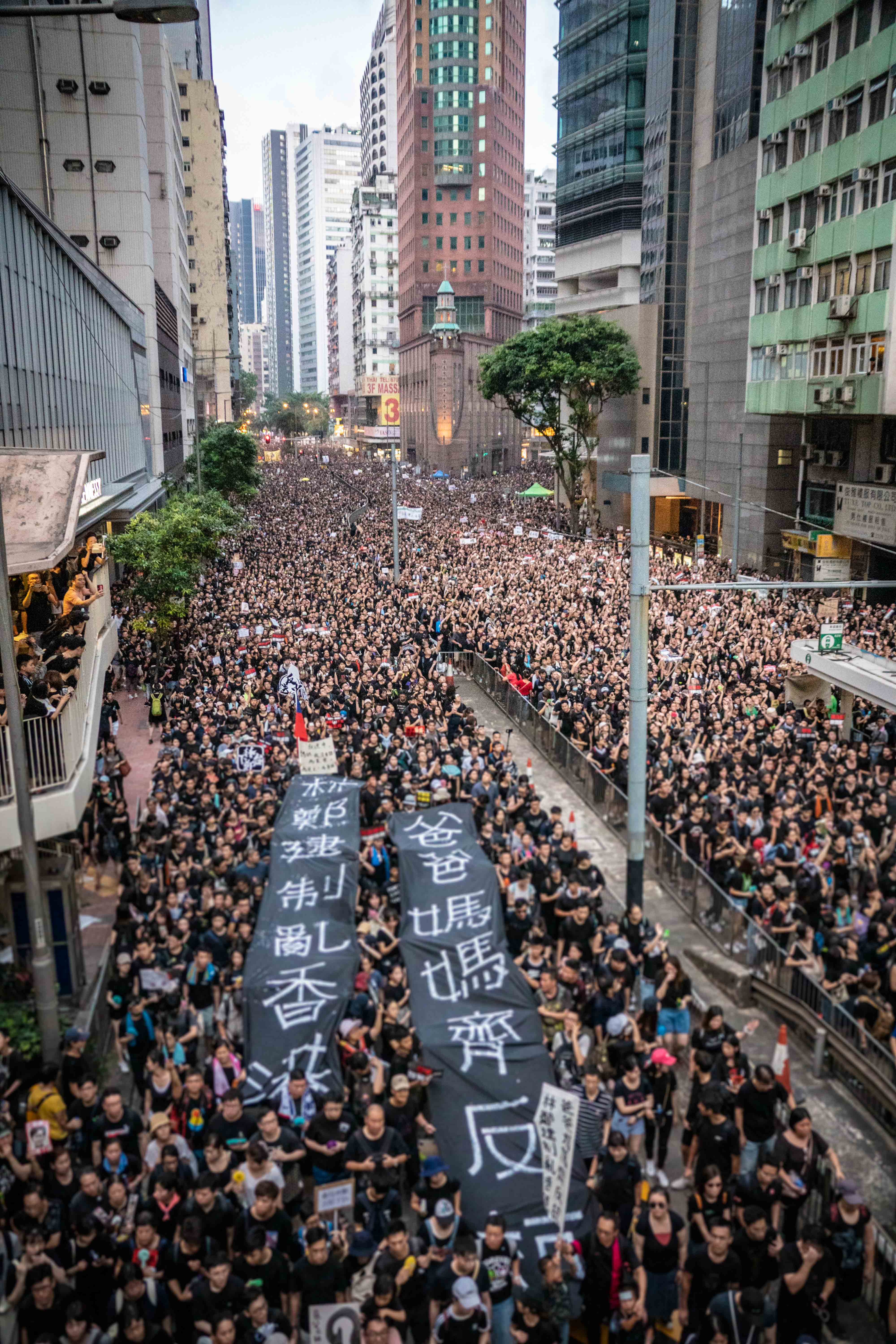
Manifestants à Hong-Kong, le 16 juin 2019

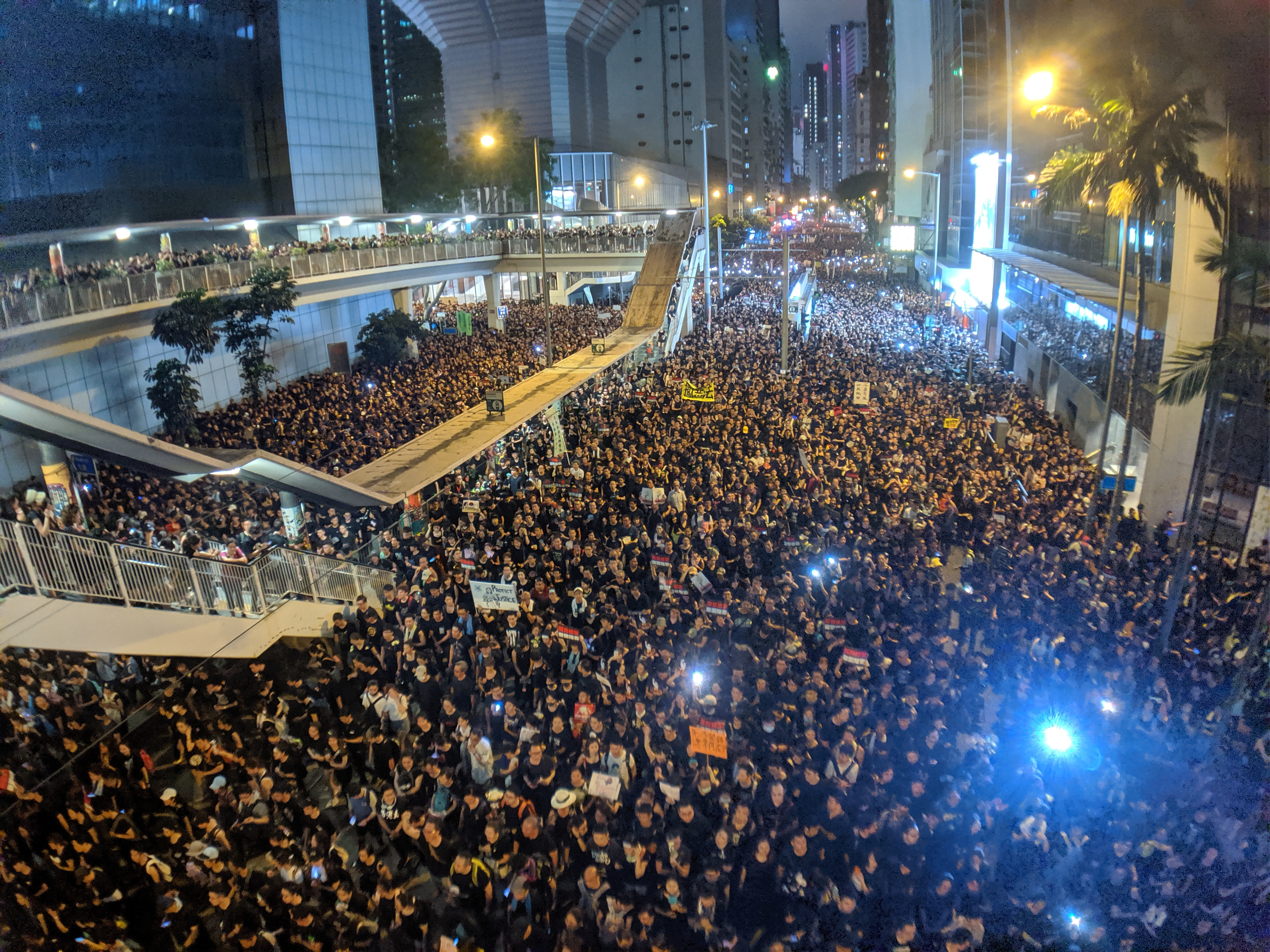
La manifestation sur le chemin Hennessy coin de la rue de l'Arsenal

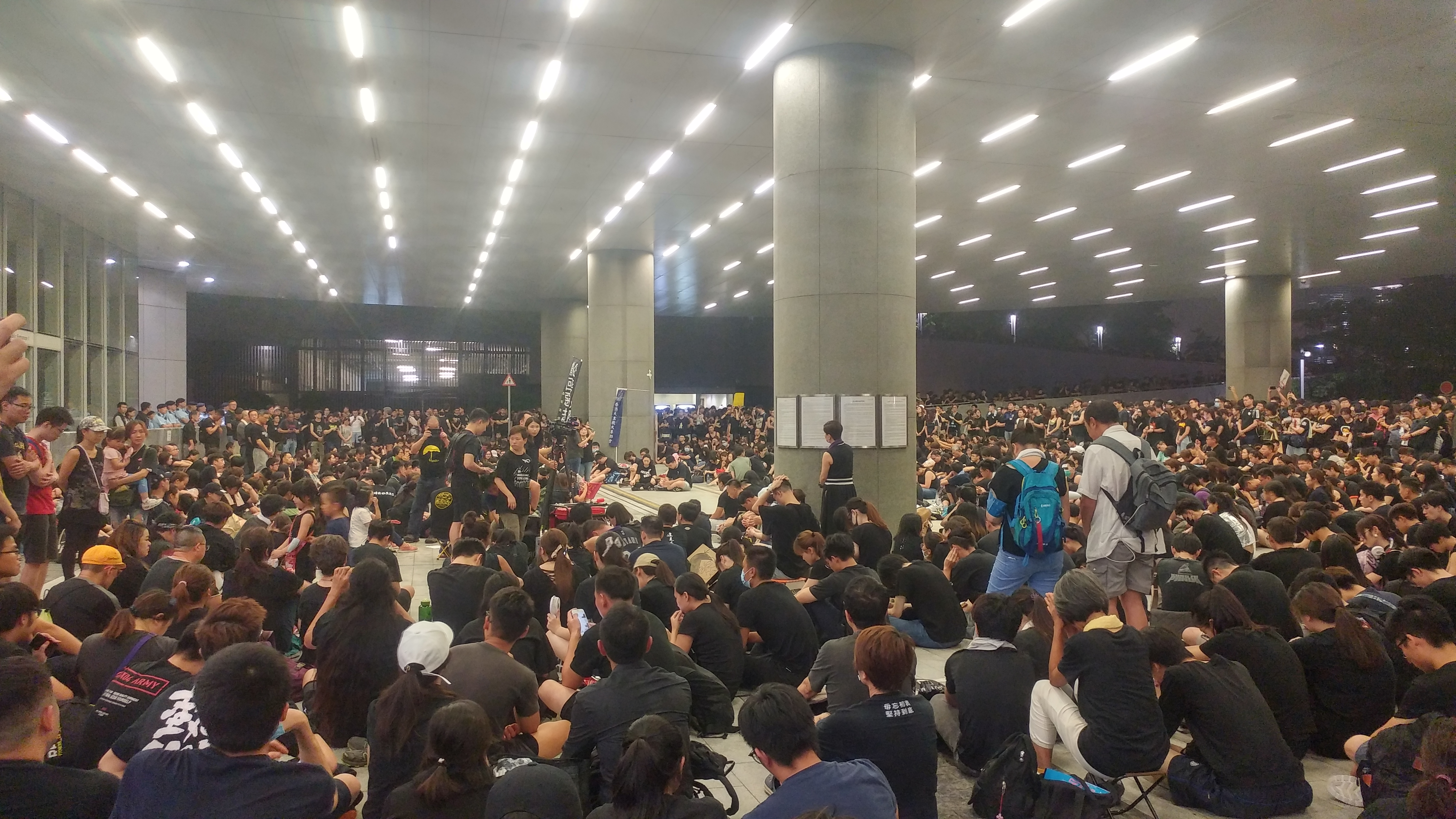
Rassemblement à la zone de protestation dehors du complexe du conseil de législatif (LegCo)

Bien que Carrie Lam ait annoncé le 15 juin que le projet de loi était suspendu, les hongkongais exigèrent que le gouvernement renonce définitivement au projet. C'est pourquoi le 16 juin, le front civil des droits de l'homme organisa une autre manifestation qui emprunta le même parcours que celui de la semaine précédente.
Selon l'organisation, « près de 2 million plus un Hongkongais » y participent, le « plus un » représentant Leung, l’homme qui a perdu la vie pendant sa protestation sur le toit de la place Pacifique la veille. D'après l'organisateur, c'était la plus grande manifestation de l'histoire de Hong Kong, dépassant le taux de participation de celle en 1989 en solidarité avec les Manifestations de la place Tian'anmen. La police de Hong Kong en calcula plutôt 330 000. Elle admit n'avoir seulement compté que le flot principal. Radio France internationale rapporte que la participation fut de près de 1,44 million citant une étude de Stand News (un site Web d'informations) qui a estimé la participation en utilisant le big data.
Vêtus de noir, les manifestants se rassemblèrent sur six champs enherbés du parc Victoria à Baie-Causeway. La manifestation prit la même route que la dernière. Vers midi, les manifestants arrivèrent sur la pelouse. Vers 14 h, de nombreux manifestants y arrivèrent par MTR ce qui causa la fermeture de la station Tin-Hau. Les halls des stations de Hong-Kong et de Central étaient entièrement remplies par des manifestants. Puis l'après-midi, beaucoup de manifestants empruntèrent les autobus à la station Hung-Hom et aussi le Star Ferry (le traversier entre Tsim-Sha-Tsui à Kowloon et Wan-Chai à l'Île de Hong-Kong). À un moment donné, la ligne pour le ferry s'étendait du pilier de Tsim-Sha-Tsui jusqu'à l'avenue des étoiles, ce qui représente une distance de plus d' 1 km.

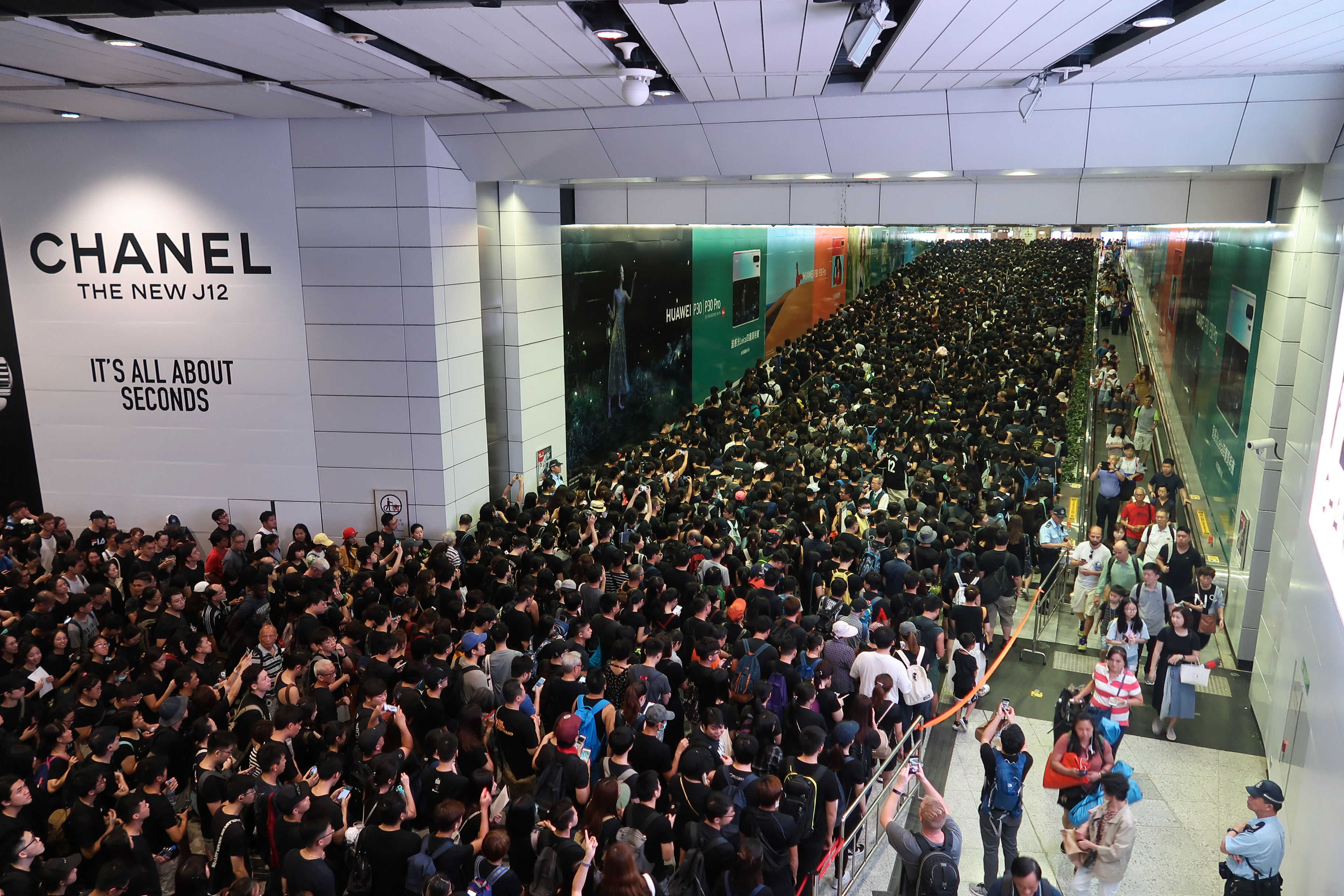
La foule de manifestants à la station Hong-Kong en route à Baie-Causeway
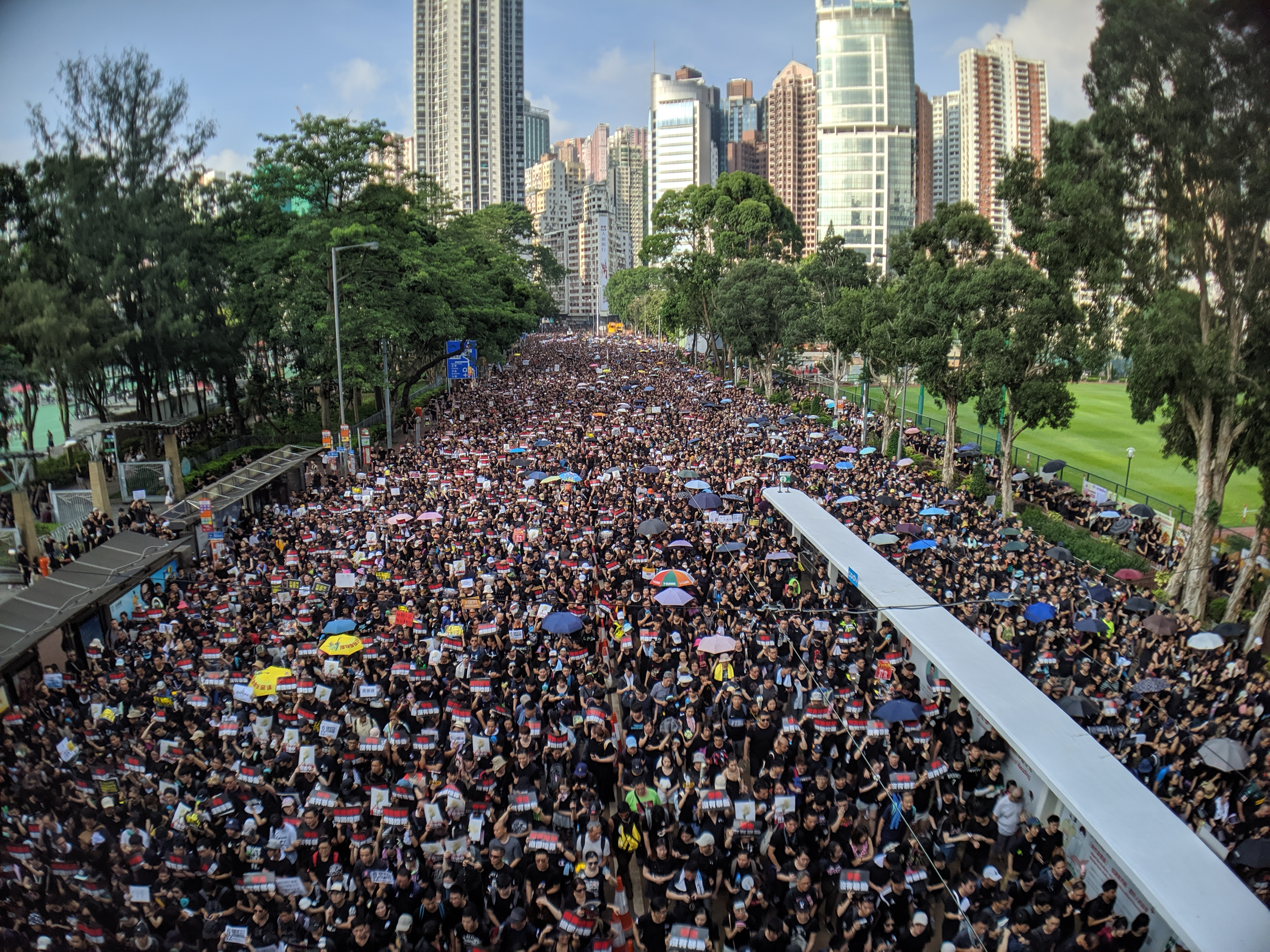
Les manifestants occupent toutes les voies de circulation sur le chemin Causeway
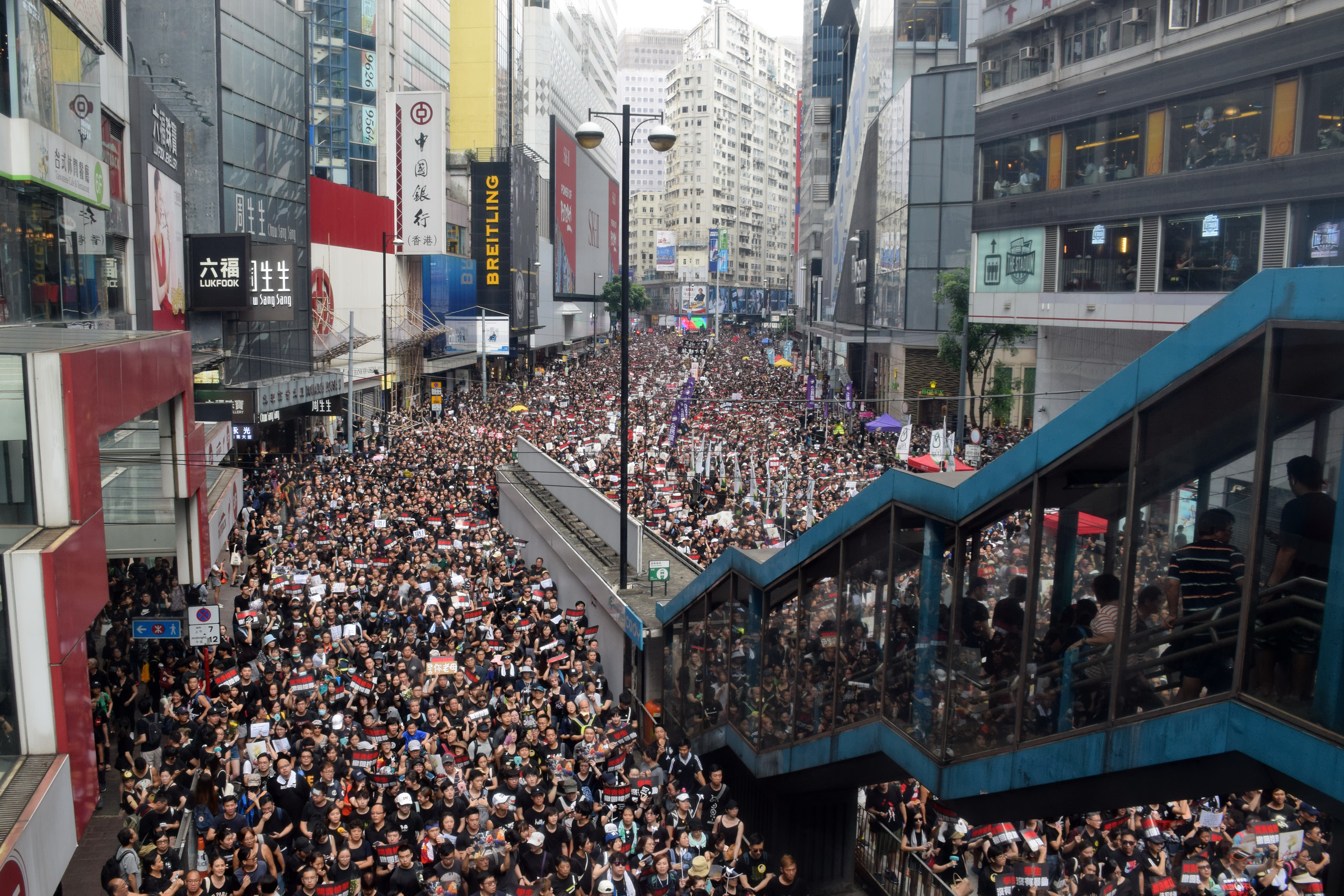
À l'extérieur de la place Hysan, chemin Hennessy, Baie-Causeway
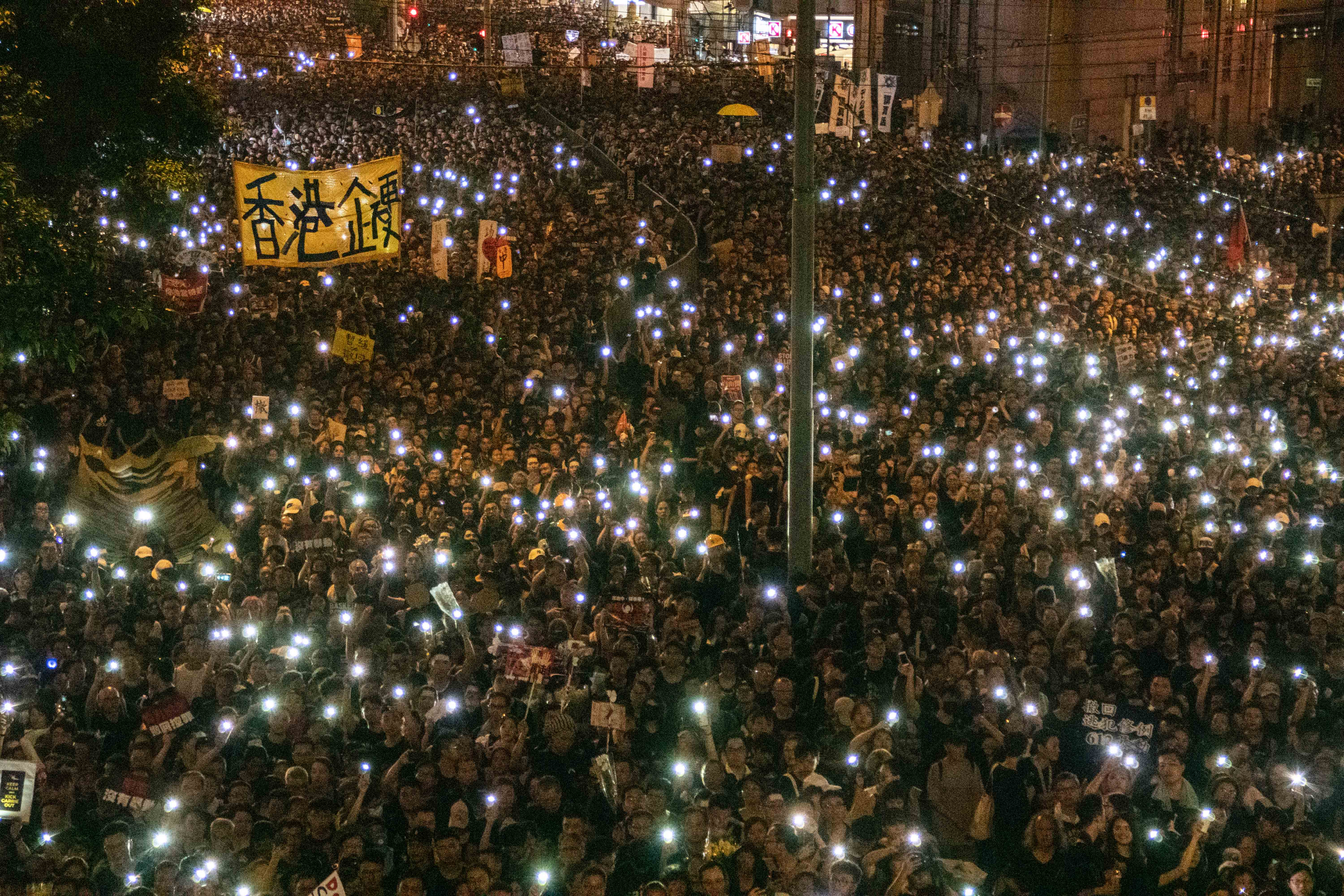
La manifestation continue après le coucher du soleil à Wan-Chai, près du chemin Johnston

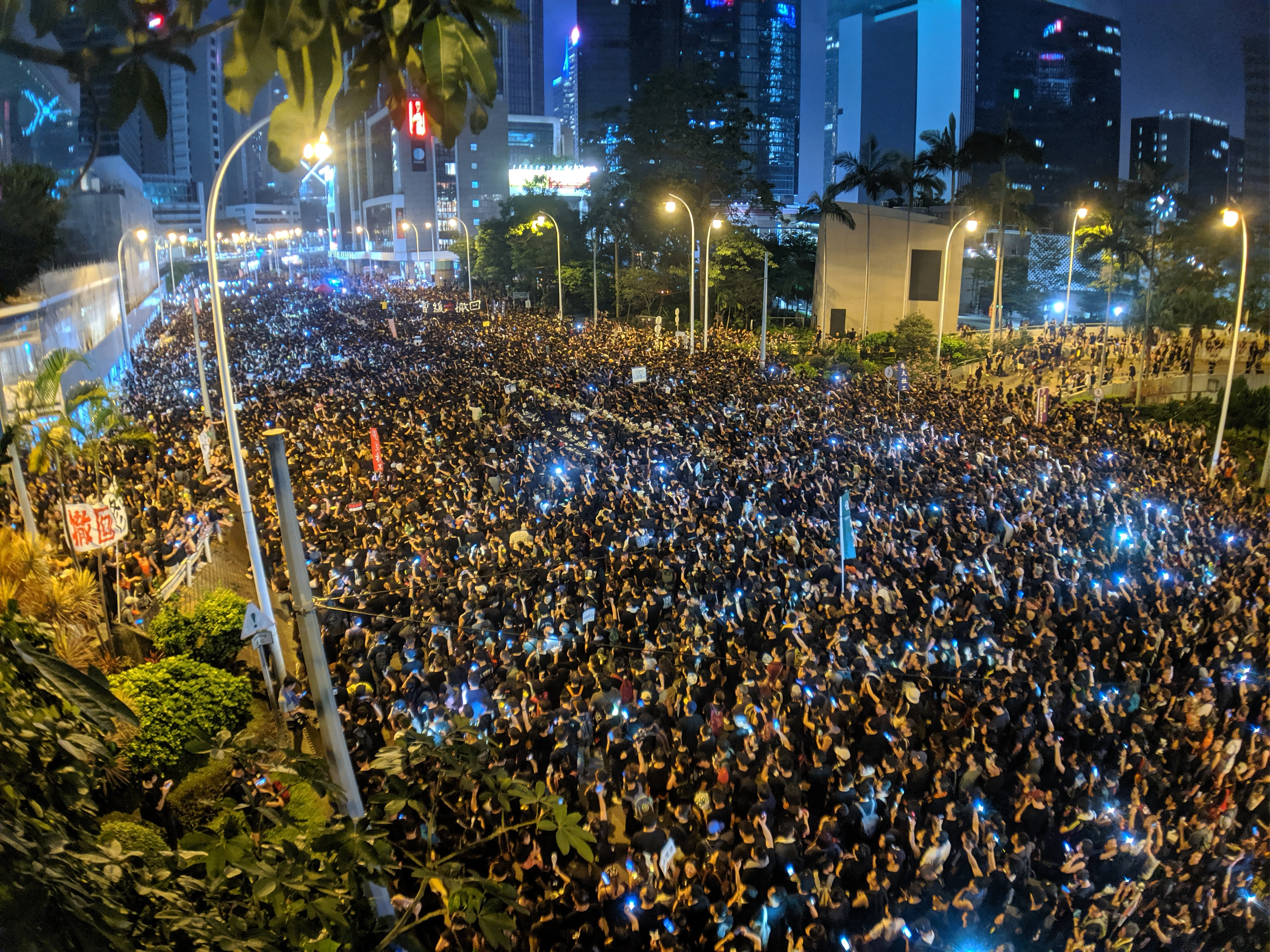
À l'extérieur de la place Pacifique sur le Queensway
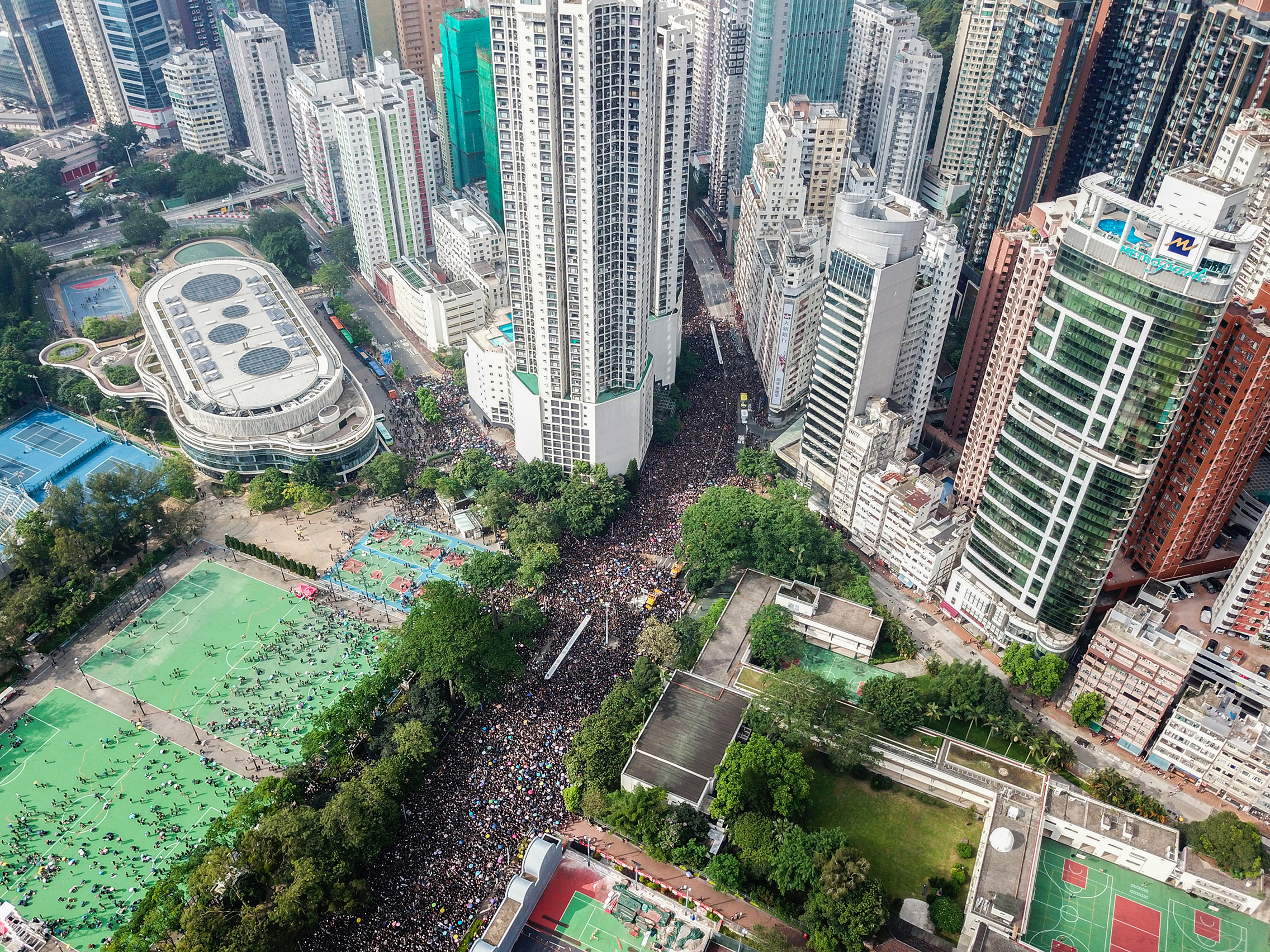
À cause de la participation importante, la ligne de manifestants s'étend sur le chemin du Roi.
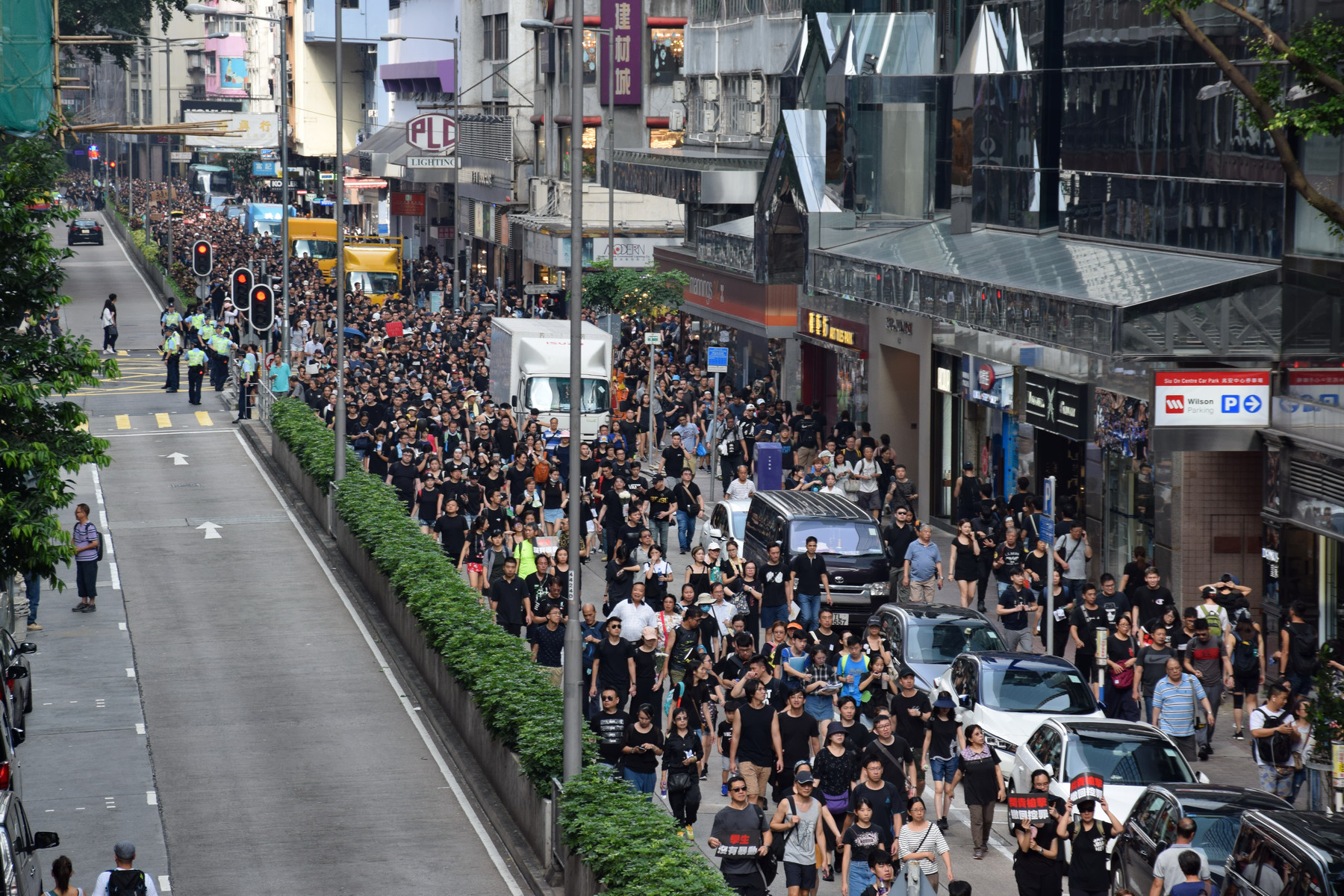
La police ouvre les voies de circulation sur le chemin Lockhart pour accueillir les manifestants
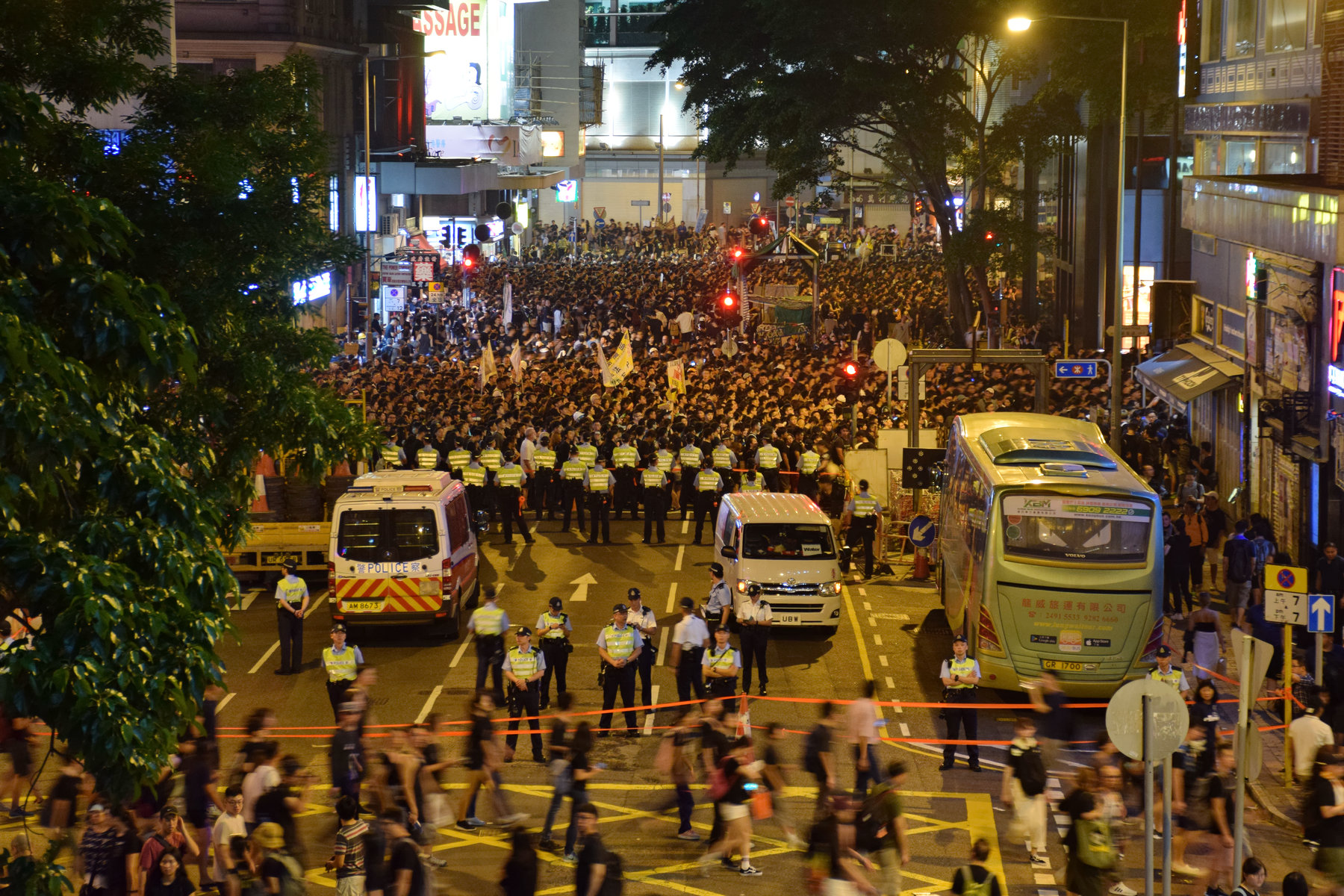
Les manifestants sur le chemin Hennessy et le chemin Lockhart, près de la rue Fenwick.

À cause de la participation impressionnante, la manifestation débuta à 14 h 43 au parc Victoria, 17 minutes en avance. Car les champs étaient tous occupés, des manifestants la rejoignèrent sur le chemin du Roi à Fortress-Hill et au Point-Nord, à quelques kilomètres à l'est du point de départ de cette manifestation. Les autres manifestants la rejoignirent sur son parcours, vers la place Hysan, les jardins Lees et le chemin Hennessy. Vers 16 h, à la requête des manifestants, la police ouvrit toutes les voies du chemin Lockhart et du chemin Jaffe pour accueillir tous les protestataires. Une voie de la direction Est du chemin Gloucester était ouverte aussi. Vers 17 h 30, la police ouvrit une voie additionnelle du chemin Gloucester et aussi la ruelle Tin-Lok, le chemin de Wan-Chai et le chemin Johnston. À ce moment-là, quelques manifestants arrivèrent et se rassemblèrent au complexe législatif. À cause de l'espace restreint, les manifestants commencèrent à occuper toutes les voies de Queensway, les chemins de Tim-Wah, de Tim-Mei, de Lung-Wo et d'Harcourt après le coucher du soleil. Lorsque les manifestants occupèrent le chemin Harcourt, la route principale du secteur d'Admiralty, quelques véhicules y compris des autobus et des taxis étaient restés bloqués au milieu de la foule. Sans instructions de la police, les manifestants se frayèrent une voie parmi eux. Quelques journalistes l'encensèrent comme le passage de la mer Rouge à Hong-Kong car les manifestants hongkongais étaient particulièrement disciplinés. Les manifestants placèrent des pancartes sur les pont piétonniers entre la station Admiralty et le complexe gouvernemental. Sur les pancartes on pouvait lire les mots « nous ne sommes pas des émeutiers », « retirez le projet d'amendement » et « non à l'extradition vers la Chine » en chinois traditionnel et aussi en anglais.

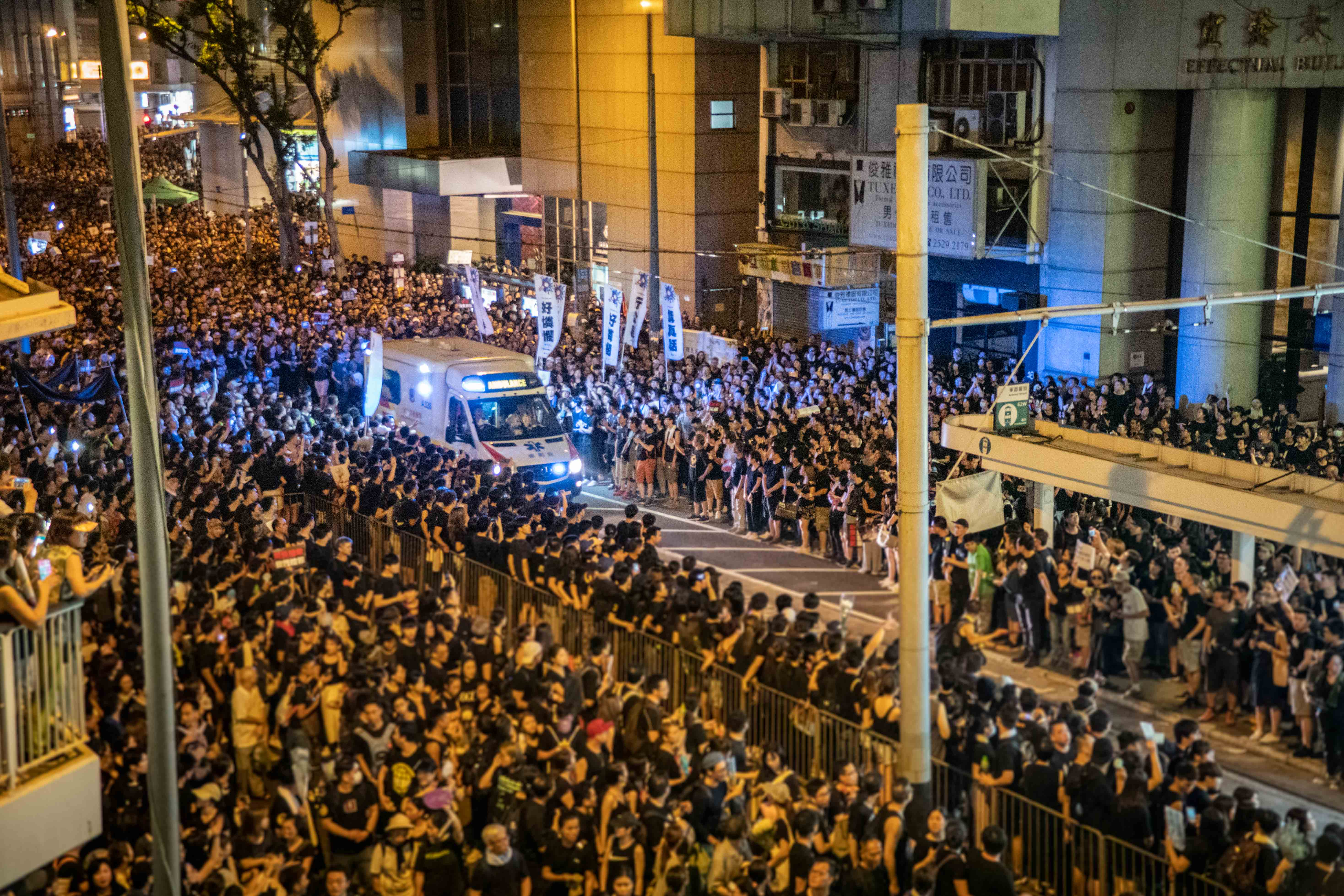
Les manifestants cèdent la place à une ambulance sur le chemin Hennessy, près de la rue de l'Arsenal
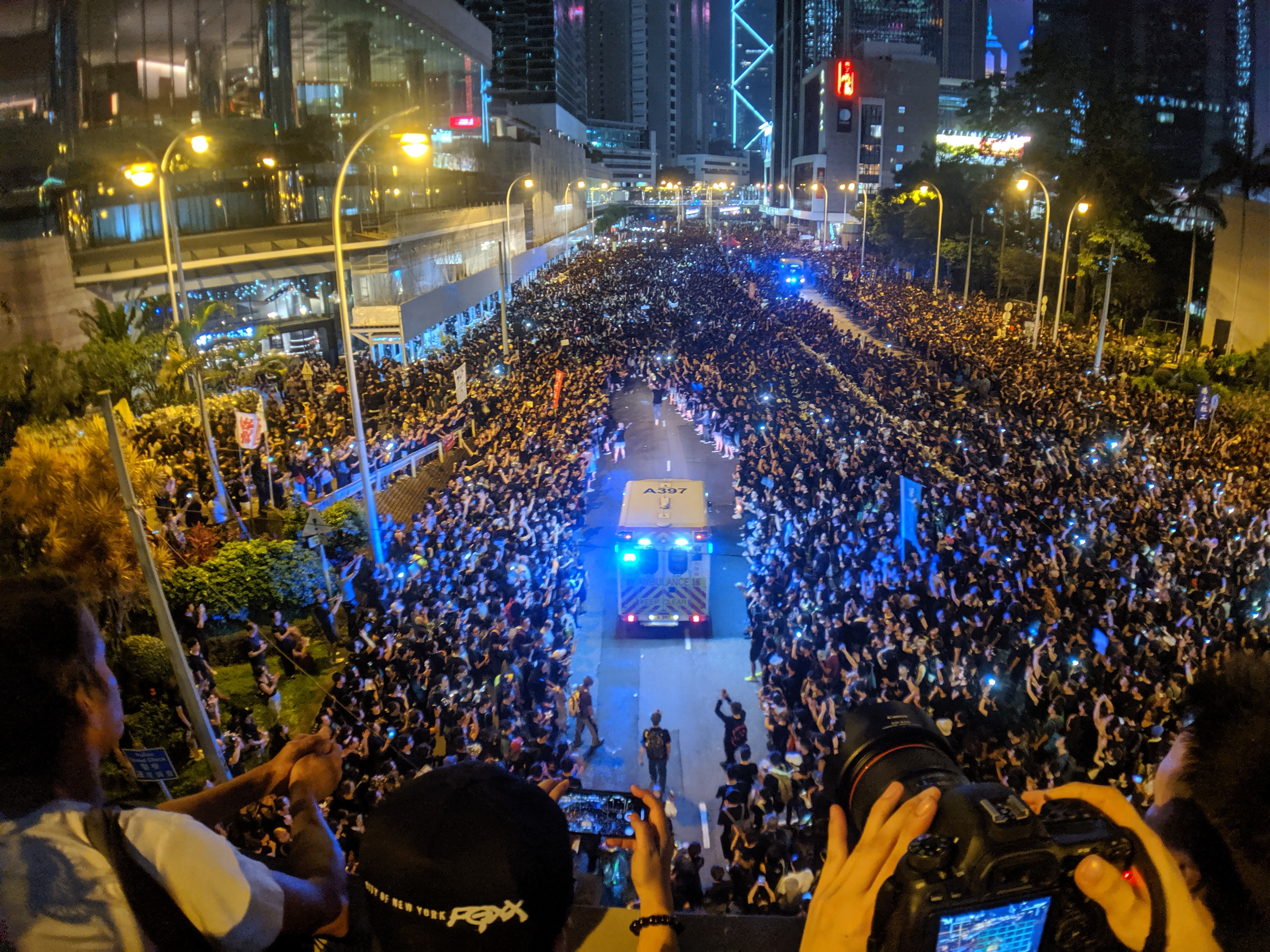
… et aussi sur le Queensway
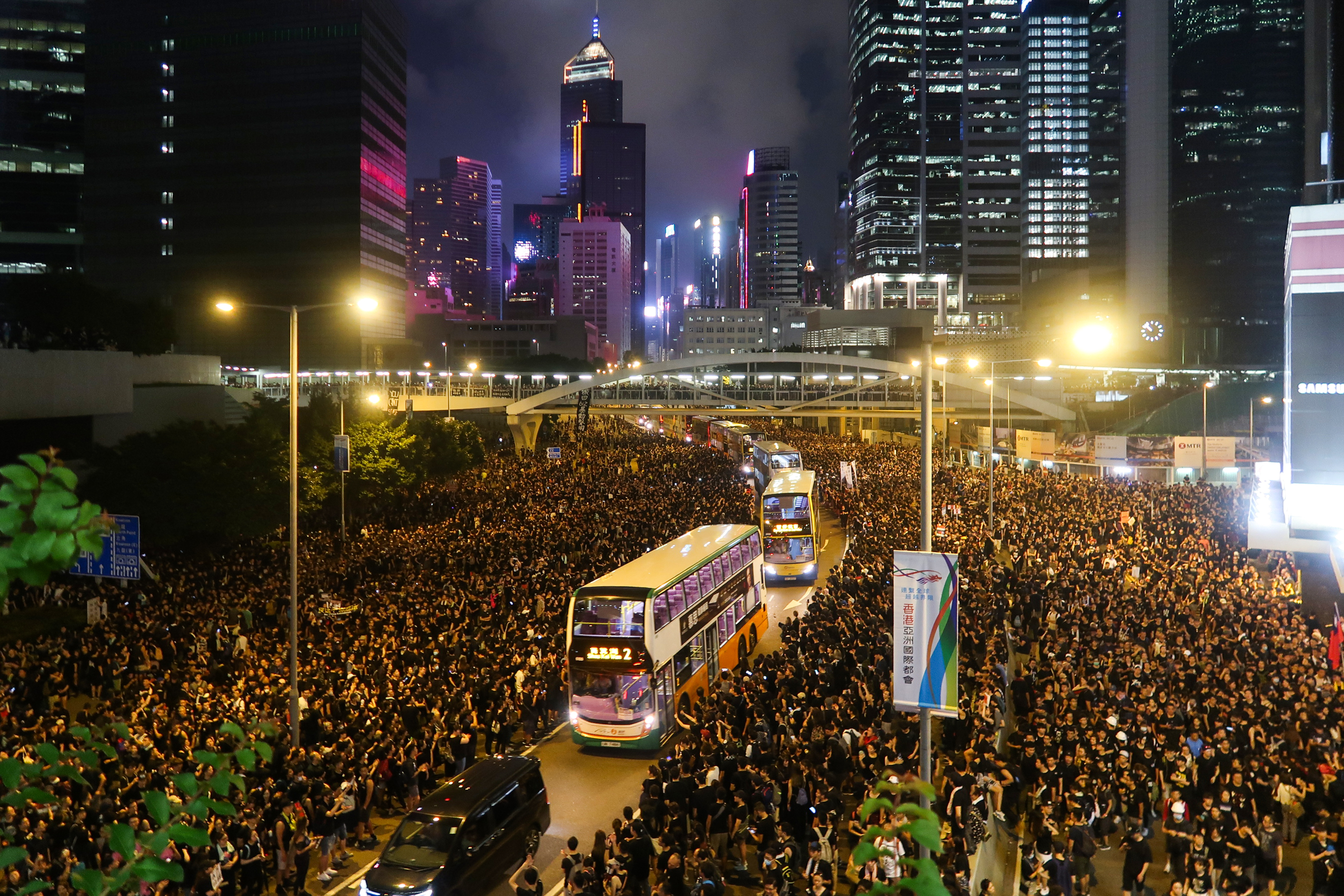
Les manifestants cèdent aux autobus sur le chemin Harcourt

À Admiralty, quelques manifestants visitèrent le site où Ling-Kit Leung mourut la veille au soir pour commémorer son décès. En portant des rubans blancs, ils le saluèrent et déposèrent des fleurs. Vers 15 h, tellement de manifestants voulaient commémorer Leung que la file s'étendait vers la station de tram du chemin Garden. Les membres du conseil législatif, Margaret Ng et Emily Lau, assistèrent aussi à la commémoration.

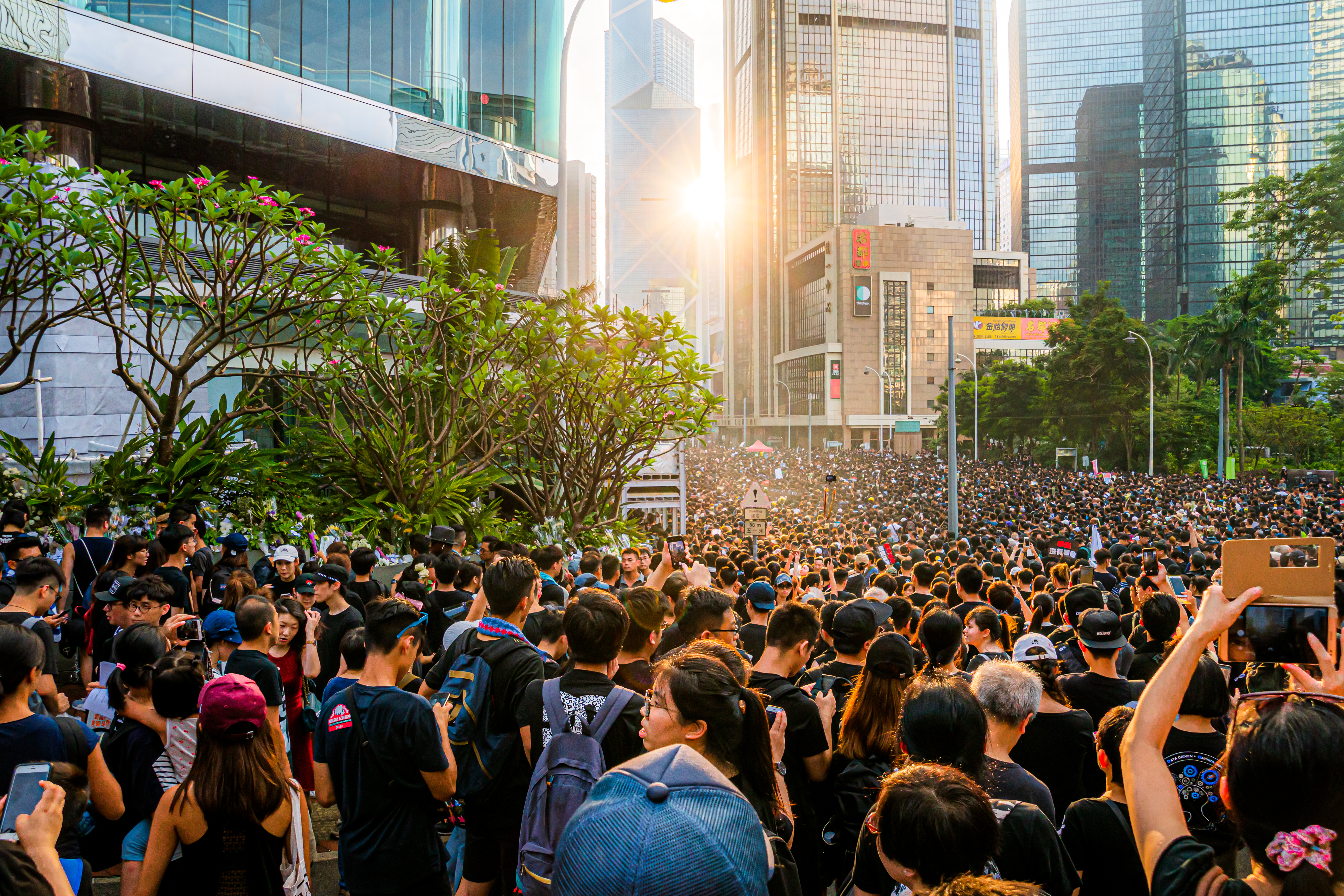
À l'extérieur de la place Pacifique, où Ling-Kit Leung est tombé la soirée dernière
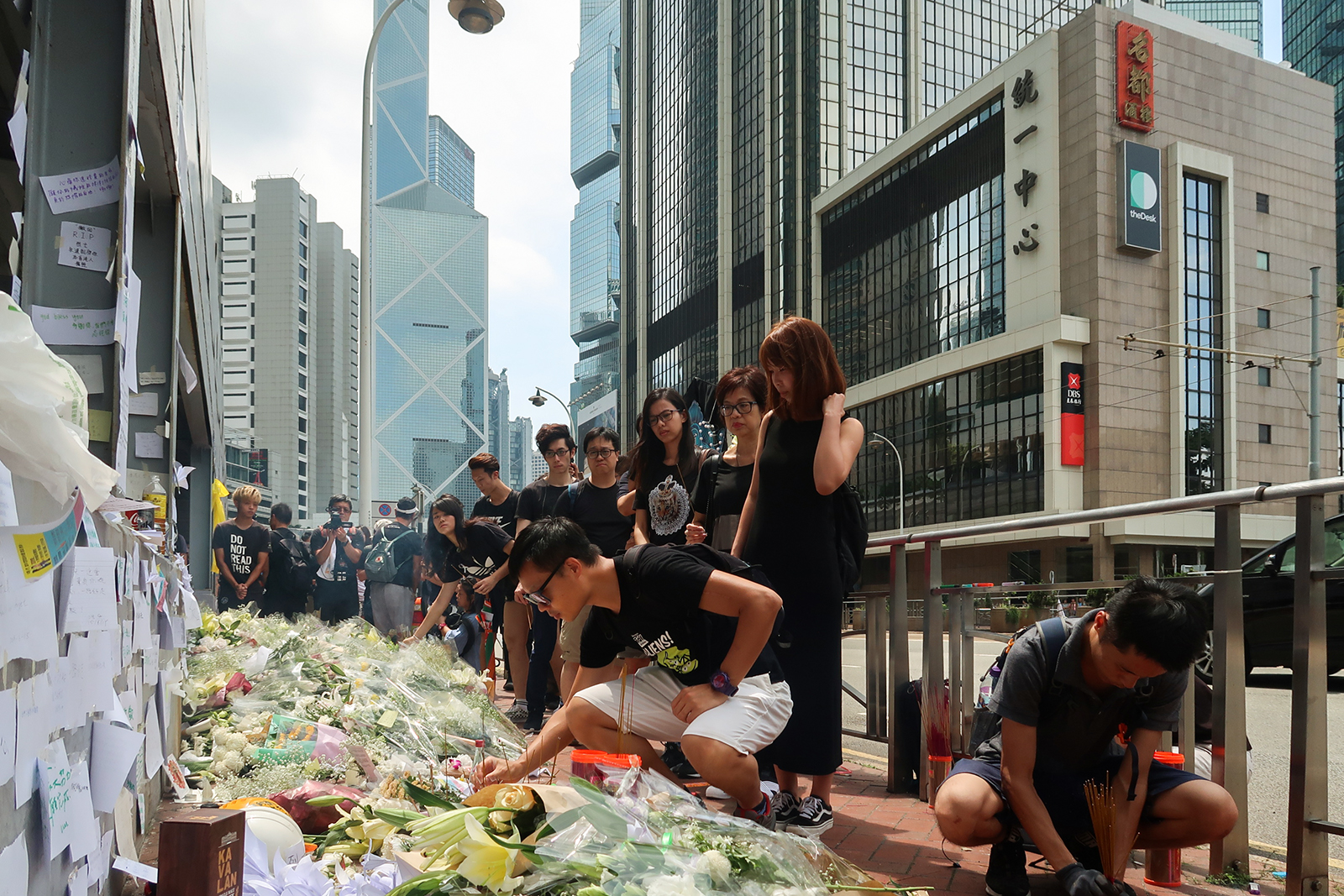
Les hongkongais se souviennent en offrant les fleurs
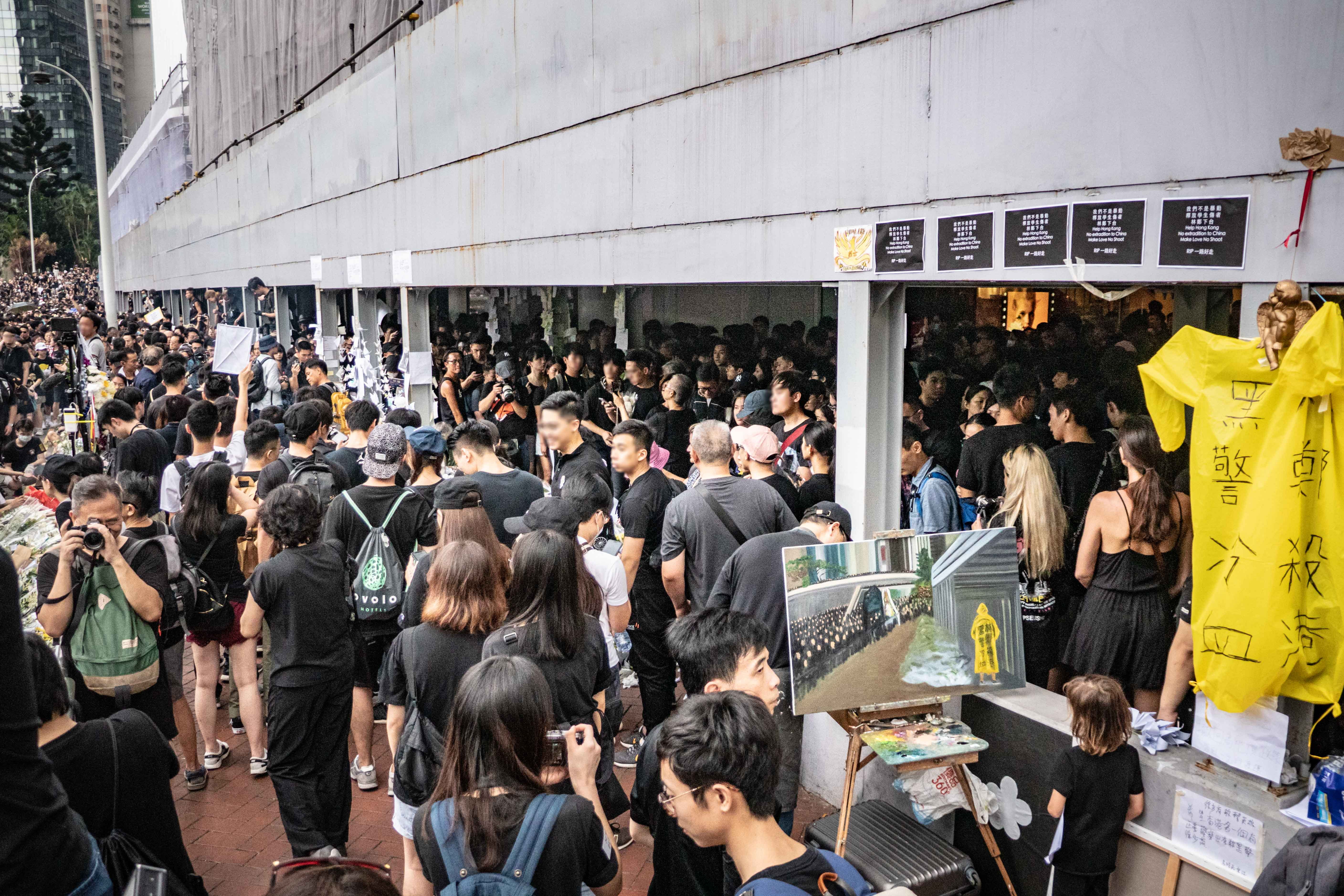
La commémoration à l'extérieur de la place Pacifique

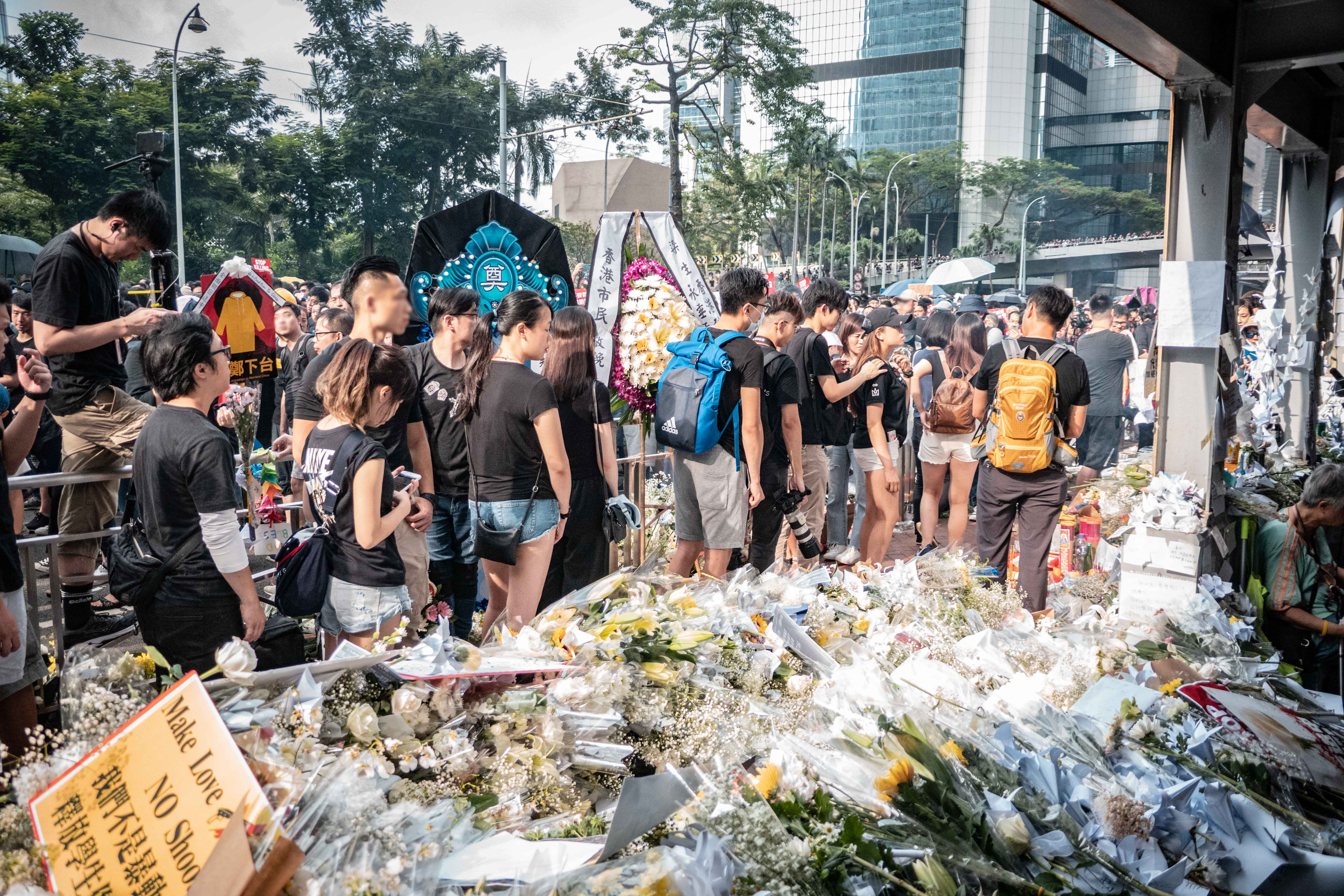
Les manifestants rendant hommage à Ling-Kit Leung
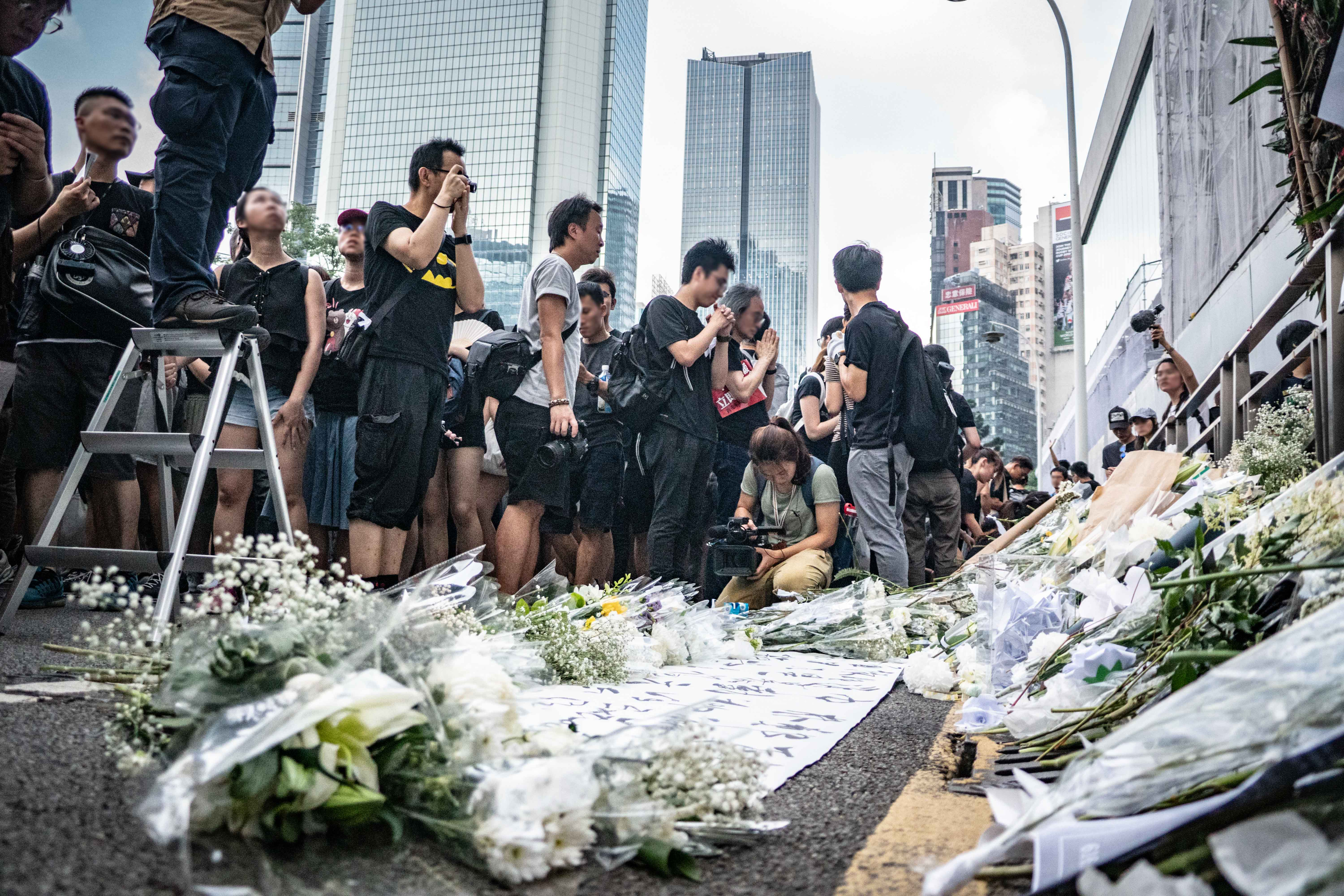
Les fleurs en hommage à Ling-Kit Leung sur le trottoir du Queensway
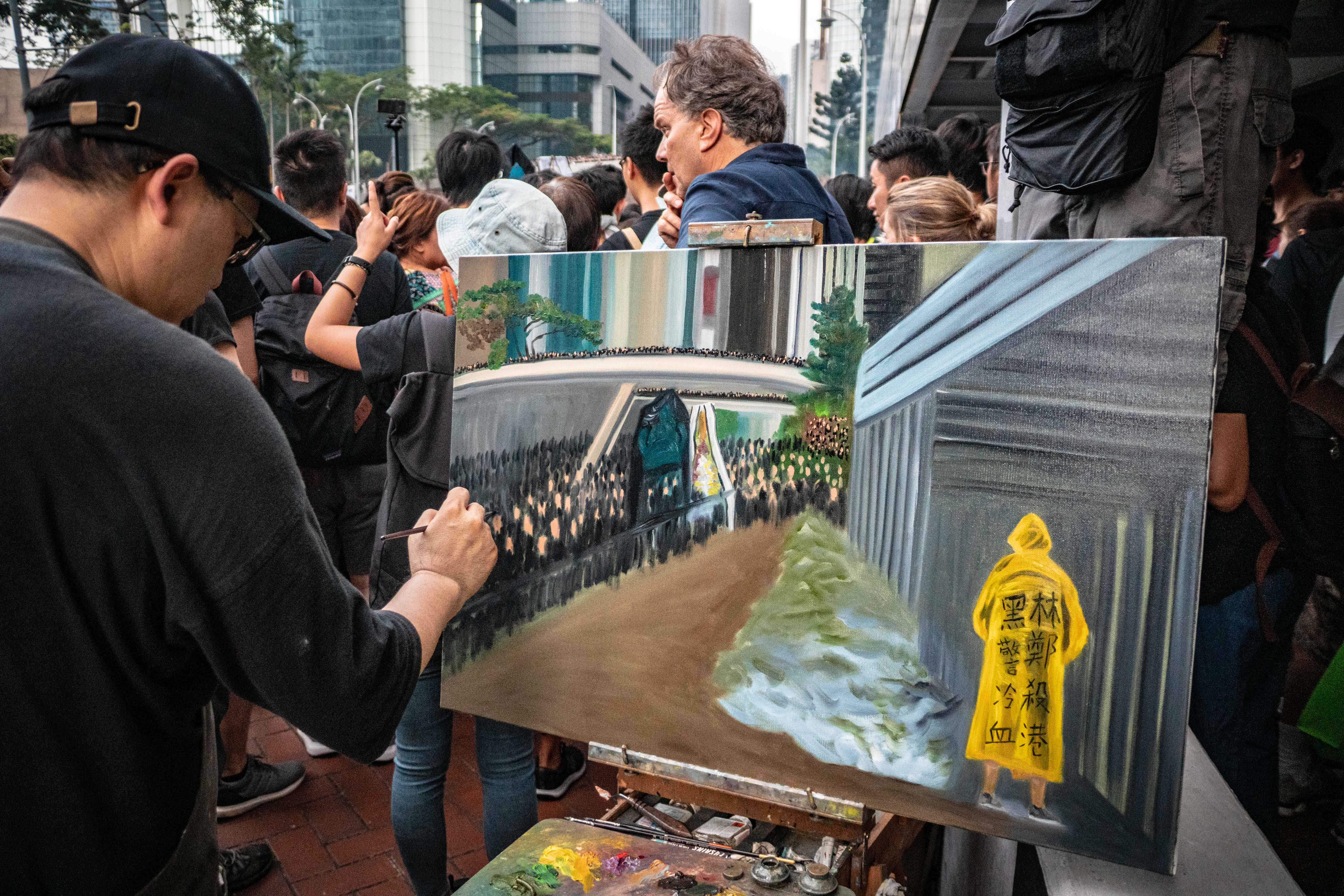
L'artiste peint la situation.

Les manifestants occupèrent les routes dans la nuit. La plupart des manifestants y restèrent jusqu'à 2 h. Le lendemain matin, il restait environ 100 manifestants sur les routes. Le complexe gouvernemental ferma durant la journée du 17 juin à cause de la manifestation.
Vers 10 h, les manifestants quittèrent les routes principales du secteur afin de rendre la circulation plus sûre. Vers 10 h 53, la circulation reprit sur le chemin Harcourt. Environ 400 manifestants restèrent sur la zone de la manifestation devant le conseil législatif. L'après-midi, les manifestants marchèrent vers la résidence officielle de la cheffe de l'exécutif pour protester.
Le complexe gouvernemental rouvrit le 18 juin lorsque moins de 100 manifestants occupèrent la zone de protestation ce jour-là.

#### 21 juin: protestation au quartier général de la police et aux édifices gouvernementaux

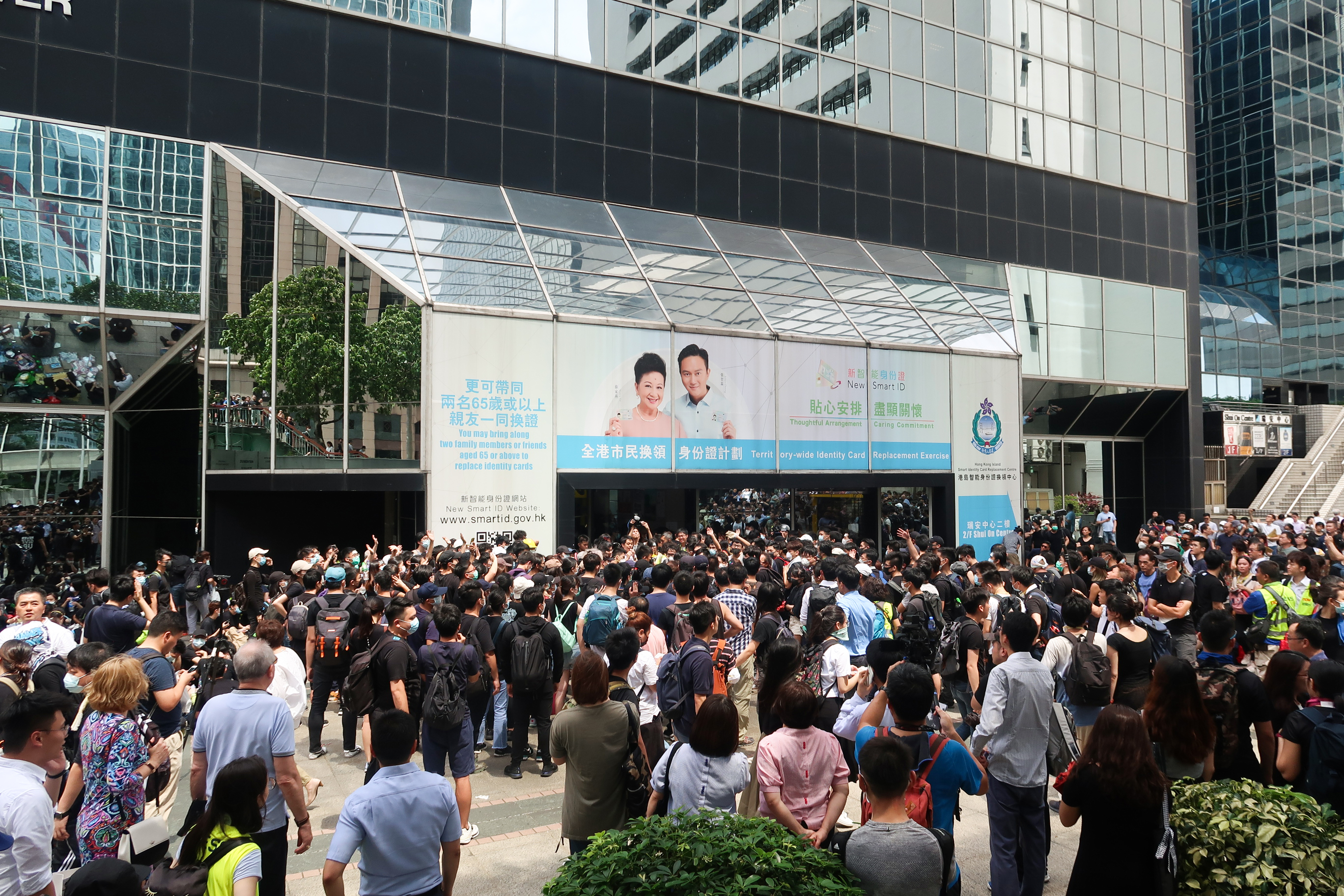
Les manifestants, vêtus en noir, rassemblèrent autour de la tour de l'immigration.

Les hongkongais demandèrent une réponse du gouvernement à leurs revendications, particulièrement celles concernant la loi d'extradition et la violence excessive de la police, avant 17 h le 20 juin. À ce jour, le gouvernement n'a pas répondu directement aux demandes des hongkongais, donc une autre manifestation eut lieu le 21 juin, débutant 7 h.
À 21 h du 20 juin, il y avait 200 manifestants qui se rassemblèrent sur la zone de protestation devant le complexe du conseil législatif. Pour des raisons de sécurité, le conseil législatif fut ainsi fermé le 21 juin.
Vers 7 h le lendemain, le 21 juin, beaucoup de manifestants vêtus en noir se rassemblèrent autour de la zone de protestation. Il y avait environ 1 000 manifestants vers 8 h,. Vers 11 h, les manifestants occupèrent le chemin Harcourt, la route principale dans le secteur d'Admiralty. Lorsque la route fut totalement occupée, les manifestants marchèrent à la direction est vers Wan-Chai afin d'encercler le quartier général de la police. Les manifestants demandèrent à parler avec le chef de la police, Steven Wai-Chung Lo, et réitérèrent les revendications y compris libérer les détenus et éliminer la classification de la manifestation du 12 juin comme une émeute. Ils affichèrent des vidéos et des images montrant la violence utilisée par la police le 12 juin à l'extérieur du quartier général de la police. Une négociatrice tenta d'entamer une discussion avec les manifestants mais ceux ci l'ont refusée car ils pensaient la négociatrice n'était pas sincère, pour la raison simple que la négociatrice est restée à distance des manifestants, à l'étage du bâtiment,. À cause de la manifestation, le service fourni par le poste de police à Wan-Chai a été suspendu.
Vers 13 h,des centaines de manifestants se déplacèrent vers la tour du revenu (Revenue Tower), une tour où se trouvent les édifices gouvernementaux y compris le département du revenu. Ils se rassemblèrent autour de la tour et bloquèrent toutes les sorties sauf une porte, afin de restreindre le retour au travail des fonctionnaires après leur pause déjeuner. Les manifestants s'excusèrent pour ces actions et expliquèrent aux employés de la fonction publique le motif de leurs actions. Par conséquent, beaucoup de fonctionnaires employés à la tour quittèrent le travail plus tôt ce jour-là. Lorsque la plupart d'employés eurent quitté la tour, les manifestants déménagèrent une seconde fois vers la tour voisine, la tour du département de l'immigration. À cause de la manifestation, les opérations du ministère de l'immigration furent suspendues pendant l'après-midi, jusqu'à 16 h quand les manifestants déménagèrent encore vers le complexe des bureaux gouvernementaux d'Admiralty. Quelques manifestants occupèrent les voies de circulation sur le chemin Gloucester, une route principale à Wan-Chai près de la tour du revenu et de la tour de l'immigration. Au complexe des bureaux gouvernementaux d'Admiralty, quelques manifestants essayèrent d'entrer dans l'immeuble mais échouèrent car la sécurité de l'immeuble bloqua toutes les entrées du complexe sauf une pour la sortie des employés. Les manifestants se dispersèrent vers la place Pacifique à Admiralty ou se dirigèrent vers le quartier général de la police à Wan-Chai.
Après le coucher du soleil, le nombre de manifestants augmenta et ils continuèrent à encercler le quartier général de la police. Ils firent des graffitis le long du mur extérieur, bloquèrent toutes les entrées de l'immeuble et jetèrent des œufs aux policiers. Vers environ 21 h 45, la police rapporta que 9 personnes dans l'immeuble avaient besoin d'un service médical d'urgence. L'ambulance arriva 17 minutes plus tard mais la police refusa d'ouvrir la porte pour les ambulanciers,. Ils ne purent pas y entrer pendant une heure mais dans une déclaration sur Facebook, la police désigna les manifestants comme responsables de ce délai.
Durant la soirée, sauf les 15 personnes obligées d'être transférées vers l'hôpital, ni les employés ni les policiers ne purent quitter l'immeuble jusqu'à environ 2 h 20 le lendemain matin quand les manifestants se dispersèrent volontairement.
Vers 6 h du 22 juin, la circulation sur le Queensway, le chemin Hennessy, la rue Fenwick et le chemin Gloucester reprit normalement.

#### 26 juin: rassemblement pour le sommet du Groupe des vingt (G20)
Compte rendu du sommet du Groupe des vingt (G20) le 28 et le 29 juin à Osaka au Japon, un groupe d'environ 30 manifestants écrivit des lettres afin d'inciter les pays du G20 et la communauté internationale à faire pression sur la Chine concernant la proposition de loi d'extradition. Environ 1 500 manifestants participèrent dans une marche en visitant les ambassades des pays du G20 sur tout le territoire, et y déposèrent les lettres.
Dans la soirée, un rassemblement « G20, libérez Hong-Kong » (G20 Free Hong Kong) eut lieu sur la place Édimbourg vers 20 h. Au rassemblement, il y eut des discours utilisant les langues des pays du G20, y compris l'anglais, le français, l'espagnol, l'italien, l'allemand, le coréen et le japonais. On peut noter en particulier, la chanteuse canadienne-hongkongaise Denise Ho qui fit la déclaration en français. La manifestation était pacifique et se termina vers 22 h. La police de Hong Kong estima qu’il y avait environ 10 000 manifestants. Les organisateurs n'ont pas revendiqué de nombre.
Après le rassemblement, quelques manifestants restèrent et participèrent à une sorte de « pique-nique ». Plus tard, des milliers de personnes se rassemblèrent autour du siège de la police à Wanchai vers 22 h 30. Vers minuit, quelques personnes de la foule découvrirent un policier se faisant passer pour un manifestant. Le policier tenta de persuader la foule de s'emparer du quartier de police et prit des photos des manifestants, dans l'espoir de créer le chaos pour que la police puisse disperser la foule. La police refusa de l'admettre en répondant que le policier était en train de retourner au travail, mais qu'il avait été bloqué par les manifestants.

#### 29 juin: protestation contre la construction du pilier militaire de la Chine à Central
Le minuit du 29 juin, une parcelle du terrain à Central, de taille 0,3 hectare, a été transféré vers la Chine pour la construction du pilier militaire. La parcelle a été originellement une partie d'espace public à bord de l'eau du quartier Central mais le conseil législatif a approuvé automatiquement de changer l'usage de la parcelle à cause de la pause estivale du conseil législatif. Une dizaine des manifestants hurla « non à l'extradition vers la Chine pour les citoyens et aussi pour le terrain hongkongais » (人不送中，地不閹割) et occupa une partie du terrain. La police et les manifestants se querellèrent pendant deux heures et puis les manifestants dispersèrent.

### Juillet 2019

#### 1erjuillet: défilé annuel, cinquième manifestation organisée par le CHRF

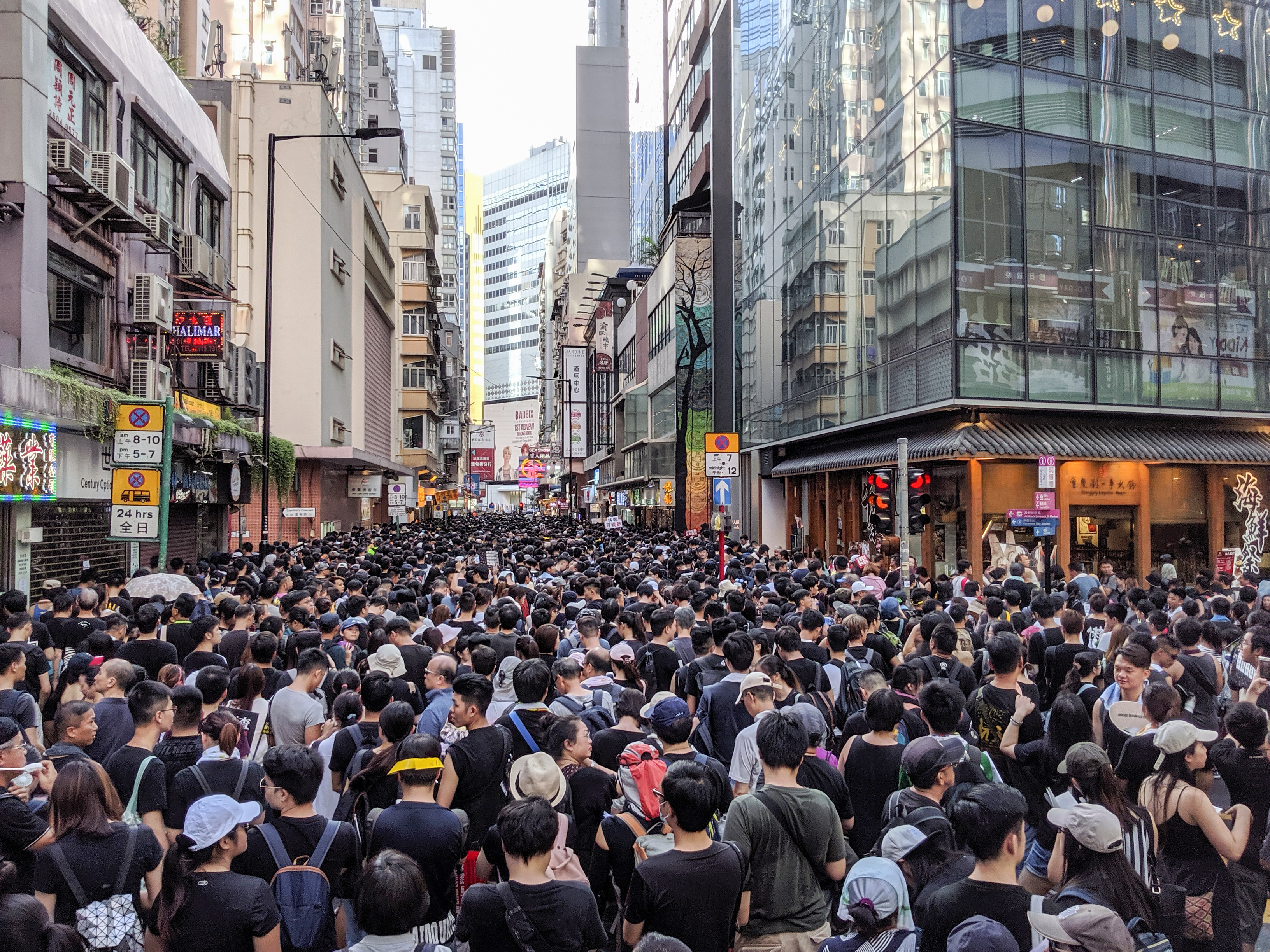
Les manifestants rassemblés sur le bazar de Jardine à Baie-Causeway.

Le 1er juillet 2019 est le 22e anniversaire de la rétrocession de Hong Kong. Dans toutes les années depuis la rétrocession en 1997, le CHRF organise des défilés annuels pro-démocraties et ceux de 2019 firent partie d'une série des manifestations contre la loi proposée d'extradition. Le thème pour cette année était « Non à l'amendement de loi menaçant (d'extradition vers la Chine), départ immédiat de Carrie Lam » (chinois : 撤回惡法 林鄭下台). Les revendications furent les mêmes que lors de la série de manifestations de juin. De plus, les manifestants ajoutèrent deux revendications qui s'étendèrent au-delà de cette manifestation. Les manifestants demandèrent une dissolution du conseil législatif et l'introduction d'un suffrage universel car leur confiance dans le gouvernement était faible.
Plus de 550 000 manifestants vêtus de noir ont participé à la cinquième manifestation selon le CHRF, tandis que la police en a estimé 190 000 et une équipe de scientifiques en a estimé 265 000,. La route planifiée était la même que celle de la dernière manifestation, avec un départ au parc Victoria à 15 h, suivi par la rue Yee-Wo, le chemin Hennessy et le Queensway, puis finalement l'arrivée au complexe du conseil législatif. Cependant, en raison des débats au complexe du conseil législatif et dans un souci de sécurité publique, la police demanda aux organisateurs de changer la route ou de changer la date. Les manifestants demandèrent à ouvrir les terrains de jeu non-utilisés par le gouvernement afin d'accueillir les protestataires, prêts pour la manifestation mais la police rejeta la requête. Par conséquent, la destination finale de la manifestation a été changée pour Central, à l'intersection de la rue Peddar et du chemin des Vœux-Central. La manifestation était pacifique.
À cause des débats en cours au conseil législatif pendant la manifestation, vers 15 h 55, des étudiants et des bénévoles invitèrent les manifestants à quitter la manifestation organisée par le CHRF à Admiralty et à aider les autres manifestants restés au conseil législatif, à quelques centaines de mètres au nord.

#### 1erjuillet: attaque du conseil législatif

Le drapeau de Hong-Kong avec un arrière-plan noir, utilisé par quelques protestataires.

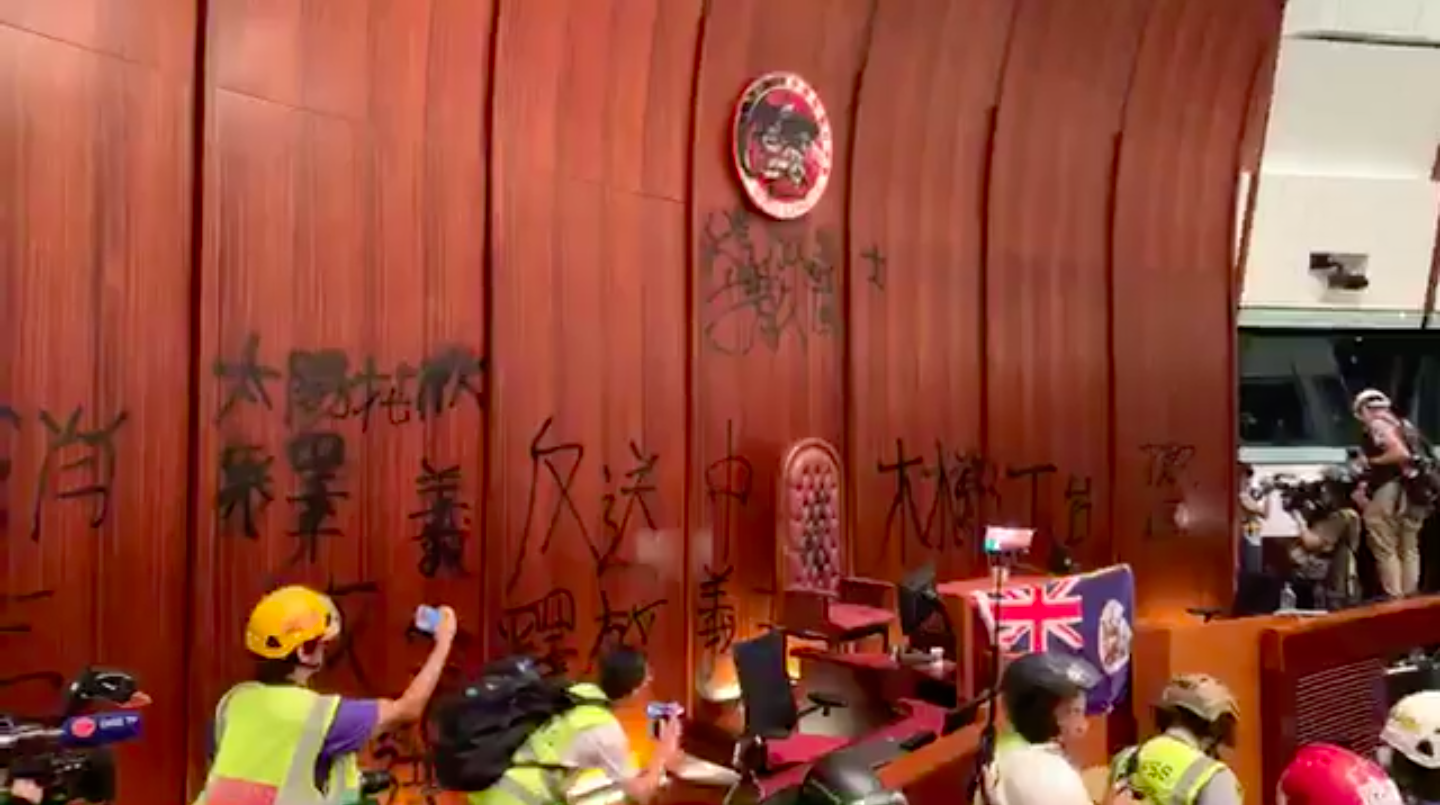
Manifestants dans le conseil législatif.

Les manifestants expliquèrent que ni le gouvernement de la région administrative spéciale ni celui de la Chine ne représentent les hongkongais car les conseillers ne sont pas élus par les citoyens.
Vers 3 h, devant le complexe du conseil législatif, un manifestant retira le drapeau de la Chine et mit celui de Hong-Kong en berne. Puis il substitua le drapeau de la Chine par un drapeau de Hong-Kong avec un arrière-plan noir, pour symboliser la corruption du gouvernement et pour saluer les personnes qui suicidèrent pour la cause.
Vers 6 h, les manifestants essayèrent d'interrompre la cérémonie de lever de drapeau sur la place du Bauhinia-Or à Wan-Chai. Ils échouèrent mais le gouvernement annonça ensuite que la cérémonie avait déménagée à l'intérieur du palais des congrès. Les officiels arrivèrent au palais des congrès par le bateau. Au moins 2 manifestants furent blessés dans le conflit.L'après-midi, les manifestants occupèrent la place du Bauhinia-Or. Ils substituèrent le drapeau de la Chine avec contre celui de Hong-Kong. Puis, ils se rassemblèrent à la zone de protestation devant le conseil législatif.
Vers 13 h 30, une dizaine de manifestants poussa des barres de fer et des chariots de recyclage vers la baie vitrée du complexe du conseil législatif. La vitre orientée vers la zone de la protestation se brisa mais ne tomba pas complètement. Les conseillers pro-démocraties, y compris Claudia Mo, supplièrent les manifestants d'arrêter l'attaque du conseil législatif tandis que quelques centaines de policiers étaient en train d'asperger les manifestants de spray anti-agression. Ces derniers ignorèrent les conseillers et appliquèrent de la poudre dérivée de phénylènediamine aux policiers. Au moins 15 policiers ont été blessés. Les manifestants continuèrent de briser les autres vitres autour du complexe mais n'y entrèrent pas à cause de policiers stationnés à l'intérieur. À 18 h, le secrétariat du conseil législatif a déclenché l'alerte rouge pour la première fois dans l'histoire du complexe. Selon les règles du complexe, lorsque l'avertissement rouge est émis, tous les occupants doivent évacuer.
Vers 18 h 30, les manifestants utilisèrent des chariots et réussirent à entrer dans le complexe du conseil législatif. La police resta placée devant l'entrée de la salle du conseil législatif et elle avertit les manifestants que l'entrée au conseil législatif déclencherait des arrestations, en utilisant un drapeau rouge. Vers 20 h 30, le boîtier électrique fut détruit, éteignant toutes les lumières au complexes. De plus une fumée apparut au complexe vers 20 h 50.
Dans la soirée, le Conseil législatif de Hong Kong est assiégé par les manifestants qui y pénètrent peu après. À l'intérieur, l'ancien drapeau colonial est brandi dans l'hémicycle. Les manifestants sont contraints de quitter le parlement quelques heures plus tard chassés par un millier de policiers qui usent de gaz lacrymogènes.
Des manifestations sont organisées tout au long du mois de juillet :

#### 8 juillet: projet de résistance contre Bank of China
Les manifestants veulent s'en prendre à la Bank of China. L'idée consiste à retirer collectivement des fonds d'une grande banque publique chinoise pour « tester la résistance ».
Le jour même, la cheffe exécutive de Hong Kong, Carrie Lam, a annoncé que le projet de loi controversé était un « échec total » (total failure) car elle déclare « le projet est mort » (the bill is dead en anglais). Cependant, la majorité de hongkongais n'accepta pas la déclaration car le mot « mort » n'est pas valide légalement pour déclarer renoncer à la loi, ainsi les protestations continuent.
Les manifestants ont dénoncé la soixantaine de policiers expatriés d'origine britannique qui auraient, selon eux, été à l'origine d'une répression particulièrement violente.

#### 21 juillet: conflits violents à Yuen-Long
Des manifestants sont agressés à coup de triques et de bâtons par des centaines d'hommes.

#### 26 juillet: rassemblement à l'aéroport
Une manifestation a lieu à l'aéroport, pour attirer l'attention des voyageurs venant de Chine continentale.

#### 27 juillet: manifestation à Yuen-Long
La manifestation, interdite, est réprimée avec des gaz lacrymogène.

### Août 2019
Les manifestants hongkongais prodémocratie utilisent, depuis août 2019, le chant révolutionnaire Gloire à Hong Kong composé par un anonyme Thomas et amendé par les internautes.

#### 4 août: manifestations à Tseung-Kwan-O et à Kennedy Town
Originellement planifiée pour le 28 juillet, les organisateurs ont changé la date au 4 août à cause des conflits à Yuen-Long le 21 juillet et la manifestation suivante pour condamner la violence à Yuen Long le 27 juillet. Cette manifestation coordonnera avec celle à Tseung-Kwan-O qui est située à l'est du territoire tandis que Kennedy Town est à l'ouest du territoire.

#### 6 au 7 août: arrestation d'un étudiant pour son achat d'un pointeur laser
7 août : deuxième marche silencieuse des avocats

#### 9 au 13 août: deuxième rassemblement à l'aéroport
Des manifestations occupent pendant cinq jours l'aéroport international paralysant ainsi le trafic aérien.

#### 25 août: manifestation à Tsuen-Wan et Kwai-Tsing (planifiée)
La police utilise des canons à eau.

#### 30 août: arrestation de Joshua Wong et d'Agnes Chow
Le 30 août, le militant pro-démocratie Joshua Wong est arrêté par la police vers 7h30 heure locale alors qu'il se dirigeait vers la station de métro South Horizons. La police l'accuse d'« inciter d'autres à participer à un rassemblement non autorisé ». Agnes Chow, autre figure très populaire au sein de la contestation est également arrêtée mais à son domicile. Wong et Chow sont cependant libérés sous caution et Wong déclare « Nous continuerons notre combat même s’ils nous arrêtent et nous poursuivent en justice ». Chow déclare quant à elle : « Nous voyons très clairement que le régime et le gouvernement de Hong Kong cherchent à créer la “Terreur blanche” pour tenter de dissuader le peuple de Hong Kong de participer au mouvement social et au mouvement démocratique pour le futur. Mais nous, le peuple de Hong Kong, n’abandonnerons pas, ne serons pas effrayés par cette “Terreur blanche” et cette injustice ».

#### 31 août: huitième manifestation par le CHRF
Des barricades sont dressées et les manifestants tentent d'enfoncer les barrières protégeant le parlement et le siège de l'exécutif.

### Septembre 2019

#### 1erseptembre: troisième rassemblement à l'aéroport
Les manifestants bloquent l'accès à l'aéroport pendant quelques heures.

#### 13 septembre: report du tournoi de tennis WTA
La Fédération de Hong Kong de tennis décide de reporter à une date ultérieure le tournoi de tennis disputé généralement au mois d'octobre en raison de « la situation actuelle ».

### Octobre 2019
Début octobre, Carrie Lam décrète l'interdiction du port de masque lors des manifestations. Le 31 octobre, des militants prodémocratie hongkongais contestent devant la justice l’interdiction du port du masque mettant en cause sa constitutionnalité. Un recours en parallèle est déposé par des députés pour dénoncer la loi d’urgence utilisé par Carrie Lam dont les dispositions n’avaient plus été utilisées depuis les émeutes de 1967. Fin octobre, La Haute Cour hongkongaise a estimé que cette interdiction était anticonstitutionnelle.

### Novembre 2019

#### 3 novembre
Le 3 novembre, un étudiant en informatique de 22 ans, Chow Tsz-lok est retrouvé inconscient gisant sur le sol au deuxième étage d’un parking de logements sociaux, dans le quartier de Tseung Kwan O, à l'est de Hong Kong. Il décédera des suites de ses blessures le 8 novembre, confirmé par l'hôpital Queen Elizabeth. Cette mort est le premier décès du mouvement de contestation. Les circonstances de l'accident ne sont pas clairement établies et font l'objet de controverses. La première version des faits est qu’il aurait sauté de l’étage supérieur pour fuir des gaz lacrymogènes mais remise en cause par la suite. Les pompiers ont indiqué que l'accès sur le lieu de l'accident a été « bloqué » à deux reprises, et qu’ils ont dû s'y rendre à pied.

#### 11 novembre
Le 11 novembre, dans le quartier populaire de Sai Wan Ho, les manifestants ont bloqué plusieurs rues avec des barricades. Après une brève altercation avec un manifestant, un policier a tiré à bout portant à hauteur de la poitrine. Deux autres coups de feu ont ensuite été tirés. Un autre manifestant a été touché et tombé au sol tout près du premier. Une ambulance a emmené les deux blessés quelques minutes plus tard à l'hôpital. Les autorités médicales ont indiqué que l’un des deux blessés, âgé de 21 ans, était en soins intensifs avait eu le foie et un rein perforé par la balle. Quelques heures plus tard, dans le quartier de Ma On Shan, à une vingtaine de kilomètres au nord du quartier financier de Central, lors d'une querelle avec des manifestants un homme de 57 ans a été aspergé d’un liquide inflammable et transformé en torche humaine. Au fil des cinq mois des manifestations, cette journée marque un tournant et un durcissement des violences tout au long de la semaine. Plusieurs universités dont l'Université Polytechnique et établissements scolaires ont fermés. Le 14 novembre, deux étudiants de nationalité allemande ont été arrêtés pour "rassemblement illégal". Plusieurs grandes universités néerlandaises ont conseillé à leurs ressortissants de rentrer « rapidement » et propose d'aider les étudiants à organiser leur départ. Le 16 novembre, des soldats de l'Armée populaire de libération (APL), qui habituellement font peu de sorties publiques hors de leur caserne, ont participé au nettoyage des rues.

#### 17 novembre
Depuis l'évacuation du campus de l’Université chinoise (CUHK) à Sha Tin, le 15 novembre, un siège (en) s'est installée au sein de l'Université polytechnique de HongKong (PolyU) à partir du 17 novembre 2019 où des étudiants se sont retranchés face à la police. Sur les toits du bâtiment, un détachement d’hommes masqués, armés d’arcs de compétition et accompagnés de guetteurs, patrouille à côté d’une catapulte. Les protestataires ont également allumé de grands feux, incendié un char de la police locale et dressé des barricades. Lors d'affrontement, un policier est blessé par une flèche tirée par un manifestant. Le lendemain, la police affirme envisager de recourir à des « balles réelles » si les protestataires continuaient d'utiliser des « armes létales ». Après plusieurs "évasions" d'étudiants durant la nuit du 18 novembre, Carrie Lam estime à une centaine le nombre de protestataires retranchés dans l'université.

#### 24 novembre: élections locales
Des élections locales ont lieu le 24 novembre 2019 et aboutit à une large victoire du camp pro-démocratie (388 des 452 sièges) avec un taux de participation élevée. À l'issue de ce vote, les manifestants ont réitéré leurs revendications dont l'instauration du suffrage universel et une enquête sur les violences policières auprès de Carrie Lam, qui refuse à nouveau toute concession. Les médias d’État chinois remettent en cause la légitimité de ce scrutin, dont un éditorial du quotidien China Daily qui affirme qu'il a été "faussé par des manœuvres d'intimidation" et "des coups bas".

### Décembre 2019
Après deux semaines de répit, des manifestations organisées par le Front civique des droits de l'homme sont autorisés, le 8 décembre, au départ du parc Victoria sur l'île de Hong Kong marquant ainsi les six mois de manifestation.
Le 22 décembre, une manifestation d'environ 1 000 personnes s'est rassemblée à Edinburgh Place pour exprimer leur soutien aux Ouïghours du Xinjiang.

### Janvier 2020

#### 1erjanvier: Nouvelle manifestation
Lors de ses vœux télévisés, Xi Jinping s'est adressé à la population de Hong-Kong en déclarant "(…) Nous souhaitons sincèrement le meilleur pour Hongkong et nos compatriotes de Hong-Kong (…)". Dès la journée du 1er janvier, plus d'un million selon les estimations des organisateurs ont participé à une nouvelle manifestation au départ du parc Victoria à la route Chater en Central. Après des heurts, la police a arrêté quelque 400 manifestants lors de la dispersion de la foule.

#### 19 janvier: Manifestation au Chater Garden
Le 19 janvier, une manifestation de plusieurs milliers de manifestants se sont rassemblés au Chater Garden en Central. Un des organisateurs de la manifestation, Ventus Lau, a été arrêté par les forces de l'ordre après l'ordre de dispersion.

### Mai 2020
Le 10 mai, des centaines de manifestants antigouvernementaux se sont rassemblés dans au moins dix centres commerciaux.

### Juillet 2020
À la suite de l’adoption à l’unanimité par le comité permanent de l’Assemblée nationale populaire chinoise (ANP) de la loi « sur la sécurité nationale », des manifestants ont protesté à Hong Kong contre cette nouvelle législation, entrée en vigueur mercredi 1er juillet dans le quartier de Causeway Bay. 180 manifestants ont été arrêtés dont sept pour « pour violation présumée de la loi sur la sécurité nationale ».

## Protestations persistantes

### Suicides

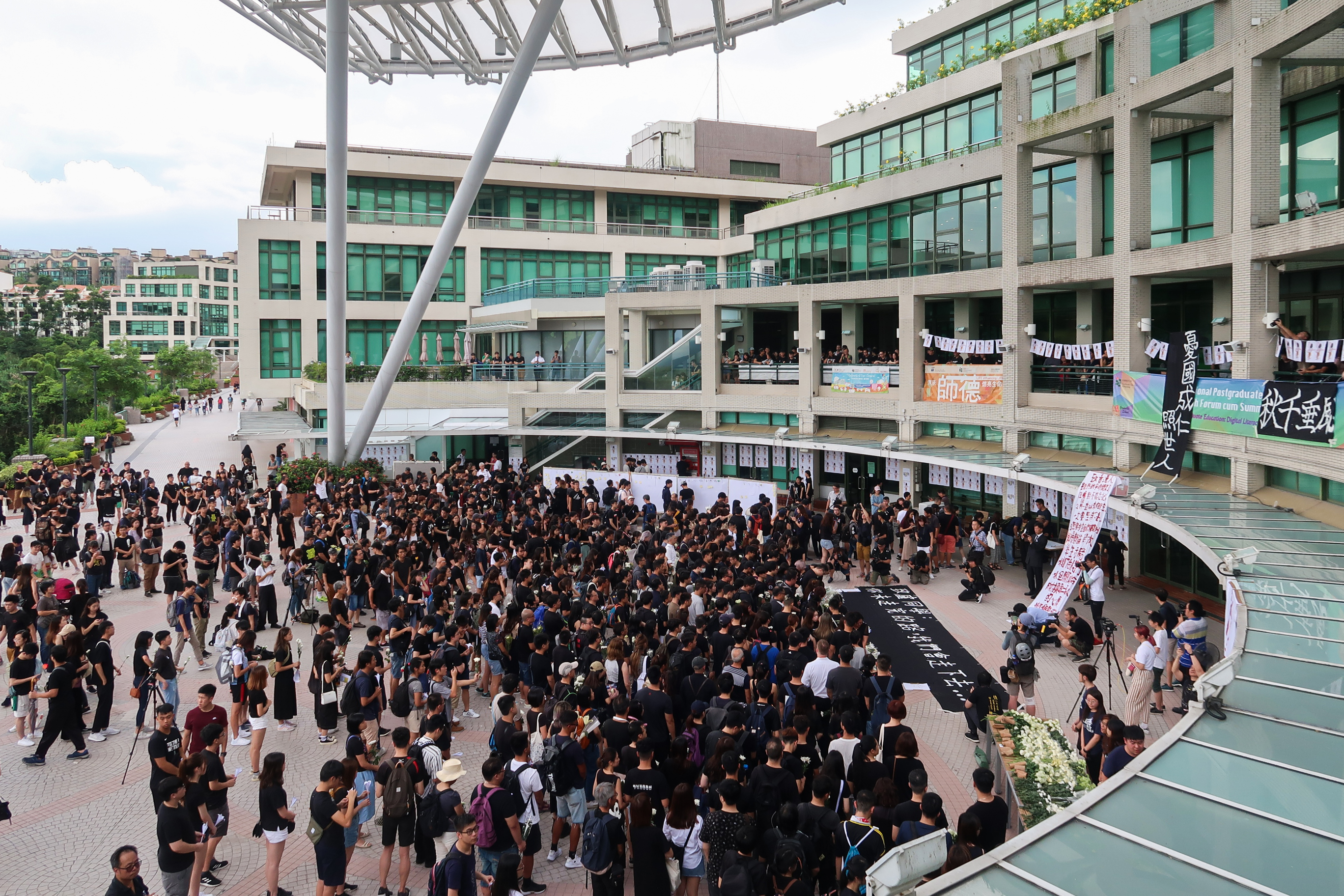
Commémoration de Hiu-Yan Lo à la place centrale de l'Université d'éducation de Hong Kong le 30 juin 2019.

Depuis le 15 juin 2019, au moins 5 jeunes sont morts. Ils ont tous laissé des lettres de suicide dont le contenu concernait la manifestation.
- Le 15 juin 2019, décès de Marco Ling-Kit Leung, homme, 35 ans, à Admiralty[3]
- Le 29 juin 2019, décès de Hiu-Yan Lo, femme, 21 ans, à Fanling[131]
- Le 30 juin 2019, décès de Zhita Hang-Yan Wu, femme, 29 ans, à Central[132]
- Le 3 juillet 2019, décès de Mlle Mak, femme, 28 ans, à Cheung-Sha-Wan[133]
- Le 22 juillet 2019, décès de Yuen-Chung Fan, homme, 26 ans, à Tai-Po[134]

### Murs Lennon

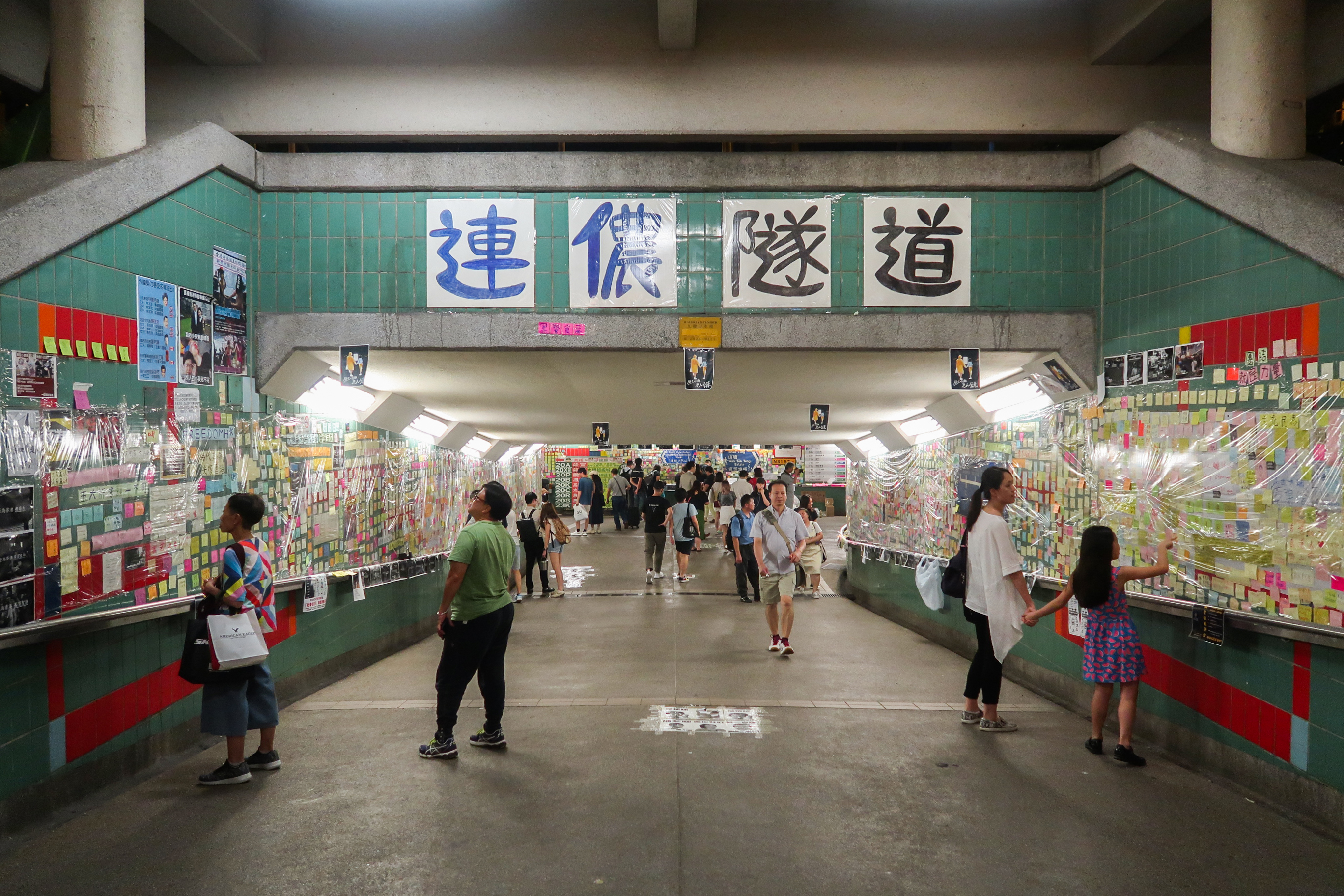
Un mur Lennon dans le métro de Hong Kong en juillet 2019.

Depuis le 5 juillet 2019, des murs Lennon apparaissent dans tous les quartiers du territoire et dans le métro.

## Violences policières
La police de Hong-Kong est régulièrement accusée d'utiliser une force excessive et disproportionnée et de ne pas suivre les directives de sécurité internationales lors de l'utilisation de ses armes. Selon Amnesty International, des cas de violences excessives notamment pour la journée du 12 juin sont constatés par vidéo avec l'utilisation de gaz lacrymogène, des armes à feu tirant des balles en caoutchouc, envers des manifestants pacifistes.
Le 31 août 2019, des canons à eau colorée bleue sont utilisés afin de marquer les manifestants et faciliter ainsi leurs arrestations après la dispersion des manifestants.
Fin septembre, un jeune manifestant de 18 ans, Tsang Chi-kin est grièvement blessé. Il reste inculpé pour participation à une émeute et agression d'un policier et risque dix ans de prison. Hospitalisé dans un état critique, il est absent devant le tribunal de Sha Tin lors du lancement des poursuites judiciaires. Il s'agit du premier manifestant blessé par un tir à balle réelle de la police. Le chef de la police hongkongaise, Stephen Lo, soutient que le tir était « raisonnable et légitime » de la part du policier et déclare « (…) dans un laps de temps très court, il a pris une décision et a tiré sur l'assaillant ». Un rassemblement de soutien au manifestant est organisé le 4 octobre en brandissant des photos de l’incident qui a été filmé.
Dénonçant des violences policières récurrentes, le mouvement pro-démocratie réclame une enquête qui doit être menée par un groupe expert indépendant. Après plusieurs mois de manifestations, en décembre 2019, un groupe d'enquêteurs internationaux choisis par le gouvernement local de Hongkong est nommé. Il annonce par la suite, « se désister formellement de ses fonctions ». Il justifie leur décision en déclarant "que l'enquête ne pourra pas être menée dans des conditions satisfaisantes" compte tenu "des échanges avec l'autorité de surveillance de la police hongkongaise" qui ne leur permettent pas d'enquêter d'une manière indépendante.
Le Conseil indépendant des plaintes contre la police (IPCC) remet en mai 2020 son rapport, de près d'un millier de pages, sur les violences policières perpétrées au cours du mouvement de protestation. Bien que plutôt critique quant à l'action de la police, il ne parle ni de faute professionnelle ni d’abus de la part de celle-ci, ce qui conduit l'opposition à réclamer une enquête indépendante. Le rapport insiste sur la nécessité du « maintien de l’ordre » et sur la banalisation de la violence parmi les manifestants. L’IPCC reproche aussi explicitement à la police son inaction le 1er juillet 2019 lors de l’attaque du Conseil législatif, le parlement hongkongais qui fut envahi et vandalisé pendant quelques heures, attaque qui « aurait pu être empêchée ». Il recommande également un recours plus modéré aux gaz lacrymogènes.

## Censure des médias et propagande

### Réseaux sociaux
Le 12 juin 2019, les serveurs de l'application Telegram, un service de messagerie chiffrée, ont fait l'objet d'attaques par déni de service. L'origine des adresses IP a été localisée en Chine, et confirmée par le fondateur de l'application, Pavel Dourov,,, qui a déclaré qu'elle "coïncidait avec les manifestations à Hong Kong".
Fin août 2019, des organes de presse dirigés par le pouvoir chinois utilisent les réseaux sociaux, en particulier Twitter et Facebook, pour y diffuser des message de propagande, via l'achat d'espaces publicitaires ciblés et la création de faux comptes. Twitter et Facebook sont bloqués en Chine continentale depuis 2009 mais restent accessibles à Hong-Kong. Les réseaux sociaux américains dénoncent des messages postés visant à discréditer la mobilisation selon une opération coordonnée au niveau étatique.
Dans une vidéo diffusée publiée le 15 août 2019 sur YouTube, le Global Times, quotidien pro-chinois désigne sous l'appellation "la bande des quatre" des personnalités politiques et médiatiques qui incitent, selon le quotidien, la jeunesse hong-kongaise à participer aux manifestations. Cette liste est composée d'Anson Chan, ancienne secrétaire en chef du gouvernement de Hongkong Lai Chee-Ying (connu sous son nom occidental Jimmy Lai) propriétaire du journal hongkongais pro-démocratie Apple Daily appartenant au groupe Next Media, Martin Lee, fondateur du Parti démocrate et Albert Ho.
Pour contourner les restrictions liées à la surveillance sur Internet et notamment l'application mobile WeChat, les manifestants ont recours à une application de messagerie nommée Bridgefy, qui utilise un réseau maillé pour décentraliser les envois de messages entre utilisateurs sans connexion internet,. Selon un porte-parole de Bridgefy, l’application utilise un cryptage selon un chiffrement RSA pour garantir l'anonymat des utilisateurs mais n'est pas exempte de toutes tentatives d'espionnages.
Le 10 octobre 2019, Apple supprime une application de cartographie populaire en Chine, nommée HKmap. live qui permettait aux manifestants de détecter la position des forces de police et les rues bloquées. Dans un communiqué officiel, l'entreprise a justifié sa décision selon un principe lié à la législation hongkongaise et une atteinte à la sécurité publique. Selon le New-York Times, cette suppression est liée à un éditorial de l’organe officiel du Parti communiste chinois, le Quotidien du peuple.
En juin 2020, l'entreprise américaine Zoom, liée au "respect de la loi locale", déclare avoir fermé les comptes de militants aux États-Unis et à Hong Kong, qui voulaient utiliser son service de vidéo-conférence afin de commémorer la répression meurtrière chinoise de Tiananmen.
En réaction à l’imposition de la nouvelle loi sur la sécurité nationale promulgué par le gouvernement chinois fin juin 2020, le 6 juillet TikTok, propriété du groupe chinois ByteDance suspend son application à Hong-Kong,.
À la suite de la loi sur la sécurité nationale, les grandes entreprises américaines dont Google, Twitter et Facebook (dont le service de messagerie WhatsApp) ont annoncé début juillet, qu’ils ne répondront plus aux demandes de divulgation d’informations sur leurs utilisateurs émanant du gouvernement et des autorités de Hongkong. Le porte-parole de Facebook a déclaré « Nous pensons que la liberté d’expression est un droit humain fondamental et nous soutenons le droit des personnes à s’exprimer sans craindre pour leur sécurité et sans redouter d’autres répercussions ».
Le 20 août 2020, Twitter et Facebook procèdent à une suspension de comptes suspects qui visent à discréditer la mobilisation à Hongkong, et refusent la publicité des médias chinois d’État. Twitter a annoncé avoir suspendu 936 comptes actifs (certains avaient entre 200 000 et 300 000 abonnés) en déclarant dans un communiqué "« Ces comptes cherchaient délibérément et spécifiquement à semer la discorde politique à Hong Kong et notamment à saper la légitimité et les positions politiques du mouvement de protestation sur le terrain ». Facebook a supprimé sept pages, cinq comptes et trois groupes du réseau social « liés à des individus associés au gouvernement de Pékin » comportant notamment des messages comparant les manifestants à des djihadistes armés ou à des nazis.
Progressivement, les sites d'information dont Apple Daily et Stand News cessent leurs activités sous la pression et préserver la sécurité des journalistes durant l'année 2021. En janvier 2022, le site d'information CitizenNews fondé en 2017 par un groupe de journalistes et financé par ses lecteurs, est l'un des organes d'information en ligne les plus populaires de Hongkong, avec plus de 800 000 abonnés sur les réseaux sociaux annonce également leur fermeture,.

### Presse et télévision
En octobre 2019, la presse chinoise critique « l'hypocrisie » des gouvernements et médias occidentaux, qui soutiennent les manifestations à Hong Kong mais les condamnent en Catalogne (une manifestation de soutien à des dirigeants indépendantistes catalans condamnés à de lourdes peines de prison a été réprimée, conduisant à des centaines d'arrestations) et au Chili (des manifestations massives ont conduit à l'instauration de l'état d'urgence par le gouvernement, et au moins 15 personnes ont été tuées dans des affrontements avec la police).
Les médias occidentaux se sont intéressés bien davantage aux manifestations hongkongaises qu'à celles menées dans les autres pays. Au 22 novembre 2019, le New York Times et la chaîne CNN avaient consacré 737 articles ou reportages aux manifestations de Hongkong contre 36 à celles du Chili, 28 à celles d'Haïti, et 12 à celles de l’Équateur. L’organisation d'analyse des médias Fairness and Accuracy in Reporting (FAIR) relève que « cette énorme disparité ne peut pas être expliquée par la taille des manifestations, ni par la sévérité de la répression exercée par les services de sécurité », citant « Haïti où il y a eu au moins 42 morts ».
Début novembre 2019, la presse officielle, la télévision d’État CCTV et la chaîne d’information en continu CGTN francophone ont peu relayé la visite officielle du Président Emmanuel Macron, contrairement à sa précédente visite en janvier 2018.
Pour le chercheur en relations internationales Jean-Louis Rocca, « le traitement médiatique des manifestations à Hongkong confirme que le thème de la « guerre des civilisations » s’étend désormais à la Chine. Depuis plusieurs mois, déjà, des documentaires, des livres, des articles s’efforcent d’opposer de supposées « valeurs occidentales » à de tout aussi supposées « valeurs chinoises ». Cette construction de deux idéologies radicalement étrangères l’une à l’autre rappelle les grandes heures de la guerre froide, où chacun mettait en exergue ses principes. »
Face à la dégradation progressive de la liberté de presse et d'expression à Hongkong, Jack Ma, propriété du fondateur d'Alibaba, qualifie les critiques émanant des pays occidentaux "dénuées de moralité" et dénonce leurs comportements non-exemplaires en évoquant le cas de Julian Assange, le fondateur de Wikileaks, incarcéré dans une prison britannique en attendant son extradition vers les États-Unis.

## Économie
Le 6 septembre 2019, l'agence de notation Fitch abaisse la note de la dette souveraine de Hong-Kong (AA+ à AA), assortie d'une perspective négative en invoquant l'affaiblissement de l'État de droit, susceptible d'influencer la stabilité et le dynamisme économique,.
Le 26 novembre, après un premier report liée aux manifestations, Ali Baba Group maintient son entrée en Bourse malgré les tensions sociales, démontrant ainsi que la ville reste une place boursière de choix derrière New-York et Londres. Dans un communiqué émis le 15 novembre, le PDG d’Alibaba, Daniel Zhang déclare qu'"(…) En ces temps de changement, nous continuons à croire que le futur de Hongkong reste radieux".
Fin novembre 2019, Andrew Au, économiste au gouvernement de Hong Kong, annonce officiellement que l'économie hongkongaise est tombée en récession (à -2,9% en variation annuelle). Les manifestations ont un impact direct sur le tourisme, le commerce, l'hôtellerie et le trafic aérien (-13 % pour le mois d'octobre). Selon les estimations du ministre des finances hongkongais, la fréquentation des touristes aurait particulièrement diminué à partir de mi-octobre.
Selon le « Financial Times », les transferts à l'étranger en particulier à Singapour et en Suisse soit environ 10 % de l'or stocké se sont particulièrement accélérés liée à l'application de la loi sur la sécurité nationale.

## Réponse des autorités hongkongaises

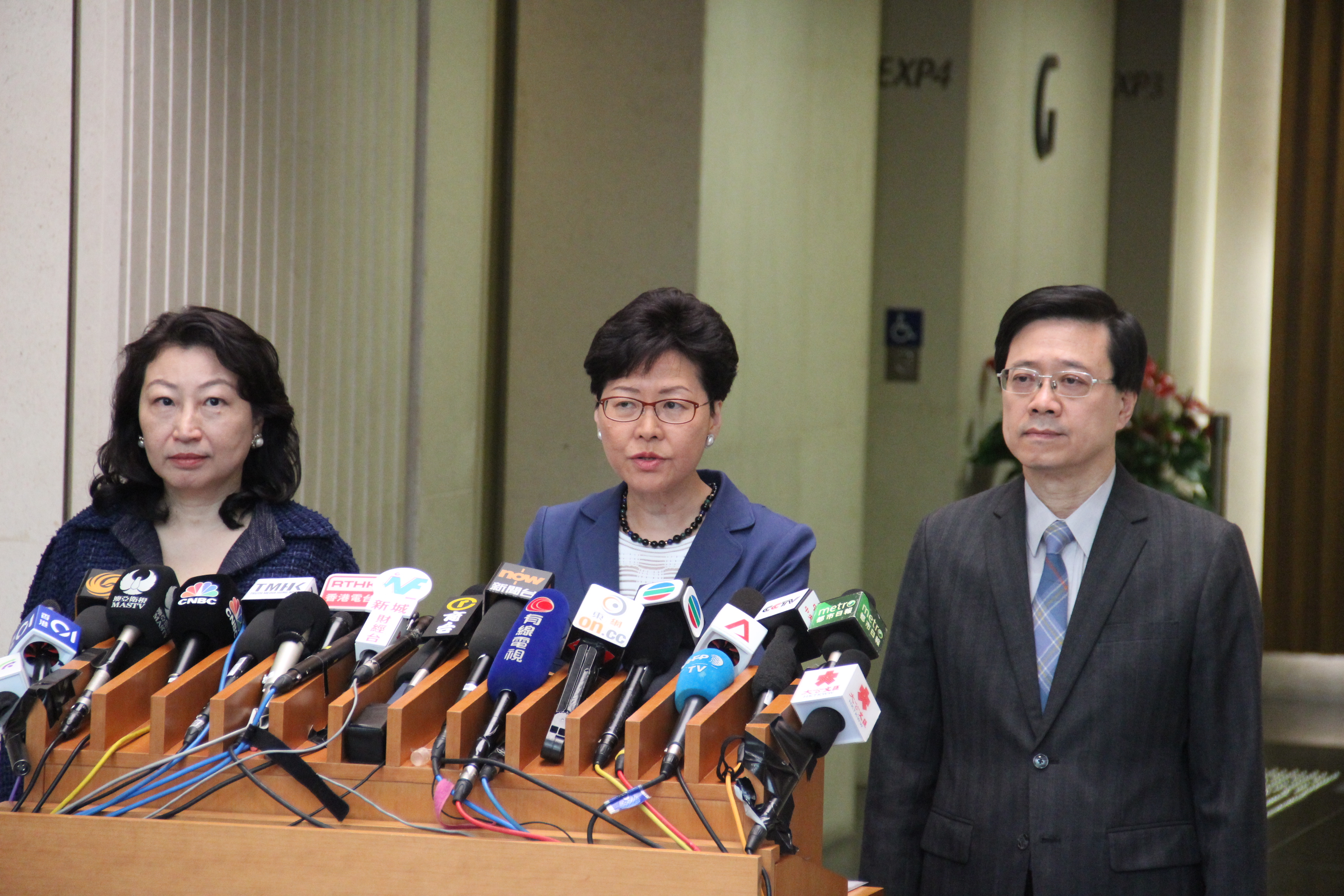
La cheffe de l’exécutif Carrie Lam (au centre) en conférence de presse avec la Secrétaire de la Justice Teresa Cheng (à gauche) et le Secrétaire à la Sécurité John Lee Ka-chiu (à droite) le 10 juin 2019.

### 2019
- Le 9 juin 2019, après la troisième manifestation à 23 h 7, le gouvernement déclare qu'il reconnait et respecte les différents points de vue sur un large éventail de questions, et que, même si la manifestation est majoritairement pacifique, la deuxième lecture de la loi proposée reprendra le 12 juin 2019 comme programmé. Dans la déclaration, le gouvernement exhorte le conseil législatif à examiner la loi proposée de façon calme, minutieuse, raisonnable et respectueuse afin de s'assurer que Hong Kong reste un territoire sûr pour les affaires et les résidents[175].
- Le 10 juin 2019, un conflit au conseil législatif a lieu après minuit. Le chef de la police, Steven Lo Wai-Chung, condamne la violence des manifestants, celle-ci ayant causé au moins 4 blessés[176]. Plus tard ce jour-là, dans une conférence de presse, la cheffe de l'exécutif Carrie Lam, la secrétaire de la justice Teresa Cheng et le secrétaire à la sécurité John Lee Ka-chiu réitèrent leur position comme quoi le gouvernement poursuivra les personnes suspectées de violence. Ils continuent d'insister sur le fait que la loi proposée est juste et de ce fait le gouvernement ne renoncera pas, bien que la participation à la manifestation de la veille soit impressionnante. Lorsqu'on lui a demandé sa démission, Lam n'a pas répondu mais a dit qu'elle va faire de son mieux pour continuer à servir les hongkongais[177]. En réponse à la conférence, 227 conseilleurs législatifs pro-démocraties ont signé une pétition déclarant que Lam ignore les opinions des hongkongais. Le CHRF indique qu'il lance une grève et un encerclement du conseil législatif le 12 juin afin d'arrêter la loi proposée.
- Le 12 juin 2019, Lam participe à une entrevue avec TVB. Dans l'entrevue, elle affirme qu'elle est comme une mère pour les Hongkongais et une mère ne doit pas satisfaire les demandes de ses enfants lorsque ceux-ci adoptent une mauvaise conduite.
  - Contre-réaction des Hongkongais : Des avocates et des intellectuelles féminines lancent une pétition sur le web sous prétexte que « les Hongkongais ne sont pas les enfants de Carrie Lam » et que « les mères n'attaquent jamais leurs enfants avec le gaz lacrymogène et les projectiles en sachet ».

### Loi sur la sécurité nationale
Le 30 juin 2020, les manifestations ne s'étant pas arrêtées - bien que moins fournies qu'en 2019 - malgré la répression puis la pandémie de covid-19, l'Assemblée nationale populaire, c'est-à-dire le Parlement chinois, adopte à l'unanimité la loi de sécurité nationale, qui doit par la suite être incorporée à la Loi fondamentale de Hong Kong. Cette loi, très controversée à Hong-Kong et dans les pays occidentaux, est censée lutter le « séparatisme », le « terrorisme », la « subversion » et la « collusion avec des forces extérieures et étrangères », ce qui de fait peut servir à réprimer les manifestants pro-démocratie, et à mettre fin à la semi-autonomie de la région.
La loi octroie au gouvernement chinois de nouveaux pouvoirs étendus pour surveiller et encadrer les établissements scolaires, les organisations à vocation sociale, les médias et Internet à Hong Kong. Ainsi, le New-York Times a transféré une partie du bureau de Hong Kong à Séoul.
Quelques heures après le vote, le parti politique hongkongais Demosisto, fondé par des militants prodémocratie, annonce sa dissolution pour éviter des poursuites. L'ONU a fait rapidement part de ses préoccupations en indiquant que la formulation vague de son contenu pouvait conduire à « une interprétation et une application discriminatoires ou arbitraires de la loi », une situation qui pourrait « nuire à la protection des droits humains ».

## Rassemblements et manifestations de solidarité mondiale
La diaspora hongkongaise lance des appels à rassemblements et manifestations dans plus de 30 villes de 12 pays.

### Amérique du Nord

#### Canada

##### Historique des manifestations
Il y a des communautés importantes de Hongkongais au Canada, particulièrement à Toronto et à Vancouver.
À Toronto, la manifestation a eu lieu sur la rue Saint-George le 9 juin. Elle se déroule de l'extérieur du bureau de l'économie et du commerce de Hong-Kong (HKETO) jusqu'au consulat-général de la Chine le 9 juin. L'organisateur, le Lien Canada - Hong Kong (Canada - Hong Kong Link), a déclaré qu'il y avait plus de 2 000 participants, tandis que la police de Toronto en a estimé près de 1 000.
Le 12 juin, le Lien Canada - Hong Kong a organisé un rassemblement dehors de HKETO à Toronto. Environ 40 personnes y ont participé.
Le 16 juin 2019, à Toronto, un groupe des étudiants de l'Université de Toronto a organisé une manifestation, débutant à la place Nathan-Phillips jusqu'au HKETO en prenant la route de l'avenue de l'Université et rue St-George. Un rassemblement organisé par le Lien Canada-Hong Kong la suivit. L'organisateur dit qu'il y avait environ 2 000 qui y ont participé, mais la Radio-Canada dit que la participation se comptait en centaines.
À Vancouver, une manifestation en date du 9 juin rassemble plus de 1 300 participants. L'organisateur a planifié une autre manifestation le 15 juin à Vancouver pour soutenir celle à Hong Kong le lendemain. Environ 1 600 personnes ont participé dans celle de Vancouver le 15 juin.
Des rassemblements ont également lieu à Calgary et dans la capitale Ottawa, le 9 juin.
Vers mi-juillet, il y avait des murs Lennon à Montréal (au quartier chinois), à Markham (dans le secteur de Buttonville), à Toronto (près de la gare Union) et à Vancouver (à Gastown) pour soutenir la cause et pour résonner les murs Lennon à Hong Kong. Particulièrement, les disputes avec les chinois a eu lieu au quartier chinois à Montréal le 21 juillet 2019.
Le 27 juillet, près de 350 personnes rallièrent sur la route 7 entre le boulevard du Centre-Ville (Town Centre Boulevard) et le chemin Montgomery à Markham en Ontario pour soutenir la cause et pour sensibiliser la situation actuelle à Hong Kong, y compris la violence excessive déployée par la police et les triades à Yuen-Long.
Le 3 août, les rassemblements auront lieu à Markham (au parc Millennium), à Vancouver, et aussi pour la première fois à Winnipeg et à Montréal. Le 4 août, un autre rassemblement aura lieu à Calgary.
Le 17 août, plus de rassemblements ont eu lieu aux 7 villes canadiennes.

##### Réactions à l'ingérence chinoise au Canada
Ces manifestations auraient entraînés divers comportement d'ingérence de la Chine au Canada.
Plusieurs sympathisants à la cause Hong-hongkongaise auraient été espionnés, voire menacés. Selon le politologue Loïc Tassé, « On sait depuis longtemps que la Chine espionne ses ressortissants. Il y a un effort délibéré de contrôle de l’opinion. ». Des pressions ont été exercées pour exclure les sympathisants hongkongais d'autres rassemblement tels que le défilé Fierté Montréal.
Guy Saint-Jacques, ancien ambassadeur du Canada en Chine, estime que le Canada doit intervenir. Il affirme : « La Chine a le comportement d’un État-voyou. Le message qui doit venir du Canada est le suivant : "On n’a pas de problème à ce que vous occupiez la scène internationale, mais vous devez respecter les règles" ».

#### États-Unis

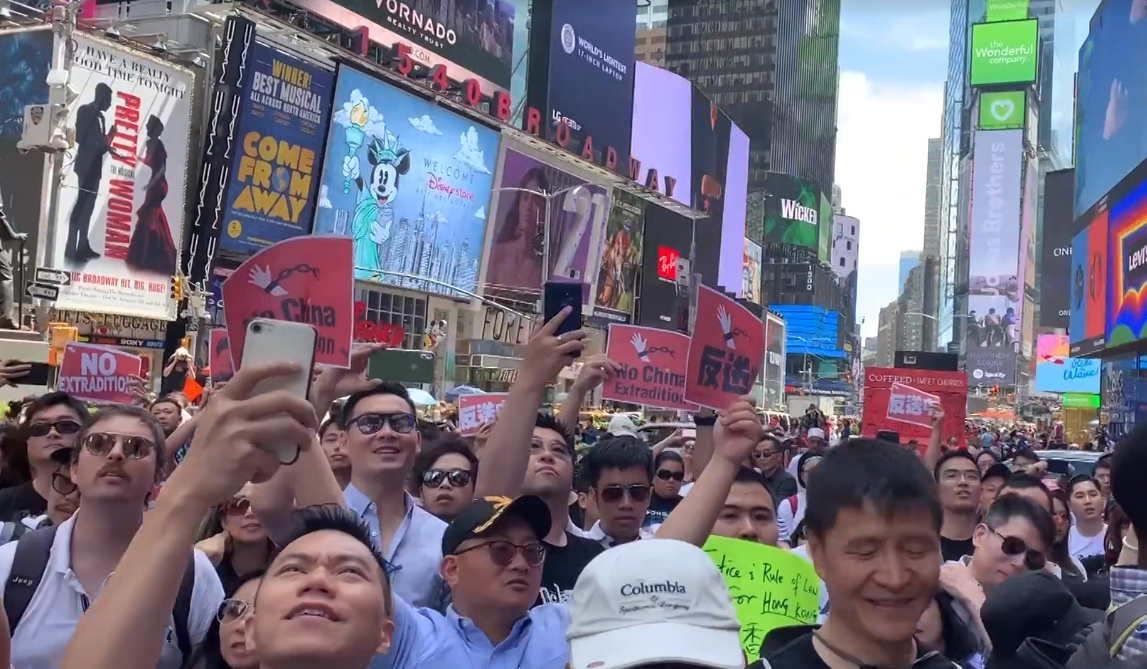
Des milliers des personnes se rassemblent à Times Square pour soutenir la cause.

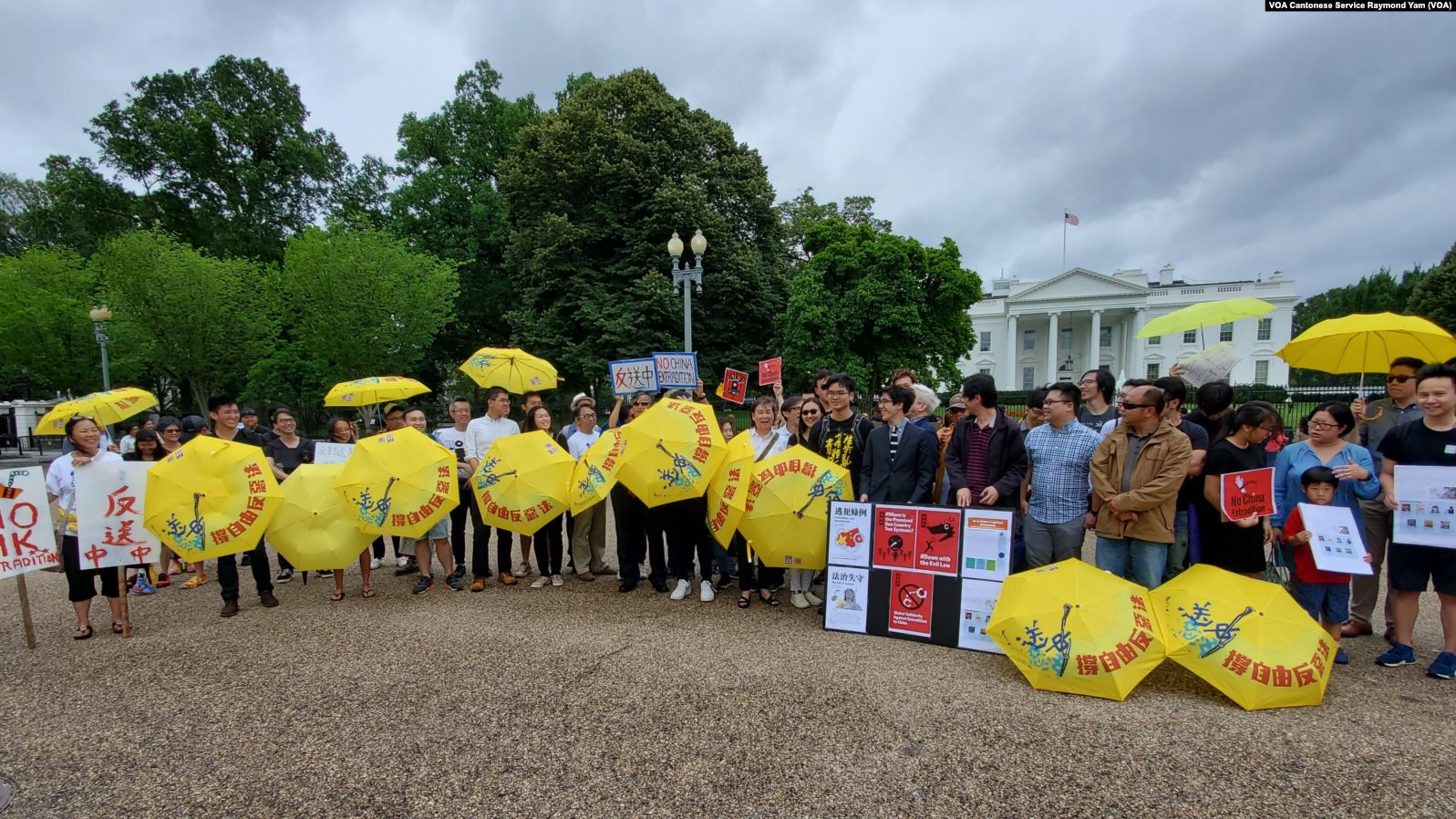
Rassemblement devant la Maison-Blanche à Washington.

Aux États-Unis, le 9 juin, plus de 1 500 personnes se sont rassemblées à Times Square en signe de solidarité avec les manifestants de Hong Kong. Environ 60 personnes se sont également rassemblées devant la Maison-Blanche à Washington. On a estimé qu'il y avait 50 participants à une manifestation à Chicago, et d'autres petites manifestations se sont tenues sur la côte Ouest, y compris à San Francisco et à Los Angeles.
Le 16 juin, un autre rassemblement a lieu à New York devant la Confucius Plaza. Le thème du rassemblement est « New-York dit non à la loi d'extradition vers la Chine. Carrie Lam n'est pas ma mère. » (« 紐約反送中之林鄭唔係我亞媽 » en cantonais). Environ 1 000 personnes y assistent. Des manifestations se tiennent également à Houston et San Diego.

### Asie
Au Japon, 400 personnes ont participé à une manifestation en solidarité avec les Hongkongais.
À Taïwan, des manifestations ont lieu à Taipei, Taichung et Tainan. Les Taïwanais suivent avec préoccupation les événements car la Chine propose à Taïwan un modèle politique, celui du « un pays, deux systèmes », similaire à Hong-Kong, et que l'éventuelle adoption d'un tel système est un thème majeur de l'élection présidentielle taïwanaise de 2020.

### Océanie

#### Australie
En Australie, les manifestations débutent avant celle de Hong Kong, le fuseau horaire étant plus avancé. À Sydney, il y a plus de 3 000 participants. La police locale barre une route locale pour accueillir la manifestation. Il y a aussi 500 participants dans le rassemblement à Melbourne. D'autres rassemblements plus modestes se déroulent à Brisbane, Canberra et Perth.
Les autres rassemblements a eu lieu le 16 juin et encore le 26 juin à Perth, Brisbane, Adelaide, Melbourne et Sydney en solidarité des manifestations correspondantes à Hong-Kong ces jours-là. Les rassemblements a eu lieu le 16 juin à Canberra et aussi Hobart.
Le 24 juillet 2019, une dizaine des étudiants hongkongais rassemblèrent pacifiquement à l'Université du Queensland (campus de St-Lucie) pendant la journée de marché (Market Day) pour résonner des murs Lennon à Hong-Kong et pour expliquer les événements actuels aux autres étudiants. Ils ont créé un mur Lennon sur un carton, sur lequel sont des Post-It avec des phrases positives et des fichiers avec l'information des manifestations à Hong Kong. Vers midi, plus de 200 étudiants chinois qui parlaient le mandarin encerclèrent les hongkongais et sabotèrent le mur. Les chinois déchirèrent les Post-It et collèrent ceux avec des messages « Hong Kong est le fils de Pékin », « J'aime la Chine » et « Hong Kong est une partie de la Chine ». Quelques étudiants chinois frappèrent et giclèrent le jus d'orange sur les étudiants hongkongais. La police de Melbourne intervint vers 15 h,.
Le consulat-général de la Chine à Melbourne publia une déclaration citant que cet événement fut « anti-Chine » et la Chine soutient l'action patriotique des étudiants chinois en Australie. Le ministre des affaires étrangères d'Australie, Marise Payne, réitéra que tous les étrangers doivent respecter et observer la liberté d'expression sur tous les sujets incluant ceux qui sont contestables.

### Europe
À travers l'Europe, des manifestations ont eu lieu le 9 juin à 14 h heure locale, au Royaume-Uni à Londres, en Allemagne à Berlin, Francfort-sur-le-Main et à Cologne, aux Pays-Bas à Amsterdam sur la Place du Dam, en France à Paris au Palais de Chaillot, en Belgique à Bruxelles, au Danemark à Copenhague et en Tchéquie à Prague.

#### Suisse
En Suisse, un rassemblement a eu lieu le 22 juin à Zurich, devant le consulat-général de la Chine. Environ 40 suisse-hongkongais y ont participé.

#### Tchéquie
En plus du rassemblement du 9 juin, à 15 h heure locale, le 24 juillet 2019, il y avait un autre rassemblement à la place Palacky à Prague en République tchèque en solidarité avec des hongkongais. Pour résonner des murs Lennon à Hong-Kong, les participants collèrent des Post-it devant le mur Lennon à Prague avant le rassemblement.

#### Royaume-Uni
Le Royaume-Uni joue un rôle important dans les manifestations car il était le suzerain de Hong-Kong avant la rétrocession de 1997.
Une manifestation de solidarité la plus importante se déroule à Londres le 9 juin où il y avait plus de 4 000 participants.
Le 16 juin 2019, il y avait des rassemblements additionnels de solidarité à Londres (à Parliament Square), à Cambridge et à Manchester. Un autre rassemblement a eu lieu le 27 juin à Parliament Square à Londres.
Le 14 juillet 2019, les hongkongais à Londres lancèrent une foule éclaire (flash mob) « Chantez pour Hong-Kong » (Sing for Hong Kong),, débutant à 14 h 30 dans trois localisations à travers Londres. La foule éclaire a chanté la chanson « Do you hear the people sing? » (dérivée de « À la volonté du peuple » originée de la comédie musicale française Les Misérables).
En juillet, les Hongkongais récoltèrent plus de 300 000 livres sterling pour publier les annonces et les publicités à travers le Royaume-Uni, le suzerain ancien du territoire. Les annonces exhortent les autorités britanniques et le nouveau Premier ministre Boris Johnson de tenir les promesses faites selon la déclaration commune sino-britannique sur la question de Hong Kong. Les annonces apparurent dans Evening Standard, le Guardian, Spectator Coffee House, Guido Fawkes, Conservative Home et New Statesman. De plus, les publicités affichèrent sur les panneaux d'affichages à Londres (près du chemin Lots), à Liverpool (près du chemin Prescott), à Birmingham (sur la rue Upper-Dean), et aussi à Édimbourg et à Cardiff.
Le 15 novembre, la ministre hongkongaise de la Justice, Teresa Cheng, est tombée au sol lors d'une altercation avec des manifestants pro-démocratie. La chef de l’exécutif hongkongais, Carrie Lam et le porte-parole de la diplomatie chinoise, Geng Shuang, ont vivement condamné cette "agression".

## Réactions politiques

### Autorités dumonde chinois
- Chine : la Chine continentale exprime son soutien à la cheffe de l’exécutif Carrie Lam[195]. À la suite de la manifestation du 9 juin, le gouvernement de Beijing a dénoncé une « ingérence étrangère », le ministère des Affaires étrangères accusant les opposants au projet de loi de « collusion avec l'Ouest »[196]. Le média d’État China Daily a évoqué une pétition en ligne soutenant le projet de loi qui aurait rassemblé plus de 700 000 signatures, en réponse à une manifestation de « 240 000 personnes »[197],[196]. Semblant se démarquer des autorités hongkongaises, ce même média a aussi considéré que « de nombreux jeunes sont mécontents de ce qu'ils perçoivent comme une coalition injuste entre l'argent et le pouvoir, et (…) considèrent Carrie Lam comme un symbole de l'establishment »[29]. Le 24 juillet, Pékin menace de déployer l'armée à Hong Kong en cas de nécessité de « maintenir l'ordre public » si les autorités hongkongaises le souhaitent[198]. Le pouvoir accentue la pression sur Hong Kong par le biais de l'ambassadeur chinois au Royaume-Uni basé à Londres, Liu Xiaoming, qui avertit qu'il ne resterait pas « les bras croisés » si la situation devenait incontrôlable sur le territoire hongkongais. Il ajoute qu'Hong Kong « glisse dans l'abîme » et que si les violences continuent que « l'avenir sera épouvantable ». Xiaoming estime que la Chine a « suffisamment de détermination et de puissance pour mettre fin au soulèvement »[199].
- Macao : le 11 juin, le gouvernement de la RAS de Macao annonce qu'il développerait une approche attentiste en vue de l'adoption de sa propre loi sur l'extradition avec la Chine continentale[200].
- Taïwan : la présidente Tsai Ing-wen a exprimé sa solidarité avec les manifestants, notant que la démocratie à Taïwan avait été gagnée durement et qu'on devait perpétuellement veiller sur elle. Elle déclara que, tant qu'elle sera présidente, elle n'acceptera pas le principe du « un pays, deux systèmes », considérant que la démocratie à Hong Kong n'avait fait que se détériorer depuis une vingtaine d'années[201]. Elle a également posté une photo sur Instagram pour soutenir les « Hongkongais en première ligne », en disant que le peuple taïwanais soutiendrait toujours ceux qui se battent pour la liberté d'expression et la démocratie. Le ministère des affaires étrangères de Taïwan a déclaré que les Taïwanais étaient main dans la main avec les manifestants hongkongais qui protestent contre le projet de loi, en ajoutant « Taïwan est avec vous ! »[202].

### Dans le reste du monde
- France : Début octobre, le ministère français des Affaires étrangères réitère une position, initialement de l'Union européenne qui juge « extrêmement préoccupants » la situation à Hong-Kong[203]. L’ambassade de Chine en France, par l'intermédiaire de son porte-parole Lu Shaye, a vivement critiqué la démarche du ministère des Affaires étrangères « pour son soutien à la position ‘hypocrite’ de l’Union européenne sur Hong Kong »[204], un mois avant la visite officielle du Président français à Pékin. Dans la déclaration officielle, une référence aux mouvement des Gilets jaunes est intitulée[205]. Nommé ambassadeur en juin 2019, Lu Shaye est, selon RSF, particulièrement hostile envers les journalistes[206]. La veille de son séjour officiel, l'Élysée a assuré qu'Emmanuel Macron aborderait « sans tabou » » plusieurs sujets dont la crise à Hongkong. En réponse, les autorités chinoises ont averti que la situation à Hongkong « (…) rélève des affaires intérieures de la Chine, il n'est pas pertinent que ce soit à l'ordre du jour diplomatique »[207]. La visite officielle, d'une durée de trois jours, a été peu relayée par la presse chinoise et la crise de Hong-Kong n'a pas été abordée publiquement par le Président. Interrogé par les journalistes français, Emmanuel Macron s'est exprimé dans l’enceinte de l’ambassade de France de Pékin en déclarant « J’ai appelé à la retenue, au dialogue, à la recherche d’une désescalade à Hongkong »[166].
- États-Unis : Morgan Ortagus, la porte-parole du département d'État des États-Unis, a exprimé son soutien aux manifestants le 10 juin en déclarant que « La manifestation pacifique des plusieurs milliers de Hongkongais hier a clairement exposé l'opposition populaire face amendements proposés. Les États-Unis ont aussi appelé le gouvernement de Hong-Kong à s'assurer que « tout amendement concernant l'ordonnance sur les délinquants fugitifs soit suivi avec grand soin. »[208]. Nancy Pelosi, la présidente de la Chambre des représentants, a quant à elle fermement condamné le projet de loi et offert son soutien aux manifestants. « Tous ceux qui portent dans leur cœur la liberté ont été touchés par le courage du million d'hommes et de femmes de Hong Kong qui sont descendus dans les rues ce samedi pour revendiquer pacifiquement leurs droits, défendre leur souveraineté et dénoncer ce terrible projet de loi. L'Amérique se tient aux côtés du peuple de Hong Kong ». Le président Donald Trump a répondu qu'il était convaincu que la Chine et Hong Kong « seraient capables de travailler là-dessus »[réf. nécessaire]. Le 2 juillet, après la prise d'assaut du Conseil Législatif, il a déclaré : « [Les manifestants] cherchent la démocratie et je pense que la plupart des gens la souhaitent. Malheureusement, certains gouvernements ne la veulent pas et c'est là le sujet. Il s'agit uniquement de démocratie. Il n'y a rien de meilleur [qu'elle]. » Cependant, durant le G20 à la fin du mois de juin, Donald Trump avait proposé à Xi Jinping de faire taire le soutien officiel américain aux manifestants en échange d'une reprise des discussions sur les accords commerciaux avec la Chine[209],[210]. Les États-Unis apportent des financements au Front civil des droits de l'homme, qui a organisé des marches de protestation contre les autorités hongkongaises[29]. En octobre, le gouvernement américain a menacé de suspendre le statut économique spécial accordé à Hongkong et qui a favorisé l’expansion de la ville. Avec l'adoption du projet de loi « Hongkong human rights and democracy », les administrations américaines devront dorénavant faire un rapport annuel au congrès sur « l’état de la démocratie et du milieu des affaires », afin de vérifier si la ville mérite le « traitement unique » dont elle bénéficie, afin d'accentuer les pressions sur l'exécutif hongkongais[211]. Le 19 novembre, le Sénat américain a adopté à l'unanimité un texte soutenant les « droits humains et la démocratie » à Hong Kong et menace de suspendre le statut économique spécial accordé par Washington à l'ancienne colonie britannique. Il doit désormais être soumis à la Chambre des représentants[212]. Dans un communiqué, le porte-parole de la diplomatie chinoise demande aux États-Unis d'arrêter d'interférer dans les affaires internes de Hong Kong et de la Chine[213]. Le 27 novembre Donald Trump promulgue la loi, qui vise à maintenir l'autonomie de Hong-Kong et bénéficier ainsi d'un traitement commercial spécial de la part des États-Unis[214]. En réaction, le vice-ministre chinois des Affaires étrangères, Le Yucheng, fait part de sa « ferme opposition » qualifiant le texte, entre autres, d’« abomination absolue »[215]. En réaction, le 2 décembre, le porte-parole du ministère chinois des Affaires étrangères, Hua Chunying annonce que Pékin décide de suspendre les escales de récupération de navires de guerre américains à Hong Kong[216].

En réaction à l’imposition de la nouvelle loi sur la sécurité nationale promulgué par le gouvernement chinois fin juin 2020, le secrétaire d’État américain Mike Pompeo a annoncé lundi 29 juin l’arrêt des exportations de matériel de défense vers Hong Kong ainsi que des mesures pour faire cesser les transferts de technologies à double usage, commerciale et militaire.
- Allemagne : Le porte-parole de la chancelière Angela Merkel, Steffen Seibert, a affirmé que la protestation démontrait que la majorité des manifestants avait agi de manière pacifique et a appelé à ce que toutes les parties concernées fassent en sorte que les choses demeurent de la sorte[218].

En réaction à l’imposition de la nouvelle loi sur la sécurité nationale promulgué par le gouvernement chinois fin juin 2020, Angela Merkel a invité l'ambassadeur chinois en Allemagne pour faire part de sa « préoccupation » que la nouvelle loi ne remette en cause l’autonomie de Hong Kong et les libertés fondamentales.
- Australie : La ministre des affaires étrangères Marise Payne a déclaré : « L'Australie soutient le droit des peuples à manifester pacifiquement et à exercer leur liberté d'expression, et nous appelons toutes les parties à la retenue et à éviter la violence. »[220]
- Canada : le Canada a fait une déclaration à la suite des protestations du 9 et 12 juin, les plus importantes. La ministre des Affaires mondiales Canada, Chrystia Freeland, indique : « Le Canada a suivi de près les propositions de la Région administrative spéciale de Hong Kong visant à modifier l'Ordonnance sur les délinquants en fuite. Le Canada demeure préoccupé par l'effet que ces propositions pourraient avoir sur le grand nombre de citoyens canadiens à Hong Kong, sur la confiance des entreprises et sur la réputation internationale de Hong Kong. » Elle a finalement exhorté le gouvernement de Hong Kong à écouter les Hongkongais, citant que « la liberté d'expression et de réunion est le fondement de la société libre de Hong Kong. Il est vital que toute législation préserve le degré élevé d'autonomie, la primauté du droit et l'indépendance du pouvoir judiciaire à Hong Kong »[221]. De plus, le Canada modifia les conseils aux voyageurs le 23 juillet, citant que « des actes de violence, y compris des affrontements entre les forces de sécurité et les manifestants, se sont produits. Certains ont causé des blessures graves »[222], mais il insista que seulement « des mesures de sécurité normales » étaient nécessaires.

En réaction à l’imposition de la nouvelle loi sur la sécurité nationale promulgué par le gouvernement chinois fin 2020, le Premier ministre Justin Trudeau suspend son traité d’extradition avec Hong Kong ainsi que ses exportations de matériel militaire « sensible ».
- Corée du Sud : à la suite des premières manifestations, le président Moon Jae-in est resté silencieux[224]. Une pétition en ligne a été organisée par des étudiants, le 22 juin elle comptait plus de 20 000 signatures. Moon Jae-in a affirmé qu'il la prendrait en compte[225]
- Irlande : Le 23 juillet 2019, l’Irlande changea le statut de sécurité du territoire de Hong Kong ainsi que Macau comme « faire preuve d'une grande prudence » (High degree of caution) en citant les manifestations dans les semaines récentes[226].
- Japon : Tarō Kōno, le ministre des Affaires étrangères nippones, a déclaré : « J'espère fortement que les choses soient réglées le plus tôt possible et que la liberté et la démocratie propres à Hong Kong soient maintenues. »[227]. Durant le G20, le Premier ministre Shinzō Abe a averti le président Xi Jinping en communiquant son souhait de voir Hong Kong continuer de se développer de façon libre et ouverte, et sous la politique « un pays, deux systèmes »[228].
- Royaume-Uni : Les relations entre le Royaume-Uni et la Chine se sont gravement détériorées durant les manifestations. Le secrétaire d’État des Affaires étrangères Jeremy Hunt a exhorté le gouvernement hongkongais à écouter les préoccupations des manifestations. Il a déclaré : « Il est essentiel que les autorités engagent un dialogue constructif et prennent des mesures pour préserver les droits et les libertés de Hong Kong ainsi que le haut degré d'autonomie, qui appuie par ailleurs sa réputation internationale. » Il a ajouté que le principe du « un pays, deux systèmes », qui est juridiquement confirmé par la déclaration commune sino-britannique, était vital pour l'avenir de Hong Kong[229]. Le Consulat britannique de Hong Kong a ouvert ses portes aux manifestants qui avaient besoin de protection[230]. L'approvisionnement en matériel anti-émeutiers, notamment les gaz lacrymogènes et les lanceurs de balles de défense, ont été suspendus en réponse aux violences policières[231]. L'ancien gouverneur colonial de Hong Kong, Chris Patten, a fait l'éloge des manifestants dans une interview accordée à la chaîne britannique Sky News : « J'espère fortement que le gouvernement [britannique] lancera une enquête publique sur les récentes manifestations qui ont eu lieu ces dernières semaines et la façon dont elles ont été traitées politiquement. » Il a ajouté qu'il n'approuvait pas la manifestation du premier juillet, durant laquelle « quelques étudiants ont eu un comportement idiot » lorsqu'ils ont pris d'assaut le Conseil législatif hongkongais[232]. Le 3 juillet, l'ambassadeur chinois au Royaume-Uni, Liu Xiaoming, était appelé au Bureau des affaires étrangères britanniques après qu'il a « insulté » et critiqué le Royaume-Uni dans une interview[233].

En réaction à l’imposition de la nouvelle loi sur la sécurité nationale promulgué par le gouvernement chinois fin juin 2020, Boris Johnson annonce à la Chambre des Communes l'extension des droits à l'immigration des 350 000 personnes qui avaient un tel passeport en février 2020 mais aussi des 2,9 millions de Hongkongais nés avant la rétrocession de 1997, et qui sont donc éligibles à l'obtention d'un tel document. Le premier ministre a déclaré qu’il allait maintenir une ligne « dure », mais qu’il ne deviendrait pas « quelqu’un d’automatiquement anti-Chine ».

### Organisations internationales
- Union européenne : Le parlementaire Guy Verhofstadt déclare sur Twitter que les scènes sont une source d'inspiration pour défendre les droits de l'homme et la primauté du droit, et que l'Europe les regarde[236].
- Amnesty International : Le 21 juin, Amnesty International publia un rapport affirmant que la police de Hong Kong utilise une violence « non nécessaire et excessive contre la manifestation majoritairement pacifique [du 12 juin] ». Selon l'organisation, un tel recours à la force enfreint le droit international relatif aux droits de l’homme et des normes internationales[237].